# Список Героев Украины
Звание «Герой Украины» (укр. звання Герой України) — государственная награда Украины — высшая степень отличия Украины, которой удостаивают за совершение выдающегося геройского поступка или за трудовой подвиг.
Звание было учреждено Указом Президента Украины Л. Д. Кучмы № 944/98 от 23 августа 1998 года как отличие Президента Украины «Герой Украины» (с вручением ордена «Золотая Звезда» или ордена Государства) для награждения граждан Украины «за осуществление выдающегося личного геройского поступка и трудового подвига».
16 марта 2000 года Верховная Рада Украины приняла Закон Украины «О государственных наградах Украины», которым было предусмотрено, что государственной наградой Украины — высшей степенью отличия Украины является звание Герой Украины (с вручением ордена «Золотая Звезда» или ордена Государства).
2 декабря 2002 года Указом Президента Украины № 1114/2002 был признан утратившим силу предыдущий Указ № 944/98; утверждены новый Устав звания Героя Украины и новые описания орденов «Золотая Звезда», Государства, звания Героя Украины и новой единой миниатюры этих орденов.
13 апреля 2017 года президент Украины Пётр Порошенко подписал принятый Верховной Радой закон о внесении изменений в закон о государственных наградах, согласно которым звание Героя Украины в исключительных случаях может присваиваться иностранцам.
Лицу, которому присвоено звание Герой Украины, вручается орден «Золотая Звезда» (укр. орден «Золота Зірка») за совершение выдающегося геройского поступка, или орден Государства (укр. орден Держави) — за трудовой подвиг.
В настоящем списке в прямом хронологическом порядке представлены 713 человек, которым Указами Президента Украины было присвоено звание Герой Украины по состоянию на 31 марта 2023 года. Из них 406 человек награждены при жизни и 307 — посмертно.
Списки содержат информацию о дате Указа о присвоении звания и его номере, о виде ордена, об основании присуждения звания, сформулированном в указе, о роде деятельности и должности награждаемого (на момент награждения), о годах жизни.
 Светло-жёлтым цветом в таблице выделены Герои, которым вручён орден «Золотая Звезда». 

## Неоднократные герои
На данный момент случаев повторного присвоения звания «Герой Украины» нет, хотя возможность повторного награждения (с вручением другого ордена) предусмотрена Уставом звания:
Статут звания «Герой Украины»:

4. Герой Украины, удостоенный ордена «Золотая Звезда», в случае осуществления им выдающихся трудовых достижений может быть удостоен ордена Государства, а Герой Украины, удостоенный ордена Государства, в случае осуществления им геройского поступка может быть удостоен ордена «Золотая Звезда».
5. Присвоение звания «Герой Украины» второй раз с награждением одним и тем же орденом не производится.
Оригинальный текст (укр.) 4. Герой України,  удостоєний ордена «Золота Зірка»,  у  разі здійснення  ним  визначних трудових досягнень може бути удостоєний ордена Держави, а Герой України, удостоєний ордена Держави, у разі здійснення  ним  геройського  вчинку  може  бути удостоєний ордена «Золота Зірка».

5. Присвоєння звання Герой України вдруге з удостоєнням одного й того ж ордена не провадиться.

В то же время некоторые из Героев Украины имеют звания Героя Социалистического Труда.
Полный перечень таких Героев с указанием званий и дат их присвоения (в списке выделены дважды Герои Социалистического Труда):
1. Антонец Семён Спиридонович: Герой Социалистического Труда (1991); Герой Украины (с вручением ордена Государства, 1999);
2. Балабуев Пётр Васильевич: Герой Социалистического Труда (1975); Герой Украины (с вручением ордена Государства, 1999);
3. Баранов Юрий Иванович: Герой Социалистического Труда (1981); Герой Украины (с вручением ордена Государства, 2001);
4. Боровик Александр Григорьевич: Герой Социалистического Труда (1981); Герой Украины (с вручением ордена Государства, 2002);
5. Гнатюк Дмитрий Михайлович: Герой Социалистического Труда (1985); Герой Украины (с вручением ордена Государства, 2005);
6. Гончар Александр Терентьевич: Герой Социалистического Труда (1978); Герой Украины (с вручением ордена Государства, 2005);
7. Звягильский Ефим Леонидович: Герой Социалистического Труда (1986); Герой Украины (с вручением ордена Государства, 2003);
8. Козловский Альфред Иванович: Герой Социалистического Труда (1990); Герой Украины (с вручением ордена Государства, 1999);
9. Костюк Платон Григорьевич: Герой Социалистического Труда (1984); Герой Украины (с вручением ордена Государства, 2007);
10. Лукьяненко Владимир Матвеевич: Герой Социалистического Труда (1985); Герой Украины (с вручением ордена Государства, 2004);
11. Малая Любовь Трофимовна: Герой Социалистического Труда (1979); Герой Украины (с вручением ордена Государства, 1999);
12. Митропольский Юрий Алексеевич: Герой Социалистического Труда (1986); Герой Украины (с вручением ордена Государства, 2007);
13. Моторный Дмитрий Константинович: дважды Герой Социалистического Труда (1966, 1986), Герой Украины (с вручением ордена Государства, 2002);
14. Мурзенко Владимир Григорьевич: Герой Социалистического Труда (1973); Герой Украины (с вручением ордена Государства, 2001);
15. Патон Борис Евгеньевич: дважды Герой Социалистического Труда (1969, 1978), Герой Украины (с вручением ордена Государства, 1998);
16. Ткачук Василий Михайлович: Герой Социалистического Труда (1982); Герой Украины (с вручением ордена Государства, 2002);
17. Шалимов Александр Алексеевич: Герой Социалистического Труда (1982); Герой Украины (с вручением ордена Государства, 2005).

1 Герой Украины — Берест Алексей Прокофьевич — удостоен также звания Героя Российской Федерации: Герой Украины (с вручением ордена «Золотая Звезда», 2005, посмертно); Герой Российской Федерации (2025, посмертно).

## Статистика
Статистика приведена по состоянию на 28 февраля 2022 года (всего награждены 509 человек).
По годам
По Президентам Украины
| Президент          | Срок полномочий                   | Количество награждённых |
| ------------------ | --------------------------------- | ----------------------- |
| Леонид Кучма       | 19 июля 1994 — 23 января 2005     | 132                     |
| Виктор Ющенко      | 23 января 2005 — 25 февраля 2010  | 114                     |
| Виктор Янукович    | 25 февраля 2010 — 22 февраля 2014 | 40                      |
| Пётр Порошенко     | 7 июня 2014 — 20 мая 2019         | 163                     |
| Владимир Зеленский | с 20 мая 2019                     | 60                      |

По видам ордена
| Орден «Золотая Звезда» | 238 |
| Орден Государства      | 271 |

По полу
| Мужчины | 471 |
| Женщины | 38  |

Посмертных награждений
| При жизни                                                                  | 298 |
| Посмертно                                                                  | 211 |
| из них не являлись гражданами Украины (из них 17 скончались до 24.08.1991) | 18  |

Живущие Герои Украины
| Живы   | 165 |
| Мертвы | 344 |

## 1998 год
Общее число награждённых: 1
| № п/п | № п/п | Фото | Фамилия, имя, отчество | Дата указа | Вид награды, основание присвоения | Род деятельности, должность                                                 | Даты жизни            |
| ----- | ----- | ---- | ---------------------- | ---------- | --- | --------------------------------------------------------------------------- | --------------------- |
| 1     | 1     |      | Патон Борис Евгеньевич | 26.11.1998 | Орден Государства — за самоотверженное служение науке, выдающиеся достижения в области сварки и специальной электрометаллургии, которые способствовали признанию и утверждению авторитета отечественной науки в мире | Президент Национальной академии наук Украины, академик НАН Украины, г. Киев | 27.11.1918—19.08.2020 |

## 1999 год
Общее число награждённых: 19
| № п/п | № п/п | Фото | Фамилия Имя Отчество           | Дата Указа | Вид награды, Основание присуждения | Род деятельности, должность | Годы жизни            |
| ----- | ----- | ---- | ------------------------------ | ---------- | --- | --- | --------------------- |
| 2     | 2     |      | Малая Любовь Трофимовна        | 12.01.1999 | Орден Государства — за выдающиеся личные заслуги перед Украиной в развитии медицинской науки, фундаментальные исследования в области кардиологии                                                                                   | Директор Института терапии Академии Медицинских Наук Украины, академик НАН Украины и АМН Украины, Харьков                                      | 13.01.1919—14.04.2003 |
| 3     | 3     |      | Сацкий Виталий Антонович       | 28.01.1999 | Орден Государства — за выдающиеся трудовые достижения в развитии металлургической промышленности Украины | Председатель правления ОАО «Запорожский металлургический комбинат „Запорожсталь“ имени С. Орджоникидзе»                                        | 22.04.1930—26.10.2017 |
| 4     | 4     |      | Сичевой Владимир Иванович      | 08.05.1999 | Орден Государства — за выдающиеся личные заслуги перед Украинским государством в создании ракетно-космической техники | Первый заместитель генерального директора «Производственное объединение „Южный машиностроительный завод“ имени А. М. Макарова», Днепропетровск | 10.05.1929—30.07.2005 |
| 5     | 5     |      | Антонец Семён Спиридонович     | 21.08.1999 | Орден Государства — за выдающийся личный вклад в организацию и обеспечение получения высоких показателей по производству сельскохозяйственной продукции, развитие социальной сферы                                                 | Председатель сельскохозяйственного акционерного общества «Горизонт», Шишацкий район Полтавской области                                         | 20.08.1935—03.03.2022 |
| 6     | 1     |      | Галуненко Александр Васильевич | 21.08.1999 | «Золотая Звезда» — за личное мужество и героизм, проявленные во время проведения летных испытаний новой авиационной техники | Лётчик-испытатель Авиационного научно-технического комплекса имени О. К. Антонова, Киев                                                        | род. 01.03.1946       |
| 7     | 6     |      | Гордовенко Михаил Васильевич   | 21.08.1999 | Орден Государства — за достижение высоких в отрасли показателей добычи угля, многолетний самоотверженный шахтерский труд | Бригадир шахтёров очистного забоя шахты «Краснолиманская», Донецкая область                                                                    | 03.01.1940—16.10.2021 |
| 8     | 7     |      | Гениевский Сергей Иванович     | 21.08.1999 | Орден Государства — за выдающиеся личные результаты в добыче угля, достижение высокой производительности труда | Шахтёр очистного забоя Государственного акционерного общества «Шахта имени М. В. Фрунзе», Луганская область                                    | род. 19.06.1958       |
| 9     | 8     |      | Гордейчук Екатерина Ильинична  | 21.08.1999 | Орден Государства — за достижение высоких в регионе показателей с надоев молока, многолетний добросовестный труд в сельском хозяйстве                                                                                              | Доярка акционерного общества «Широкое», Симферопольский район АР Крым                                                                          | 19.11.1950—07.07.2016 |
| 10    | 9     |      | Стребко Станислав Кириллович   | 21.08.1999 | Орден Государства — за выдающиеся трудовые достижения в развитии морского транспорта, личный вклад в повышение эффективности перевозок, внедрение современных форм хозяйствования                                                  | Начальник Ильичевского морского торгового порта, Одесская область                                                                              | 28.02.1937—28.07.2008 |
| 11    | 10    |      | Петринюк Василий Андреевич     | 21.08.1999 | Орден Государства — за выдающийся личный вклад в организацию и обеспечение получения высоких показателей по производству сельскохозяйственной продукции, развитие социальной сферы                                                 | Директор товарищества «Полква», Теофипольский район Хмельницкой области                                                                        | род. 20.07.1952       |
| 12    | 11    |      | Козловский Альфред Иванович    | 14.09.1999 | Орден Государства — за выдающиеся личные заслуги в организации металлургического производства, трудовую доблесть | Генеральный директор акционерного общества «Нижнеднепровский трубопрокатный завод», Днепропетровская область                                   | 14.09.1929—24.01.2013 |
| 13    | 12    |      | Скопенко Виктор Васильевич     | 14.09.1999 | Орден Государства — за выдающийся личный вклад перед Украинским государством в развитии национального образования, подготовку высококвалифицированных специалистов, многолетнюю плодотворную научную и педагогическую деятельность | Ректор Киевского национального университета имени Тараса Шевченко, доктор химических наук, академик НАН Украины и АПН Украины, Киев            | 18.12.1935—05.07.2010 |
| 14    | 13    |      | Скударь Георгий Маркович       | 23.09.1999 | Орден Государства — за выдающиеся личные заслуги перед Украинским государством в развитии машиностроения | Председатель правления, генеральный директор акционерного общества «Новокраматорский машиностроительный завод», Донецкая область               | род. 18.07.1942       |
| 15    | 14    |      | Запорожец Иван Иванович        | 08.10.1999 | Орден Государства — за выдающийся личный вклад в организацию и обеспечение роста производства сельскохозяйственной продукции | Председатель колхоза имени Энгельса, Новопсковский район Луганской области                                                                     | 17.11.1940—15.08.2020 |
| 16    | 2     |      | Сушко Лука Григорьевич         | 27.10.1999 | «Золотая Звезда» — за личное мужество и героизм, проявленные в боях с фашистскими захватчиками во время Великой Отечественной войны 1941—1945 годов                                                                                | Полковник в отставке, Киев | 16.10.1919—11.09.2011 |
| 17    | 3     |      | Герасимов Иван Александрович   | 27.10.1999 | «Золотая Звезда» — за мужество и отвагу, проявленные в борьбе с фашистскими захватчиками во время Великой Отечественной войны 1941—1945 годов, выдающийся личный вклад в развитие ветеранского движения на Украине                 | Генерал армии в отставке, руководитель ветеранского движения Украины, Киев                                                                     | 08.08.1921—04.06.2008 |
| 18    | 4     |      | Каденюк Леонид Константинович  | 03.12.1999 | «Золотая Звезда» — за заслуги перед Украинским государством в развитии космонавтики, выдающийся личный вклад в укрепление международного сотрудничества в космической сфере                                                        | Первый космонавт независимой Украины | 28.01.1951—31.01.2018 |
| 19    | 15    |      | Мялица Анатолий Константинович | 30.12.1999 | Орден Государства — за выдающиеся заслуги перед Украинским государством в развитии отечественного самолетостроения, весомый личный вклад в создание и освоение серийного производства самолета «Ан-140»                            | Генеральный директор Харьковского государственного авиационного производственного предприятия                                                  | 23.10.1940—05.04.2021 |
| 20    | 16    |      | Балабуев Пётр Васильевич       | 30.12.1999 | Орден Государства — за исключительные заслуги перед Украинским государством в развитии авиации, выдающиеся достижения в создании новейших транспортных, пассажирских и специальных самолетов                                       | Генеральный конструктор Авиационного научно-технического комплекса имени О. К. Антонова, Киев                                                  | 23.05.1931—17.05.2007 |

## 2000 год
Общее число награждённых: 9
| № п/п | № п/п | Фото | Фамилия Имя Отчество             | Дата Указа | Вид награды, Основание присуждения | Род деятельности, должность | Годы жизни            |
| ----- | ----- | ---- | -------------------------------- | ---------- | --- | --- | --------------------- |
| 21    | 17    |      | Павлюк Николай Пантелеймонович   | 14.01.2000 | Орден Государства — за выдающиеся личные заслуги перед Украинским государством в развитии морского транспорта, весомый вклад в техническое переоснащение предприятия, повышения эффективности хозяйствования            | Начальник Одесского морского торгового порта | род. 14.01.1940       |
| 22    | 18    |      | Богуслаев Вячеслав Александрович | 19.01.2000 | Орден Государства — за выдающиеся заслуги перед Украинским государством в развитии отечественного машиностроения | Председатель правления, генеральный директор акционерного общества «Мотор Сич», Запорожье                                                                            | род. 28.10.1938       |
| 23    | 19    |      | Тронько Пётр Тимофеевич          | 07.07.2000 | Орден Государства — за выдающиеся личные заслуги перед Украиной в развитии науки, возрождении и сохранении историко-культурного наследия украинского народа                                                             | Заведующий отдела Института истории НАН Украины, председатель Всеукраинского союза краеведов, доктор исторических наук, академик НАН Украины, Киев                   | 12.07.1915—12.09.2011 |
| 24    | 20    |      | Филипчук Владимир Станиславович  | 03.08.2000 | Орден Государства — за выдающиеся трудовые достижения, заслуги в развитии топливно-энергетического комплекса Украины | Председатель правления акционерного общества «Эксимнефтепродукт», Одесса                                                                                             | 03.08.1940—13.08.2019 |
| 25    | 21    |      | Черновол Вячеслав Максимович     | 21.08.2000 | Орден Государства — за выдающийся личный вклад в национальное возрождение Украины, последовательное отстаивание идеи построения независимого Украинского государства, активную общественную и политическую деятельность | Народный депутат Украины (посмертно) | 24.12.1937—25.03.1999 |
| 26    | 22    |      | Возианов Александр Фёдорович     | 21.08.2000 | Орден Государства — за выдающиеся личные заслуги перед Украинским государством в развитии здравоохранения и медицинской науки                                                                                           | Президент Академии Медицинских Наук Украины, директор Института урологии и нефрологии АМН Украины, доктор медицинских наук, академик НАН Украины и АМН Украины, Киев | 02.10.1938—07.05.2018 |
| 27    | 23    |      | Борисюк Михаил Демьянович        | 21.08.2000 | Орден Государства — за выдающиеся трудовые достижения, заслуги перед Украинским государством в укреплении его обороноспособности                                                                                        | Генеральный конструктор бронетанкового оборудования Украины − руководитель Харьковского конструкторского бюро машиностроения имени А. А. Морозова, генерал-лейтенант | 21.11.1934—30.12.2024 |
| 28    | 24    |      | Литвинов Владимир Григорьевич    | 22.08.2000 | Орден Государства — за особые заслуги перед Украинским государством в развитии угольной промышленности | Проходчик акционерного общества «Шахта „Добропольская“», Донецкая область                                                                                            | род. 11.05.1949       |
| 29    | 25    |      | Руденко Николай Данилович        | 19.12.2000 | Орден Государства — за активное и последовательное отстаивание идеи построения независимого Украинского государства, многолетнюю плодотворную правозащитную и литературную деятельность                                 | Писатель, Киев | 19.12.1920—01.04.2004 |

## 2001 год
Общее число награждённых: 20.
| № п/п | № п/п | Фото | Фамилия Имя Отчество                   | Дата Указа | Вид награды, Основание присуждения | Род деятельности, должность | Годы жизни              |
| ----- | ----- | ---- | -------------------------------------- | ---------- | --- | --- | ----------------------- |
| 30    | 26    |      | Бубка Сергей Назарович                 | 04.02.2001 | Орден Государства — за выдающиеся спортивные достижения, личные заслуги в повышении международного авторитета Украины | Олимпийский чемпион, многократный чемпион и рекордсмен мира в прыжках с шестом, член МОК, Донецк                                                         | род. 04.12.1963         |
| 31    | 27    |      | Яблонская Татьяна Ниловна              | 03.03.2001 | Орден Государства — за самоотверженное служение Украине на ниве изобразительного искусства, выдающиеся творческие достижения и заслуги                                                                                         | Художница, Киев | 11.02.1917—17.06.2005   |
| 32    | 28    |      | Билаш Александр Иванович               | 06.03.2001 | Орден Государства — за выдающийся личный вклад в обогащение духовной сокровищницы украинского народа, многолетнюю плодотворную творческую деятельность                                                                         | Композитор, Киев | 06.03.1931—06.05.2003   |
| 33    | 29    |      | Дзюба Иван Михайлович                  | 26.07.2001 | Орден Государства — за выдающиеся трудовые достижения, заслуги перед Украиной в развитии её государственности и возрождении национальной духовности                                                                            | Академик-секретарь Отделения литературы, языка и искусствоведения Национальной академии наук Украины, Киев                                               | 26.07.1931—22.02.2022   |
| 34    | 30    |      | Прошкуратова Тамара Сергеевна          | 21.08.2001 | Орден Государства — за выдающиеся личные заслуги перед Украинским государством в развитии национального образования, разработка и внедрение современных методов учебно-воспитательного процесса                                | Учительница Драбовской общеобразовательной школы I—III степеней имени С. В. Васильченко, Черкасская область                                              | род. 23.08.1958         |
| 35    | 31    |      | Плющ Иван Степанович                   | 21.08.2001 | Орден Государства — за выдающиеся личные заслуги перед Украиной в развитии государственности, плодотворную политическую и общественную деятельность                                                                            | Председатель Верховной Рады Украины | 11.09.1941—25.06.2014   |
| 36    | 32    |      | Кравчук Леонид Макарович               | 21.08.2001 | Орден Государства — за выдающийся личный вклад в становление и развитие независимого Украинского государства, многолетнюю активную политическую и общественную деятельность                                                    | Народный депутат Украины | 10.01.1934—10.05.2022   |
| 37    | 33    |      | Омельченко Александр Александрович     | 21.08.2001 | Орден Государства — за выдающиеся личные заслуги перед Украинским государством в социально-экономическом и культурном развитии столицы Украины − города Киева                                                                  | Председатель Киевской городской государственной администрации, Киевский городской глава                                                                  | 09.08.1938 — 25.11.2021 |
| 38    | 5     |      | Березняк Евгений Степанович            | 21.08.2001 | «Золотая Звезда» — за личное мужество и отвагу, героизм и самопожертвование, проявленные при выполнении особо важных задач во время Великой Отечественной войны 1941—1945 годов                                                | Разведчик (Майор Вихрь) | 25.02.1914—23.11.2013   |
| 39    | 34    |      | Козявкин Владимир Ильич                | 21.08.2001 | Орден Государства — за выдающиеся личные заслуги перед Украинским государством в развитии медицинской науки, разработку принципиально новых методов лечения и реабилитации больных с органическими поражениями нервной системы | Директор Института проблем медицинской реабилитации и реабилитационного центра «Элита», доктор медицинских наук, профессор, Трускавец, Львовская область | 09.06.1947—16.12.2022   |
| 40    | 6     |      | Тишков Юрий Михайлович                 | 21.08.2001 | «Золотая Звезда» — за личное мужество и героизм, проявленные при испытании и освоение военной авиационной техники | Войсковой лётчик-испытатель, генерал-майор | род. 28.09.1948         |
| 41    | 35    |      | Родителев Сергей Васильевич            | 23.08.2001 | Орден Государства — за самоотверженный шахтерский труд, достижение высоких в угольной отрасли показателей по прохождению горных выработок                                                                                      | Бригадир проходчиков государственного акционерного общества «Шахта им. Н. И. Сташкова» холдинговой компании «Павлоградуголь», Днепропетровская область   | род. 18.09.1958         |
| 42    | 36    |      | Астров-Шумилов Геннадий Константинович | 23.08.2001 | Орден Государства — за выдающиеся личные заслуги перед Украинским государством в развитии угольной промышленности | Генеральный директор − председатель правления государственной холдинговой компании «Ровенькиантрацит», Луганская область                                 | 13.09.1937—24.07.2011   |
| 43    | 37    |      | Солтус Павел Станиславович             | 23.08.2001 | Орден Государства — за выдающиеся личные результаты в добыче угля, самоотверженный труд и трудовую доблесть | Забойщик на отбойных молотках шахты имени В. И. Ленина, Донецкая область                                                                                 | род. 19.02.1962         |
| 44    | 38    |      | Шаповаленко Павлина Михайловна         | 13.11.2001 | Орден Государства — за многолетний самоотверженный труд в сельском хозяйстве, достижения высоких в регионе показателей с надоев молока                                                                                         | Оператор машинного доения сельскохозяйственного производственного кооператива «Агрофирма „Первое мая“», Сумская область                                  | 11.09.1949—27.04.2020   |
| 45    | 39    |      | Лавриненко Анатолий Анатольевич        | 13.11.2001 | Орден Государства — за многолетний самоотверженный хлеборобский труд, достижение высоких показателей в уборке зерновых культур                                                                                                 | Комбайнёр сельскохозяйственного общества «Колос», Высокопольского района Херсонской области                                                              | род. 20.04.1953         |
| 46    | 40    |      | Бялик Николай Иванович                 | 13.11.2001 | Орден Государства — за выдающийся личный вклад в организацию и обеспечение получения высоких показателей по производству сельскохозяйственной продукции, развитие социальной сферы                                             | Председатель правления акционерного общества «Радсад», Николаевская область                                                                              | 24.05.1952—08.06.2013   |
| 47    | 41    |      | Гришко Зинаида Михайловна              | 13.11.2001 | Орден Государства — за выдающиеся личные заслуги перед Украинским государством в развитии сельского хозяйства, внедрения современных форм хозяйствования                                                                       | Директор общества «Агрофирма „Маяк“», Березовский район Одесской области                                                                                 | род. 23.06.1948         |
| 48    | 42    |      | Баранов Юрий Иванович                  | 19.12.2001 | Орден Государства — за выдающиеся личные заслуги перед Украинским государством в развитии угольной промышленности | Председатель правления − директор акционерного общества «Шахтоуправление „Донбасс“», Донецкая область                                                    | род. 03.01.1934         |
| 49    | 43    |      | Мурзенко Владимир Григорьевич          | 19.12.2001 | Орден Государства — за самоотверженный шахтерский труд, достижение высоких в угольной отрасли показателей по добыче угля | Начальник участка акционерного общества «Шахта „Красный Партизан“», Луганская область                                                                    | 26.04.1937—01.12.2017   |

## 2002 год
Общее число награждённых: 25.
| № п/п | № п/п | Фото | Фамилия Имя Отчество                | Дата Указа | Вид награды, Основание присуждения | Род деятельности, должность | Годы жизни            |
| ----- | ----- | ---- | ----------------------------------- | ---------- | --- | --- | --------------------- |
| 50    | 44    |      | Ткачук Василий Михайлович           | 19.01.2002 | Орден Государства — за выдающиеся личные заслуги перед Украинским государством в развитии сельского хозяйства, многолетнюю плодотворную общественно-политическую деятельность                                              | Народный депутат Украины, Председатель наблюдательного совета агрофирмы «Прут», Коломыйский район Ивано-Франковской области                                    | 10.12.1933—08.05.2015 |
| 51    | 45    |      | Коросташов Александр Григорьевич    | 19.01.2002 | Орден Государства — за выдающиеся личные заслуги перед Украинским государством в развитии сельского хозяйства, внедрения современных форм хозяйствования                                                                   | Председатель правления сельскохозяйственного производственного кооператива «Родина», Котелевский район Полтавской области                                      | 22.01.1942—03.04.2021 |
| 52    | 46    |      | Колесса Николай Филаретович         | 21.01.2002 | Орден Государства — за выдающиеся личные заслуги перед Украинским государством в развитии музыкального искусства, многолетнюю плодотворную композиторскую, дирижёрскую и педагогическую деятельность                       | Композитор, профессор Львовской национальной музыкальной академии имени Н. В. Лысенко                                                                          | 06.12.1903—08.06.2006 |
| 53    | 47    |      | Копичай Иван Васильевич             | 15.03.2002 | Орден Государства — за выдающиеся личные заслуги перед Украинским государством в развитии сельского хозяйства, внедрения современных форм хозяйствования                                                                   | Генеральный директор товарищества «Дружба», Покровский район Днепропетровской области                                                                          | 24.04.1937—07.08.2009 |
| 54    | 48    |      | Дерюгина Альбина Николаевна         | 15.03.2002 | Орден Государства — за выдающиеся личные заслуги перед Украинским государством в развитии спорта, создания национальной школы художественной гимнастики                                                                    | Старший тренер, директор спортивной детско-юношеской школы олимпийского резерва по художественной гимнастике, Киев                                             | 16.03.1932—29.03.2023 |
| 55    | 49    |      | Волошин Августин Иванович           | 15.03.2002 | Орден Государства — за выдающуюся личную роль в борьбе за утверждение украинской государственности | Президент Карпатской Украины в 1939 году (посмертно) | 17.03.1874—19.07.1945 |
| 56    | 50    |      | Криворучко Анатолий Тихонович       | 18.03.2002 | Орден Государства — за выдающиеся личные заслуги перед Украинским государством в развитии сельского хозяйства, внедрения современных форм хозяйствования                                                                   | Директор товарищества «Агрофирма „Новый путь“», Боровской район Харьковской области                                                                            | 12.02.1947—06.01.2014 |
| 57    | 7     |      | Француз Анатолий Иосифович          | 15.04.2002 | «Золотая Звезда» — за личное мужество и героизм, проявленные при задержании международной террористической группы и освобождении заложницы                                                                                 | Начальник Управления МВД Украины в Ровненской области | 23.03.1954—18.01.2025 |
| 58    | 51    |      | Бондарь Григорий Васильевич         | 22.04.2002 | Орден Государства — за выдающиеся личные заслуги перед Украинским государством в развитии медицинской науки, разработку и внедрение новейших методов лечения онкологических заболеваний                                    | Заведующий кафедры Донецкого национального медицинского университета имени М. Горького, доктор медицинских наук, профессор                                     | 22.04.1932—27.01.2014 |
| 59    | 52    |      | Кирпа Георгий Николаевич            | 23.04.2002 | Орден Государства — за выдающиеся заслуги перед Украиной в развитии железнодорожного транспорта, обеспечения эффективного функционирования транспортной системы государства                                                | Генеральный директор Государственной администрации железнодорожного транспорта Украины                                                                         | 20.07.1946—27.12.2004 |
| 60    | 53    |      | Лобановский Валерий Васильевич      | 15.05.2002 | Орден Государства — за выдающиеся личные заслуги перед Украинским государством в развитии футбола, повышение международного престижа отечественного спорта, многолетнюю плодотворную тренерскую деятельность               | Главный тренер футбольной команды акционерного общества «ФК „Динамо“ Киев» (посмертно)                                                                         | 06.01.1939—13.05.2002 |
| 61    | 54    |      | Качура Александр Степанович         | 23.05.2002 | Орден Государства — за выдающиеся личные заслуги перед Украинским государством в развитии отечественного машиностроения, многолетний самоотверженный труд                                                                  | Председатель правления Государственной акционерной холдинговой компании «Артём», Киев                                                                          | род. 01.01.1935       |
| 62    | 55    |      | Евдокименко-Ротару София Михайловна | 07.08.2002 | Орден Государства — за выдающиеся заслуги перед Украинским государством в развитии искусства, самоотверженную работу на ниве сохранения национальных культурных традиций и приумножения песенного наследия народов Украины | Народный артист СССР | род. 07.08.1947       |
| 63    | 56    |      | Муравченко Фёдор Михайлович         | 22.08.2002 | Орден Государства — за выдающиеся личные заслуги перед Украинским государством в развитии авиационной промышленности, многолетний самоотверженный труд                                                                     | Генеральный конструктор Государственного предприятия «Запорожское машиностроительное конструкторское бюро „Прогресс“ имени академика А. Г. Ивченко», Запорожье | 18.03.1929—08.02.2010 |
| 64    | 57    |      | Бугаец Анатолий Александрович       | 22.08.2002 | Орден Государства — за выдающиеся личные заслуги перед Украинским государством в развитии отечественного энергетического машиностроения, весомые трудовые свершения                                                        | Генеральный директор ОАО «Турбоатом», Харьков | 02.11.1940—31.12.2011 |
| 65    | 58    |      | Алексеев Юрий Сергеевич             | 22.08.2002 | Орден Государства — за выдающиеся личные заслуги перед Украинским государством в развитии отечественного ракетостроения, многолетний самоотверженный труд                                                                  | Генеральный директор Государственного предприятия «Производственное объединение „Южный машиностроительный завод“ имени А. М. Макарова», Днепропетровск         | род. 06.12.1948       |
| 66    | 59    |      | Команов Владимир Геннадиевич        | 29.08.2002 | Орден Государства — за выдающиеся личные заслуги перед Украинским государством в создании современных ракет-носителей, весомый вклад в организацию и выполнение работ по реализации международного проекта «Морской старт» | Заместитель генерального конструктора Государственного конструкторского бюро «Южное» имени Н. К. Янгеля − директор программы «Морской старт», Днепропетровск   | 19.06.1938—12.12.2019 |
| 67    | 60    |      | Иванов Фёдор Антонович              | 19.09.2002 | Орден Государства — за выдающиеся личные заслуги перед Украиной в развитии агропромышленного комплекса, многолетний добросовестный труд                                                                                    | Председатель правления сельскохозяйственного общества «Ольвия», Очаковский район Николаевской области                                                          | 06.04.1940—27.02.2005 |
| 68    | 61    |      | Поташник Семён Израелевич           | 01.10.2002 | Орден Государства — за выдающийся личный вклад в укрепление энергетического потенциала Украины, многолетний самоотверженный труд и по случаю 70-летия введения в действие Днепровской ГЭС                                  | Генеральный директор − председатель правления Государственной акционерной гидроэнергогенерирующей компании «Днепргидроэнерго»                                  | 25.05.1930—20.01.2025 |
| 69    | 62    |      | Моторный Дмитрий Константинович     | 02.10.2002 | Орден Государства — за выдающиеся личные заслуги перед Украинским государством в развитии агропромышленного комплекса, внедрение современных форм хозяйствования                                                           | Председатель частно-арендного кооператива «Заря», Белозёрский район Херсонской области                                                                         | 02.11.1927—30.07.2018 |
| 70    | 63    |      | Прилипка Алексей Васильевич         | 13.11.2002 | Орден Государства — за выдающиеся личные заслуги перед Украинским государством в развитии сельского хозяйства, внедрения современных форм хозяйствования                                                                   | Генеральный директор сельскохозяйственного комбината «Пуща-Водица», Киевская область                                                                           | 09.03.1944—21.08.2024 |
| 71    | 64    |      | Боровик Александр Григорьевич       | 13.11.2002 | Орден Государства — за выдающиеся личные заслуги перед Украинским государством в развитии сельского хозяйства, внедрения современных форм хозяйствования, многолетний самоотверженный труд и общественную деятельность     | Председатель Всеукраинского союза сельскохозяйственных предприятий, генеральный директор общества «Авангард», Коропский район Черниговской области             | 20.11.1938—06.10.2018 |
| 72    | 65    |      | Пачевский Анатолий Мартынович       | 13.11.2002 | Орден Государства — за выдающийся личный вклад в организацию и обеспечение получения высоких в регионе показателей по производству сельскохозяйственной продукции, развитие социальной сферы                               | Председатель частно-арендного сельскохозяйственного предприятия «Радовское», Калиновский район Винницкой области                                               | 31.08.1939—30.08.2017 |
| 73    | 66    |      | Дидкивский Владимир Александрович   | 13.11.2002 | Орден Государства — за выдающиеся личные заслуги перед Украинским государством в развитии агропромышленного комплекса, внедрение современных форм хозяйствования                                                           | Директор частной агрофирмы «Ерчики», Попельнянский район Житомирской области                                                                                   | 07.11.1953—19.12.2023 |
| 74    | 67    |      | Вуйчицкий Анатолий Станиславович    | 28.12.2002 | Орден Государства — за выдающиеся личные заслуги перед Украинским государством в развитии сельского хозяйства, внедрения современных форм хозяйствования                                                                   | Директор общества «Агрофирма „Дружба“», Новомосковский район Днепропетровской области                                                                          | 19.12.1936—29.10.2020 |

## 2003 год
Общее число награждённых: 16.
| № п/п | № п/п | Фото | Фамилия Имя Отчество            | Дата Указа | Вид награды, Основание присуждения | Род деятельности, должность | Годы жизни            |
| ----- | ----- | ---- | ------------------------------- | ---------- | --- | --- | --------------------- |
| 75    | 68    |      | Звягильский Ефим Леонидович     | 20.02.2003 | Орден Государства — за выдающиеся личные заслуги перед Украинским государством в развитии угольной промышленности, многолетний законотворческую деятельность                                                                       | Народный депутат Украины, Председатель Совета арендаторов − Генеральный директор арендного предприятия «Шахта имени А. Ф. Засядько»                | 20.02.1933—06.11.2021 |
| 76    | 8     |      | Мельников Василий Александрович | 20.02.2003 | «Золотая Звезда» — за совершение геройского поступка ценой собственной жизни | Младший сержант, радист-парашютист поисково-спасательного взвода 95-й отдельной аэромобильной бригады (посмертно)                                  | 27.04.1977—19.11.2002 |
| 77    | 69    |      | Янковский Николай Андреевич     | 22.05.2003 | Орден Государства — за выдающиеся личные заслуги перед Украинским государством в развитии химической промышленности, выпуск конкурентоспособной отечественной продукции                                                            | Народный депутат Украины, Председатель правления акционерного общества «Концерн Стирол»                                                            | род. 12.08.1944       |
| 78    | 70    |      | Бойко Владимир Семёнович        | 18.07.2003 | Орден Государства — за выдающиеся заслуги перед Украинским государством в укреплении экономической мощи страны, многолетнюю общественно-политическую деятельность                                                                  | Народный депутат Украины, член Комитета Верховной Рады Украины по вопросам промышленной политики и предпринимательства                             | 20.09.1938—10.06.2015 |
| 79    | 71    |      | Поляченко Владимир Аврумович    | 14.08.2003 | Орден Государства — за выдающиеся личные заслуги перед Украинским государством в развитии строительной отрасли, многолетний самоотверженный труд                                                                                   | Президент холдинговой компании «Киевгорстрой» | 14.08.1938—20.04.2012 |
| 80    | 72    |      | Авдиевский Анатолий Тимофеевич  | 16.08.2003 | Орден Государства — за самоотверженное служение Украине на ниве возрождения национальной культуры, сохранения и развития народного песенного наследия, многогранную творческую деятельность                                        | Генеральный директор − художественный руководитель Национального заслуженного академического украинского народного хора имени Г. Веревки, Киев     | 16.08.1933—24.03.2016 |
| 81    | 73    |      | Мороз Василий Максимович        | 21.08.2003 | Орден Государства — за выдающиеся личные заслуги перед Украинским государством в подготовке высококвалифицированных специалистов для здравоохранения, многолетнюю плодотворную научную, педагогическую и общественную деятельность | Ректор Винницкого национального медицинского университета имени Н. И. Пирогова, доктор медицинских наук, член-корреспондент АМН Украины            | род. 02.02.1942       |
| 82    | 74    |      | Рой Александр Иванович          | 21.08.2003 | Орден Государства — за достижения выдающихся производственных результатов в добыче руды, самоотверженный труд и трудовую доблесть                                                                                                  | Бригадир комплексной бригады шахты № 9/10 АО «Марганецкий горно-обогатительный комбинат», Днепропетровская область                                 | род. 07.12.1957       |
| 83    | 75    |      | Засуха Татьяна Владимировна     | 21.08.2003 | Орден Государства — за выдающиеся личные заслуги перед Украинским государством в развитии агропромышленного комплекса, внедрение современных форм хозяйствования, активную общественно-политическую деятельность                   | Народный депутат Украины | род. 25.04.1964       |
| 84    | 76    |      | Гринёв Николай Герасимович      | 27.08.2003 | Орден Государства — за самоотверженный шахтерский труд, достижение высоких показателей по добыче угля | Забойщик шахты «Северная» Государственного предприятия «Дзержинскуголь», Донецкая область                                                          | род. 09.07.1954       |
| 85    | 77    |      | Кириченко Раиса Афанасьевна     | 31.10.2003 | Орден Государства — за выдающийся личный вклад в сохранение и обогащение украинской национальной песенного наследия, многолетнюю плодотворную творческую деятельность                                                              | Народная артистка Украины | 14.10.1943—09.02.2005 |
| 86    | 78    |      | Мельничук Дмитрий Алексеевич    | 05.11.2003 | Орден Государства — за выдающиеся личные заслуги перед Украинским государством в подготовке высококвалифицированных специалистов для агропромышленного комплекса, многолетнюю плодотворную научную и педагогическую деятельность   | Ректор Национального аграрного университета, доктор биологических наук, академик НАН Украины и Украинской академии аграрных наук, Киев             | род. 05.11.1943       |
| 87    | 79    |      | Васильченко Николай Семёнович   | 12.11.2003 | Орден Государства — за выдающийся личный вклад в организацию и обеспечение получения высоких показателей по производству сельскохозяйственной продукции, многолетний самоотверженный труд                                          | Директор общества «Агрофирма „Маяк“», Золотоношский район Черкасской области                                                                       | род. 01.01.1946       |
| 88    | 80    |      | Силецкий Виктор Петрович        | 12.11.2003 | Орден Государства — за достижения рекордных показателей в производстве сельскохозяйственной продукции, внедрение передовых технологий и современных форм хозяйствования                                                            | Директор агрофирмы-совхоза «Белозёрский», Херсонская область                                                                                       | 07.01.1950—21.12.2018 |
| 89    | 81    |      | Синяков Виктор Михайлович       | 12.11.2003 | Орден Государства — за выдающиеся личные заслуги перед Украинским государством в развития металлургии, выпуска новых видов стали, многолетний самоотверженный труд                                                                 | Сталевар акционерного общества «Запорожский металлургический комбинат „Запорожсталь“»                                                              | род. 26.08.1956       |
| 90    | 82    |      | Сургай Николай Сафонович        | 20.11.2003 | Орден Государства — за выдающиеся личные заслуги перед Украинским государством в развитии угольной промышленности, многолетнюю плодотворную научную и общественно-политическую деятельность                                        | Директор Государственного научно-исследовательского, проектно-конструкторского и проектного института угольной промышленности «УкрНИИпроект», Киев | 20.11.1933—26.12.2009 |

## 2004 год
Общее число награждённых: 41.
| № п/п | № п/п | Фото | Фамилия Имя Отчество                | Дата Указа | Вид награды, Основание присуждения | Род деятельности, должность | Годы жизни              |
| ----- | ----- | ---- | ----------------------------------- | ---------- | --- | --- | ----------------------- |
| 91    | 83    |      | Лукьяненко Владимир Матвеевич       | 26.02.2004 | Орден Государства — за выдающиеся личные заслуги перед Украинским государством в развитии отечественного машиностроения, внедрение прогрессивных форм хозяйствования и освоения новых видов продукции, многолетнюю плодотворную деятельность. Лишён звания в 2023 году. | Председатель правления акционерного общества «Сумское машиностроительное научно-производственное объединение имени М. В. Фрунзе».                                                         | род. 18.10.1937         |
| 92    | 84    |      | Микитин Ярослав Иванович            | 01.04.2004 | Орден Государства — за выдающийся личный вклад в укрепление промышленного потенциала Украины, производство конкурентоспособной на мировом рынке электросварочной техники, многолетний добросовестный труд                                                               | Председатель правления акционерного общества «Каховский завод электросварочного оборудования», Херсонская область                                                                         | род. 22.10.1943         |
| 93    | 85    |      | Конюхов Станислав Николаевич        | 12.04.2004 | Орден Государства — за выдающиеся личные заслуги перед Украинским государством в развитии отечественного ракетостроения, весомые трудовые свершения | Генеральный конструктор − генеральный директор Государственного конструкторского бюро «Южное» имени М. К. Янгеля, Днепропетровск                                                          | 12.04.1937—03.04.2011   |
| 94    | 86    |      | Орленко Николай Иванович            | 18.05.2004 | Орден Государства — за выдающиеся личные заслуги перед Украинским государством в реставрации и восстановлении уникальных памятников истории, культуры и архитектуры, многолетний самоотверженный труд                                                                   | Президент Украинской специальной научно-реставрационной проектно-строительно-производственной корпорации «Укрреставрация», Киев                                                           | род. 08.08.1947         |
| 95    | 87    |      | Бондин Юрий Николаевич              | 18.05.2004 | Орден Государства — за выдающиеся личные заслуги перед Украинским государством в развитии отечественного машиностроения, многолетний самоотверженный труд | Генеральный директор государственного предприятия ГП «Научно-производственный комплекс газотурбостроения „Зоря-Машпроект“», Николаев                                                      | род. 16.12.1946         |
| 96    | 88    |      | Литвинов Леонид Фёдорович           | 07.07.2004 | Орден Государства — за выдающийся личный вклад в укрепление экономического потенциала Украины, развитие металлургической промышленности, многолетний самоотверженный труд                                                                                               | Председатель правления − генеральный директор акционерного общества «Енакиевский металлургический завод», Донецкая область                                                                | род. 07.07.1944         |
| 97    | 89    |      | Щеголь Виктор Андреевич             | 22.07.2004 | Орден Государства — за выдающиеся личные заслуги перед Украинским государством в производстве космической техники, многолетний самоотверженный труд | Начальник цеха Государственного предприятия «Производственное объединение Южный машиностроительный завод имени О. М. Макарова», Днепропетровск                                            | род. 29.05.1951         |
| 98    | 90    |      | Костюченко Михаил Иванович          | 04.08.2004 | Орден Государства — за выдающиеся личные заслуги перед Украинским государством в развитии металлургической промышленности, многолетний самоотверженный труд и трудовую доблесть                                                                                         | Начальник цеха Акционерного общества «Криворожский горно-металлургический комбинат „Криворожсталь“», Днепропетровская область                                                             | 30.09.1930—09.01.2021   |
| 99    | 91    |      | Владимиренко Александр Владимирович | 04.08.2004 | Орден Государства — за выдающиеся личные заслуги перед Украинским государством в развитии металлургии, достижение высоких производственных показателей, многолетний самоотверженный труд                                                                                | Машинист дистрибутора конвертерного цеха Акционерного общества «Криворожский горно-металлургический комбинат „Криворожсталь“», Днепропетровская область                                   | род. 16.10.1955         |
| 100   | 92    |      | Тулуб Сергей Борисович              | 06.08.2004 | Орден Государства — за выдающиеся личные заслуги перед Украинским государством в развитии атомной энергетики, многолетний самоотверженный труд | Министр топлива и энергетики Украины, президент Национальной атомной энергогенерирующей компании «Энергоатом», Киев                                                                       | род. 13.08.1953         |
| 101   | 9     |      | Клочкова Яна Александровна          | 18.08.2004 | «Золотая Звезда» — за исключительные спортивные достижения на Олимпийских играх, проявленные мужество, самоотверженность и волю к победе, повышение спортивного авторитета Украины в мире                                                                               | Многократная олимпийская чемпионка по плаванию, Киев | род. 07.08.1982         |
| 102   | 93    |      | Таций Василий Яковлевич             | 19.08.2004 | Орден Государства — за выдающиеся личные заслуги перед Украинским государством в развитии юридической науки, многолетнюю плодотворную научную, педагогическую и общественную деятельность                                                                               | Ректор Национальной юридической академии Украины имени Ярослава Мудрого, Президент Академии правовых наук Украины, академик НАН Украины, академик Академии правовых наук Украины, Харьков | 13.01.1940 — 28.09.2022 |
| 103   | 94    |      | Жданов Александр Андреевич          | 19.08.2004 | Орден Государства — за выдающиеся личные заслуги перед Украинским государством в развитии отечественного машиностроения, самоотверженный многолетний труд | Директор государственного предприятия «Харьковский машиностроительный завод „ФЭД“», Харьков                                                                                               | род. 29.08.1939         |
| 104   | 95    |      | Иващук Пётр Владимирович            | 21.08.2004 | Орден Государства — за выдающиеся личные заслуги перед Украинским государством в развитии агропромышленного комплекса, достижение стабильных высоких показателей в производстве сельскохозяйственной продукции, многолетний самоотверженный труд                        | Генеральный директор общества «Научно-производственная агрофирма „Жемчужина Подолья“», Белогорский район Хмельницкой области                                                              | род. 01.07.1951         |
| 105   | 96    |      | Вантух Мирослав Михайлович          | 21.08.2004 | Орден Государства — за выдающиеся личные заслуги перед Украинским государством в развитии национальной культуры, сохранение и обогащение традиций народного хореографического искусства, многолетнюю плодотворную творческую деятельность                               | Генеральный директор − художественный руководитель Национального заслуженного академического ансамбля танца Украины имени Павла Вирского, Киев                                            | род. 18.01.1939         |
| 106   | 97    |      | Швед Ярослав Антонович              | 22.08.2004 | Орден Государства — за выдающийся личный вклад в организацию и обеспечение роста производства сельскохозяйственной продукции, многолетний самоотверженный труд | Директор частного сельскохозяйственного предприятия «Мамаевское», Кицманский район Черновицкой области                                                                                    | род. 20.08.1949         |
| 107   | 98    |      | Молчанова Татьяна Ивановна          | 22.08.2004 | Орден Государства — за выдающийся личный вклад в развитие пищевой промышленности, обеспечение производства качественной отечественной мясной продукции на основе внедрения эффективных технологий, многолетний добросовестный труд                                      | Генеральный директор корпорации «Луганскмясопром», директор акционерного общества «Луганский мясокомбинат»                                                                                | род. 27.10.1949         |
| 108   | 99    |      | Яковишин Леонид Григорьевич         | 22.08.2004 | Орден Государства — за выдающиеся личные заслуги перед Украинским государством в развитии агропромышленного комплекса, достижение высоких производственных показателей, многолетний самоотверженный труд                                                                | Директор общества «Земля и воля», Черниговская область | 19.05.1939—26.07.2025   |
| 109   | 100   |      | Бартенев Александр Владимирович     | 22.08.2004 | Орден Государства — за выдающиеся личные заслуги перед Украинским государством в развитии топливно-энергетического комплекса, многолетний самоотверженный труд и общественную деятельность                                                                              | Директор Феодосийского предприятия по обеспечению нефтепродуктами, Феодосия | 01.01.1956—27.07.2013   |
| 110   | 101   |      | Бойко Юрий Анатольевич              | 22.08.2004 | Орден Государства — за выдающиеся личные заслуги перед Украинским государством в развитии топливно-энергетического комплекса, многолетний самоотверженный труд. Лишён звания 19 января 2025 года.                                                                       | Первый заместитель Министра топлива и энергетики Украины, Председатель правления Национальной акционерной компании «Нафтогаз Украины», Киев                                               | род. 09.10.1958         |
| 111   | 102   |      | Загребельный Павел Архипович        | 25.08.2004 | Орден Государства — за самоотверженное служение Украине, многолетнюю плодотворную деятельность на ниве литературы, выдающийся личный вклад в обогащение национальной духовной сокровищницы, утверждение гуманистических идеалов                                         | Писатель, Киев | 25.08.1924—03.02.2009   |
| 112   | 103   |      | Байсаров Леонид Владимирович        | 27.08.2004 | Орден Государства — за выдающиеся личные заслуги перед Украинским государством в развитии угольной промышленности, достижение высоких в отрасли производственных показателей, многолетний самоотверженный труд. Лишён звания 19 января 2025 года                        | Президент Акционерного общества «Угольная компания „Шахта Красноармейская-Западная N 1“», Донецкая область                                                                                | род. 19.06.1947         |
| 113   | 104   |      | Белобров Юрий Николаевич            | 27.09.2004 | Орден Государства — за выдающиеся личные заслуги перед Украинским государством в развитии отечественного машиностроения, самоотверженный труд, высокий профессионализм                                                                                                  | Главный конструктор акционерного общества «Новокраматорский машиностроительный завод», Донецкая область                                                                                   | род. 23.03.1943         |
| 114   | 105   |      | Павлычко Дмитрий Васильевич         | 27.09.2004 | Орден Государства — за выдающийся личный вклад в развитие украинской литературы, создание вершинных образцов поэтического слова, плодотворную государственную и политическую деятельность                                                                               | Писатель, общественный деятель, Киев | 28.09.1929—29.01.2023   |
| 115   | 106   |      | Якубов Февзи Якубович               | 04.10.2004 | Орден Государства — за выдающиеся личные заслуги перед Украинским государством в развитии национального образования, подготовку высококвалифицированных специалистов, многолетнюю плодотворную педагогическую и научную деятельность                                    | Ректор Крымского государственного инженерно-педагогического университета, доктор технических наук, профессор, Симферополь                                                                 | 10.11.1937—23.08.2019   |
| 116   | 107   |      | Венедиктов Лев Николаевич           | 08.10.2004 | Орден Государства — за выдающийся личный вклад в развитие украинской культуры, обогащение национальной музыкальной и хоровой наследия, многолетнюю плодотворную творческую деятельность                                                                                 | Главный хормейстер Национального академического театра оперы и балета Украины имени Т. Г. Шевченко, народный артист СССР, Киев                                                            | 06.10.1924—10.12.2017   |
| 117   | 108   |      | Петренко Владимир Иванович          | 13.10.2004 | Орден Государства — за выдающийся личный вклад в развитие транспортной инфраструктуры столицы Украины — города Киева, внедрение современных технологий метростроения, многолетний самоотверженный труд                                                                  | Председатель правления акционерного общества «Киевметрострой», Киев | род. 01.03.1944         |
| 118   | 10    |      | Смирнов Виктор Сергеевич            | 19.10.2004 | «Золотая Звезда» — за исключительные спортивные достижения на XII летних Паралимпийских играх в Афинах, проявленные мужество, самоотверженность и волю к победе, повышение спортивного авторитета Украины в мире                                                        | Многократный чемпион и призёр Паралимпийских игр по плаванию, Донецк | род. 02.08.1986         |
| 119   | 109   |      | Матвиенко Владимир Павлович         | 20.10.2004 | Орден Государства — за выдающиеся личные заслуги перед Украинским государством в развитии банковской системы, многолетний самоотверженный труд и общественную деятельность                                                                                              | Председатель правления Акционерного коммерческого промышленно-инвестиционного банка, Киев                                                                                                 | род. 05.01.1938         |
| 120   | 110   |      | Вужинский Иван Андреевич            | 21.10.2004 | Орден Государства — за выдающийся личный вклад в развитие дорожного комплекса Украины, обеспечения строительства и ввода в действие скоростной автомагистрали Киев−Одесса, многолетний самоотверженный труд                                                             | Председатель Государственной службы автомобильных дорог Украины | род. 07.06.1955         |
| 121   | 111   |      | Остапчук Виктор Николаевич          | 21.10.2004 | Орден Государства — за выдающийся личный вклад в сооружение объектов транспортной инфраструктуры Украины, обеспечение бесперебойной перевозки грузов и пассажиров железнодорожным транспортом                                                                           | Начальник Южной железной дороги, Харьков | род. 16.05.1955         |
| 122   | 112   |      | Кнышов Геннадий Васильевич          | 10.11.2004 | Орден Государства — за значительные особые заслуги перед Украинским государством в развитии медицинской науки, создание национальной научной кардиохирургической школы, многолетний самоотверженный труд                                                                | Директор Института сердечно-сосудистой хирургии имени Н. М. Амосова, доктор медицинских наук, академик АМН Украины, член-корреспондент НАН Украины, Киев                                  | 06.08.1934—01.11.2015   |
| 123   | 113   |      | Головко Анатолий Григорьевич        | 16.11.2004 | Орден Государства — за выдающийся личный вклад по обеспечению получения наивысших в регионе показателей по производству сельскохозяйственной продукции, развитие социальной сферы, многолетний самоотверженный труд                                                     | Директор общества «Гайчур», Новониколаевский район Запорожской области | род. 08.07.1952         |
| 124   | 114   |      | Кудревич Александр Андреевич        | 16.11.2004 | Орден Государства — за выдающиеся личные заслуги перед Украинским государством в развитии агропромышленного комплекса, достижение наивысших в регионе показателей по производству сельскохозяйственной продукции, многолетний самоотверженный труд                      | Генеральный директор аграрно-арендного предприятия «Заря», Красноградский район Харьковской области                                                                                       | род. 04.06.1952         |
| 125   | 115   |      | Саблук Пётр Трофимович              | 16.11.2004 | Орден Государства — за выдающиеся личные заслуги перед Украинским государством в развитии экономической науки и агропромышленного комплекса, разработку принципов реформирования сферы сельскохозяйственного производства                                               | Директор Национального научного центра «Институт аграрной экономики» Украинской академии аграрных наук, доктор экономических наук, академик УААН, Киев                                    | род. 22.06.1941         |
| 126   | 116   |      | Корост Татьяна Михайловна           | 16.11.2004 | Орден Государства — за выдающийся личный вклад в организацию и обеспечение получения высоких показателей по производству сельскохозяйственной продукции, внедрение современных форм хозяйствования, многолетний самоотверженный труд                                    | Директор общества «Агрофирма „Маяк“», Котелевский район Полтавской области | род. 13.01.1954         |
| 127   | 117   |      | Видобора Владимир Деонисович        | 16.11.2004 | Орден Государства — за выдающиеся личные заслуги перед Украинским государством в развитии агропромышленного производства, внедрение прогрессивных технологий выращивания сельскохозяйственных культур, многолетний самоотверженный труд                                 | Директор акционерного общества «Агрокомпания „Свобода“», Измаильский район Одесской области                                                                                               | 03.03.1941—05.06.2017   |
| 128   | 118   |      | Гавриленков Николай Протасович      | 19.11.2004 | Орден Государства — за выдающийся личный вклад в становление и развитие индустрии детского питания на Украине, производство высококачественной конкурентоспособной продукции, многолетний самоотверженный труд                                                          | Председатель правления акционерного общества «Хорольский молочноконсервный комбинат детских продуктов», Полтавская область                                                                | 05.05.1933—28.03.2024   |
| 129   | 119   |      | Литвин Владимир Михайлович          | 09.12.2004 | Орден Государства — за выдающиеся личные заслуги перед Украиной в развитии государственного строительства, реформирования политической системы, утверждение идеалов гражданского единства и согласия в обществе                                                         | Председатель Верховной Рады Украины, Киев | род. 28.04.1956         |
| 130   | 120   |      | Шевченко Андрей Николаевич          | 31.12.2004 | Орден Государства — за исключительные спортивные достижения, значительный личный вклад в развитие украинского футбола, повышение авторитета Украины в мире | Заслуженный мастер спорта Украины, лучший футболист Европы 2004 года | род. 29.09.1976         |
| 131   | 121   |      | Кличко Виталий Владимирович         | 31.12.2004 | Орден Государства — за выдающиеся личные заслуги перед Украинским государством в развитии спорта, исключительные спортивные достижения, повышение международного престижа отечественного бокса                                                                          | Чемпион в супертяжелом весе самой престижной версии профессионального бокса Всемирной боксерской конфедерации (WBC)                                                                       | род. 19.07.1971         |

## 2005 год
Общее число награждённых: 17.
| № п/п | № п/п | Фото | Фамилия, имя, отчество        | Дата Указа | Вид награды, Основание присуждения | Род деятельности, должность | Годы жизни            |
| ----- | ----- | ---- | ----------------------------- | ---------- | --- | --- | --------------------- |
| 132   | 122   |      | Даниленко Иван Ефимович       | 19.01.2005 | Орден Государства — за выдающиеся личные заслуги перед Украинским государством в развития строительной отрасли, строительстве объектов социального, культурного и жилого назначения, многолетний самоотверженный труд                                                      | Председатель правления акционерного общества «Трест „Киевгорстрой-6“» холдинговой компании «Киевгорстрой», Киев                                             | 31.01.1937—05.10.2019 |
| 133   | 123   |      | Гулый Максим Федотович        | 03.03.2005 | Орден Государства — за выдающиеся личные заслуги перед Украинским государством в развитии отечественной науки, многолетнюю плодотворную научную и общественную деятельность и по случаю 100-летия со дня рождения                                                          | Советник при дирекции Института биохимии имени А. В. Палладина НАН Украины, доктор биологических наук, академик НАН Украины, Киев (по случаю столетия)      | 03.03.1905—23.05.2007 |
| 134   | 124   |      | Сикорский Михаил Иванович     | 11.03.2005 | Орден Государства — за самоотверженное служение Украине на ниве сохранения и увековечения культурного и духовного наследия украинского народа, многолетнюю подвижническую научно-просветительскую деятельность                                                             | Генеральный директор Национального историко-этнографического заповедника «Переяслав», Киевская область                                                      | 13.10.1923—27.09.2011 |
| 135   | 125   |      | Гнатюк Дмитрий Михайлович     | 28.03.2005 | Орден Государства — за выдающиеся личные заслуги перед Украинским государством в развитии музыкальной культуры, обогащение национальной сокровищницы оперного и народного песенного искусства, многолетнюю плодотворную творческую и общественно-политическую деятельность | Главный режиссёр Национального академического театра оперы и балета Украины имени Т. Г. Шевченко, народный артист СССР, Киев                                | 28.03.1925—29.04.2016 |
| 136   | 126   |      | Лукьяненко Левко Григорьевич  | 19.04.2005 | Орден Государства — за несокрушимую волю, гражданское мужество и самоотверженность в отстаивании идеалов свободы и демократии, выдающийся личный вклад в становление и развитие независимого Украинского государства                                                       | Народный депутат Украины, Киев | 24.08.1928—07.07.2018 |
| 137   | 11    |      | Берест Алексей Прокофьевич    | 06.05.2005 | «Золотая Звезда» — за боевую отвагу в Великой Отечественной войне 1941—1945 годов, личное мужество и героизм, проявленные в Берлинской операции и установке Знамени Победы над Рейхстагом                                                                                  | Лейтенант, уроженец села Горяйстовка Ахтырского района Сумской области (посмертно)                                                                          | 09.03.1921—04.11.1970 |
| 138   | 12    |      | Момотенко Александр Иванович  | 07.05.2005 | «Золотая Звезда» — за мужество и самопожертвование, проявленные в борьбе с фашистскими захватчиками в период Великой Отечественной войны 1941—1945 годов, выдающийся личный вклад в развитие ветеранского движения на Украине                                              | Председатель Николаевской областной организации ветеранов Украины, Николаев                                                                                 | 15.01.1915—17.08.2012 |
| 139   | 127   |      | Возницкий Борис Григорьевич   | 16.05.2005 | Орден Государства — за выдающийся вклад в национальное возрождение Украины, многолетнюю подвижническую деятельность на ниве сохранения и популяризации духовного наследия украинского народа, личные заслуги в развитии музейного дела                                     | Директор Львовской галереи искусств, Львов | 16.04.1926—23.05.2012 |
| 140   | 128   |      | Шалимов Александр Алексеевич  | 20.06.2005 | Орден Государства — за выдающиеся личные заслуги перед Украиной в развитии здравоохранения и медицинской науки, поднятие престижа отечественной хирургической школы в мире, многолетнюю подвижническую врачебную деятельность                                              | Почетный директор Института клинической и экспериментальной хирургии АМН Украины, доктор медицинских наук, академик АМН Украины, академик НАН Украины, Киев | 20.01.1918—28.02.2006 |
| 141   | 129   |      | Гетьман Вадим Петрович        | 11.07.2005 | Орден Государства — за выдающиеся личные заслуги перед Украинским государством в создании национальной финансовой системы, становлении и развитии банковского дела и валютно-финансового рынка, плодотворную общественно-политическую деятельность                         | Бывший Председатель правления Национального банка Украины (посмертно)                                                                                       | 12.07.1935—22.04.1998 |
| 142   | 130   |      | Гончар Александр Терентьевич  | 14.07.2005 | Орден Государства — за самоотверженное служение Украине на ниве литературы, выдающийся личный вклад в национальное и духовное возрождение независимого Украинского государства, утверждение идеалов правды, человеческого достоинства и добра                              | Писатель (посмертно) | 03.04.1918—14.07.1995 |
| 143   | 131   |      | Дорошко Михаил Константинович | 23.08.2005 | Орден Государства — за выдающиеся личные заслуги перед Украинским государством в развитии топливно-энергетического комплекса, шахтерскую доблесть и многолетний самоотверженный труд                                                                                       | Горнорабочий очистного забоя обособленного подразделения «Шахта „Ореховская“» акционерного общества «Краснодонуголь», Луганская область                     | род. 01.07.1949       |
| 144   | 132   |      | Юхновский Игорь Рафаилович    | 23.08.2005 | Орден Государства — за выдающийся личный вклад в национальное возрождение и построение независимого Украинского государства, многолетнюю плодотворную общественную и политическую деятельность, весомые научные достижения                                                 | Народный депутат Украины, Киев | 01.09.1925—26.03.2024 |
| 145   | 133   |      | Гонгадзе Георгий Русланович   | 23.08.2005 | Орден Государства — за самоотверженное служение украинскому народу, гражданское мужество, выявленное в отстаивании идеалов демократии и свободы слова, верность журналистскому делу                                                                                        | Журналист, руководитель проекта интернет-издания «Украинская правда» (посмертно)                                                                            | 21.05.1969—17.09.2000 |
| 146   | 134   |      | Олейник Борис Ильич           | 21.10.2005 | Орден Государства — за самоотверженное служение Украине на литературной и государственной ниве, выдающийся вклад в сохранение национальной духовной культуры, весомую личную роль в подъёме международного авторитета Украины                                              | Писатель, Народный депутат Украины, Киев | 22.10.1935—30.04.2017 |
| 147   | 135   |      | Стус Василий Семёнович        | 26.11.2005 | Орден Государства — за нерушимость духа, жертвенное служение Украине и национальной идее, высокие гуманистические идеалы творчества | Поэт, правозащитник (посмертно) | 08.01.1938—04.09.1985 |
| 148   | 136   |      | Силин Олесь Афанасьевич       | 30.12.2005 | Орден Государства — за выдающиеся личные заслуги перед Украинским государством в возрождении национального духовного наследия, восстановлении достопримечательных памятников истории, культуры и архитектуры, многолетнюю плодотворную просветительскую деятельность       | Общественный и культурный деятель, Киев | 09.10.1913—12.04.2007 |

## 2006 год
Общее число награждённых: 25.
| № п/п | № п/п | Фото | Фамилия Имя Отчество             | Дата Указа | Вид награды, Основание присуждения | Род деятельности, должность | Годы жизни            |
| ----- | ----- | ---- | -------------------------------- | ---------- | --- | --- | --------------------- |
| 149   | 137   |      | Матвиенко Нина Митрофановна      | 21.01.2006 | Орден Государства — за вершинный песенный талант, пробуждающий и возвеличивающий духовную силу украинского народа | Народная артистка Украины, Киев | 10.10.1947—08.10.2023 |
| 150   | 138   |      | Сподаренко Иван Васильевич       | 23.01.2006 | Орден Государства — за выдающиеся личные заслуги перед Украинским государством в развитии журналистики, последовательное отстаивание принципов свободы слова, многолетнюю активную общественно-политическую деятельность                         | Народный депутат Украины, председатель редакционного совета газеты «Сельские вести», Киев                                                                  | 23.01.1931—17.12.2009 |
| 151   | 13    |      | Юрковская Елена Юрьевна          | 03.04.2006 | «Золотая Звезда» — за исключительные спортивные достижения на зимних Паралимпийских играх, проявленные мужество, самоотверженность и волю к победе, поднятие спортивного авторитета Украины в мире                                               | Многократная чемпионка и призёр Паралимпийских игр по биатлону и лыжным гонкам, лучшая спортсменка IX зимних Паралимпийских игр в Турине                   | род. 27.09.1983       |
| 152   | 14    |      | Ващук Николай Васильевич         | 21.04.2006 | «Золотая Звезда» — за героический подвиг во имя жизни нынешних и будущих поколений, личное мужество и самопожертвование, проявленные в ликвидации аварии на Чернобыльской АЭС                                                                    | Командир отделения 6-й самостоятельной военизированной пожарной части по охране города Припять (посмертно)                                                 | 05.06.1959—14.05.1986 |
| 153   | 15    |      | Игнатенко Василий Иванович       | 21.04.2006 | «Золотая Звезда» — за героический подвиг во имя жизни нынешних и будущих поколений, личное мужество и самопожертвование, проявленные в ликвидации аварии на Чернобыльской АЭС                                                                    | Командир отделения 6-й самостоятельной военизированной пожарной части по охране города Припять (посмертно)                                                 | 13.03.1961—13.05.1986 |
| 154   | 16    |      | Лелеченко Александр Григорьевич  | 21.04.2006 | «Золотая Звезда» — за героический подвиг во имя жизни нынешних и будущих поколений, личное мужество и самопожертвование, проявленные в ликвидации аварии на Чернобыльской АЭС                                                                    | Заместитель начальника электрического цеха Чернобыльской АЭС (посмертно)                                                                                   | 26.07.1938—07.05.1986 |
| 155   | 17    |      | Тытенок Николай Иванович         | 21.04.2006 | «Золотая Звезда» — за героический подвиг во имя жизни нынешних и будущих поколений, личное мужество и самопожертвование, проявленные в ликвидации аварии на Чернобыльской АЭС                                                                    | Пожарный 6-й самостоятельной военизированной пожарной части по охране города Припять (посмертно)                                                           | 05.12.1962—16.05.1986 |
| 156   | 18    |      | Тишура Владимир Иванович         | 21.04.2006 | «Золотая Звезда» — за героический подвиг во имя жизни нынешних и будущих поколений, личное мужество и самопожертвование, проявленные в ликвидации аварии на Чернобыльской АЭС                                                                    | Старший пожарный 6-й самостоятельной военизированной пожарной части по охране города Припять (посмертно)                                                   | 15.12.1959—10.05.1986 |
| 157   | 19    |      | Василишин Михаил Иванович        | 03.05.2006 | «Золотая Звезда» — за личную отвагу и героизм, проявленные во время форсирования р. Одер в Висло-Одерской операции Великой Отечественной войны 1941—1945 годов                                                                                   | Воин-пулеметчик, уроженец села Спас Рожнятовского района Ивано-Франковской области (посмертно)                                                             | 27.03.1910—20.03.1945 |
| 158   | 139   |      | Мирошниченко Евгения Семёновна   | 26.06.2006 | Орден Государства — за выдающиеся личные заслуги перед Украинским государством в развитии музыкальной культуры, поднятие престижа отечественного оперного искусства в мире, многолетнюю самоотверженную творческую и педагогическую деятельность | Профессор кафедры сольного пения Национальной музыкальной академии имени П. И. Чайковского, народная артистка СССР, Киев                                   | 12.06.1931—27.04.2009 |
| 159   | 140   |      | Николаев Владимир Константинович | 19.08.2006 | Орден Государства — за подвиг и самопожертвование, проявленные ради спасения жизни и здоровья граждан Украины | Донор, Днепропетровск | род. 01.08.1945       |
| 160   | 141   |      | Роик Вера Сергеевна              | 19.08.2006 | Орден Государства — за выдающийся личный вклад в развитие культуры Украины, утверждение традиций национального декоративно-прикладного искусства, многолетнюю самоотверженную творческую и педагогическую деятельность                           | Мастер художественной вышивки, Симферополь | 25.04.1911—03.10.2010 |
| 161   | 142   |      | Бондарев Виктор Леонидович       | 19.08.2006 | Орден Государства — за выдающиеся личные заслуги перед Украинским государством в развитии угольной промышленности, достижение самых высоких в отрасли производственных показателей, многолетний самоотверженный труд                             | Начальник участка по добыче угля отдельного подразделения «Шахта имени В. В. Вахрушева» Государственного предприятия «Ровенькиантрацит», Луганская область | род. 15.04.1958       |
| 162   | 143   |      | Шевченко Владимир Павлович       | 19.08.2006 | Орден Государства — за выдающиеся личные заслуги перед Украинским государством в развитии национального образования, подготовку высококвалифицированных специалистов, многолетнюю плодотворную научную и педагогическую деятельность             | Ректор Донецкого национального университета, доктор физико-математических наук, академик НАН Украины                                                       | 05.01.1941—14.04.2024 |
| 163   | 144   |      | Шухевич Юрий Романович           | 19.08.2006 | Орден Государства — за гражданское мужество, многолетнюю общественно-политическую и правозащитную деятельность во имя обретения независимости Украины                                                                                            | Председатель общественной организации «Галицкий выбор», Львов                                                                                              | 28.03.1933—22.11.2022 |
| 164   | 145   |      | Хмара Степан Ильич               | 19.08.2006 | Орден Государства — за выдающиеся личные заслуги в борьбе за возрождение независимости украинской государственности, приверженность идеалам свободы и демократии                                                                                 | Правозащитник, общественный деятель, Львов | 12.10.1937–21.02.2024 |
| 165   | 146   |      | Драч Иван Фёдорович              | 19.08.2006 | Орден Государства — за самоотверженное служение украинскому народу, воплощенное в поэтическом слове и отстаивании идеалов свободы и демократии                                                                                                   | Писатель, Киев | 17.10.1936—19.06.2018 |
| 166   | 147   |      | Павленко Анатолий Фёдорович      | 19.08.2006 | Орден Государства — за выдающиеся личные заслуги перед Украинским государством в развитии национального образования, подготовку высококвалифицированных специалистов, многолетнюю плодотворную научную и педагогическую деятельность             | Ректор Киевского национального экономического университета имени Вадима Гетьмана, доктор экономических наук, профессор                                     | 11.01.1940—02.12.2016 |
| 167   | 148   |      | Оробей Валерий Леонидович        | 19.08.2006 | Орден Государства — за выдающиеся личные заслуги перед Украинским государством в развитии металлургии, достижение высоких производственных показателей, многолетний самоотверженный труд                                                         | Горновой доменного цеха акционерного общества «Запорожский металлургический комбинат „Запорожсталь“»                                                       | род. 26.01.1960       |
| 168   | 20    |      | Маркус Татьяна Иосифовна         | 21.09.2006 | «Золотая Звезда» — за личное мужество и героическое самопожертвование, стойкость духа в борьбе с фашистскими захватчиками в Великой Отечественной войне 1941—1945 годов                                                                          | Участница антифашистского подполья в городе Киеве в 1941—1943 годах (посмертно)                                                                            | 21.09.1921—29.01.1943 |
| 169   | 21    |      | Шапиро Анатолий Павлович         | 21.09.2006 | «Золотая Звезда» — за личное мужество и героическое самопожертвование, стойкость духа в борьбе с фашистскими захватчиками в Великой Отечественной войне 1941—1945 годов                                                                          | Командир отдельного стрелкового батальона 100-й стрелковой дивизии, участник освобождения концентрационного лагеря Аушвиц 27 января 1945 года (посмертно)  | 18.01.1913—08.10.2005 |
| 170   | 149   |      | Пронюк Евгений Васильевич        | 25.09.2006 | Орден Государства — за гражданское мужество и самоотверженность в отстаивании идеалов свободы и демократии, плодотворную общественно-политическую деятельность на благо Украины                                                                  | Председатель Всеукраинского общества политических узников и репрессированных, Киев                                                                         | 26.09.1936—21.08.2023 |
| 171   | 150   |      | Сташис Владимир Владимирович     | 01.11.2006 | Орден Государства — за выдающиеся личные заслуги перед Украинским государством в развитии юридической науки, подготовку высококвалифицированных юристов, многолетнюю плодотворную педагогическую и общественную деятельность                     | Первый проректор Национальной юридической академии Украины имени Ярослава Мудрого, академик Академии правовых наук Украины, профессор, Харьков             | 10.07.1925—02.11.2011 |
| 172   | 151   |      | Ландык Валентин Иванович         | 21.11.2006 | Орден Государства — за выдающиеся личные заслуги перед Украинским государством в развитии машиностроения, укрепление экономического потенциала Украины и многолетнюю общественно-политическую деятельность                                       | Народный депутат Украины, президент акционерного общества «НОРД» и Группы НОРД                                                                             | род. 22.11.1946       |
| 173   | 152   |      | Масельский Александр Степанович  | 05.12.2006 | Орден Государства — за выдающиеся личные заслуги перед Украиной в государственном строительстве, социально-экономическом и культурном развитии Харьковщины, многолетнюю активную политическую и общественную деятельность                        | Председатель Харьковской областной государственной администрации в 1995—1996 годах (посмертно)                                                             | 07.12.1936—12.04.1996 |

## 2007 год
Общее число награждённых: 25.
| № п/п | № п/п | Фото | Фамилия Имя Отчество            | Дата Указа | Вид награды, Основание присуждения | Род деятельности, должность | Годы жизни             |
| ----- | ----- | ---- | ------------------------------- | ---------- | --- | --- | ---------------------- |
| 174   | 153   |      | Гирнык Алексей Николаевич       | 18.01.2007 | Орден Государства — за проявленные гражданское мужество и самопожертвование во имя независимой Украины | Политзаключенный советских времен (посмертно) | 27.03.1912—21.01.1978  |
| 175   | 154   |      | Оробец Юрий Николаевич          | 18.01.2007 | Орден Государства — за самоотверженное служение Украине, выдающийся личный вклад в демократизацию украинского общества, плодотворную законотворческую и общественно-политическую деятельность                                                            | Народный депутат Украины (посмертно) | 19.06.1955—16.10.2006  |
| 176   | 155   |      | Митропольский Юрий Алексеевич   | 18.01.2007 | Орден Государства — за исключительный личный вклад в укрепление научного потенциала Украины, выдающиеся достижения в развитии и организации фундаментальных исследований в области математики, многолетнюю плодотворную научную деятельность             | Советник Президиума Национальной академии наук Украины, доктор технических наук, академик НАН Украины, Киев                                                                                                 | 03.01.1917—14.06.2008  |
| 177   | 156   |      | Вакарчук Иван Александрович     | 05.03.2007 | Орден Государства — за выдающиеся личные заслуги в развитии отечественного образования и науки, многолетнюю плодотворную научно-педагогическую деятельность, весомый вклад в утверждение независимого Украинского государства                            | Ректор Львовского национального университета имени Ивана Франко, доктор физико-математических наук, профессор                                                                                               | 06.03.1947—04.04.2020  |
| 178   | 22    |      | Деревянко Кузьма Николаевич     | 07.05.2007 | «Золотая Звезда» — за мужество и самоотверженность, проявленные в годы Второй мировой войны 1939—1945 годов, выдающиеся дипломатические заслуги в послевоенном урегулировании межгосударственных отношений                                               | Генерал-лейтенант (посмертно) | 14.11.1904—30.12.1954  |
| 179   | 157   |      | Костюк Платон Григорьевич       | 16.05.2007 | Орден Государства — за исключительный личный вклад в укрепление научного потенциала Украины, выдающиеся достижения в области нейрофизиологии, ставшие достоянием мировой науки, многолетнюю плодотворную научную и общественно-политическую деятельность | Советник Президиума Национальной академии наук Украины, директор Института физиологии имени А. А. Богомольца НАН Украины, доктор биологических наук, академик НАН Украины, Киев                             | 20.08.1924—10.05.2010  |
| 180   | 158   |      | Брюховецкий Вячеслав Степанович | 25.06.2007 | Орден Государства — за выдающийся вклад в национальное возрождение Украины, весомые личные заслуги в развитии отечественного образования и науки, многолетнюю плодотворную научно-педагогическую и общественно-политическую деятельность                 | Президент Национального университета «Киево-Могилянская академия», доктор филологических наук, Киев | род. 14.07.1947        |
| 181   | 159   |      | Жауров Николай Егорович         | 02.07.2007 | Орден Государства — за многолетний самоотверженный шахтерский труд, достижение высоких показателей в добыче угля | Машинист горных выемочных машин арендного предприятия «Шахта имени А. Ф. Засядько», Донецкая область | род. 17.12.1951        |
| 182   | 160   |      | Роговцева Ада Николаевна        | 12.07.2007 | Орден Государства — за самоотверженное служение Украине в области театрального и киноискусства, утверждение идеалов духовной красоты, человеческого достоинства и добра, многолетнюю подвижническую творческую деятельность                              | Народная артистка Украины, Киев | род. 16.07.1937        |
| 183   | 161   |      | Вороновский Геннадий Кириллович | 21.08.2007 | Орден Государства — за выдающиеся личные заслуги в развитии отечественной теплоэнергетики, внедрение новейших технологий, многолетнюю плодотворную научную деятельность                                                                                  | Председатель правления акционерного общества «Харьковская ТЭЦ-5», доктор технических наук, профессор, член-корреспондент НАН Украины                                                                        | 01.07.1944—28.05.2010  |
| 184   | 162   |      | Литвак Борис Давидович          | 21.08.2007 | Орден Государства — за выдающиеся личные заслуги перед Украиной в реализации государственной политики социальной защиты детей с ограниченными возможностями, многолетнюю благотворительную деятельность                                                  | Председатель правления Одесского областного благотворительного фонда реабилитации детей-инвалидов «Будущее», директор специализированной детско-юношеской спортивной школы олимпийского резерва № 2, Одесса | 11.03.1930—10.04.2014  |
| 185   | 163   |      | Балюк Иван Махтейович           | 21.08.2007 | Орден Государства — за выдающийся личный вклад в укрепление потенциала агропромышленного комплекса, организацию и обеспечение достижения стабильно высоких показателей по производству сельскохозяйственной продукции, развитие социальной сферы         | Директор частной агрофирмы «Украина», Великобагачанский район Полтавской области | род. 28.06.1938        |
| 186   | 164   |      | Березовский Георгий Васильевич  | 21.08.2007 | Орден Государства — за выдающиеся трудовые достижения, внедрение передовых форм хозяйствования, многолетний самоотверженный труд и активную благотворительную деятельность                                                                               | Директор Сторожинецкого сельскохозяйственного кооператива «Колос», Черновицкая область | 06.02.1935—03.01.2025  |
| 187   | 165   |      | Стельмах Владимир Семёнович     | 21.08.2007 | Орден Государства — за выдающийся личный вклад в создание и развитие современной банковской системы Украины, проведение эффективной денежно-кредитной политики, многолетнюю плодотворную деятельность                                                    | Председатель Национального банка Украины | род. 18.01.1939        |
| 188   | 166   |      | Романчук Николай Павлович       | 21.08.2007 | Орден Государства — за выдающиеся личные заслуги перед Украинским государством в развитии отечественного судостроения, внедрение современных технологий производства, многолетний плодотворный труд и общественно-политическую деятельность              | Генеральный директор акционерного общества «Дамен Шипярдс Океан», Николаев | род. 18.04.1957        |
| 189   | 167   |      | Багров Николай Васильевич       | 21.08.2007 | Орден Государства — за выдающиеся личные заслуги перед Украинским государством в развитии национального образования, подготовку высококвалифицированных специалистов, многолетнюю плодотворную научную и педагогическую деятельность                     | Ректор Таврического национального университета имени В. И. Вернадского, доктор географических наук, профессор, член-корреспондент НАН Украины, АР Крым                                                      | 26.10.1937—21.04.2015  |
| 190   | 168   |      | Крижовачук Олег Петрович        | 23.08.2007 | Орден Государства — за выдающиеся личные заслуги перед Украинским государством в развитии агропромышленного производства, внедрение прогрессивных технологий и передовых форм хозяйствования, многолетний самоотверженный труд                           | Директор общества «Украина», Подволочисский район Тернопольской области | род. 23.05.1954        |
| 191   | 169   |      | Руденко Сергей Евсеевич         | 23.08.2007 | Орден Государства — за выдающиеся личные заслуги перед Украинским государством в развитии угольной промышленности, достижение стабильно высоких показателей по добыче угля, многолетний самоотверженный шахтерский труд                                  | Начальник участка по добыче угля шахты «Возрождение» государственного предприятия «Львовуголь» | род. 26.04.1956        |
| 192   | 170   |      | Быстров Сергей Иванович         | 23.08.2007 | Орден Государства — за выдающиеся личные заслуги перед Украинским государством в развитии топливно-энергетического комплекса, весомые трудовые свершения, многолетний самоотверженный труд в угольной промышленности                                     | Бригадир горняков очистного забоя шахты «Должанская-Капитальная» государственного предприятия «Свердловантрацит», Луганская область                                                                         | 17.11.1959— 17.07.2023 |
| 193   | 171   |      | Гречиха Юрий Михайлович         | 10.09.2007 | Орден Государства — за выдающиеся личные заслуги перед Украинским государством в развитии авиационной промышленности, весомые трудовые достижения, многолетний самоотверженный труд                                                                      | Слесарь-сборщик акционерного общества «Мотор Сич», Запорожская область | 06.07.1954—02.11.2017  |
| 194   | 172   |      | Шухевич Роман Иосифович         | 12.10.2007 | Орден Государства — за выдающийся личный вклад в национально-освободительную борьбу за свободу и независимость Украины и по случаю 100-летия со дня рождения и 65-й годовщины создания Украинской повстанческой армии                                    | Главный командир Украинской повстанческой армии в 1942—1950 годах, генерал-хорунжий (посмертно) | 30.06.1907—05.03.1950  |
| 195   | 173   |      | Вадатурский Алексей Афанасьевич | 15.11.2007 | Орден Государства — за выдающийся личный вклад в укрепление потенциала агропромышленного комплекса, организацию и обеспечение достижения стабильно высоких показателей в производстве сельскохозяйственной продукции, развитие социальной сферы          | Генеральный директор сельскохозяйственного предприятия «НИБУЛОН», Николаев | 08.09.1947—31.07.2022  |
| 196   | 174   |      | Палий Иван Егорович             | 21.11.2007 | Орден Государства — за значительный вклад в развитие металлургической промышленности, сооружение и введение в действие кислородно-конверторного цеха Алчевского металлургического комбината, высокий профессионализм                                     | Директор строительного комплекса общества «Проектно-строительное предприятие „Азовинтекс“», Донецкая область                                                                                                | 12.11.1947—01.01.2009  |
| 197   | 175   |      | Шевченко Тарас Григорьевич      | 21.11.2007 | Орден Государства — за значительный вклад в развитие металлургической промышленности, сооружение и введение в действие кислородно-конверторного цеха Алчевского металлургического комбината, высокий профессионализм                                     | Генеральный директор акционерного общества «Алчевский металлургический комбинат», Луганская область | род. 03.09.1954        |
| 198   | 176   |      | Ивчук Василий Яковлевич         | 21.11.2007 | Орден Государства — за героизм и самоотверженность, проявленные при спасении жизни школьников во время Голодомора 1932—1933 годов | Директор Дударковской школы в 1932—1938 годах, Киевская область (посмертно) | 21.11.1902—02.10.1938  |

## 2008 год
Общее число награждённых: 18.
| № п/п | № п/п | Фото | Фамилия Имя Отчество             | Дата Указа | Вид награды, Основание присуждения | Род деятельности, должность | Годы жизни            |
| ----- | ----- | ---- | -------------------------------- | ---------- | --- | --- | --------------------- |
| 199   | 177   |      | Казаков Валерий Николаевич       | 14.01.2008 | Орден Государства — за выдающиеся личные заслуги перед Украиной в развитии здравоохранения, подготовку высококвалифицированных медицинских специалистов и многолетнюю плодотворную научную и педагогическую деятельность                          | Ректор Донецкого национального медицинского университета имени М. Горького, доктор медицинских наук, академик АМН Украины, Донецк                                                       | 15.01.1938—05.05.2019 |
| 200   | 178   |      | Моргун Владимир Васильевич       | 07.03.2008 | Орден Государства — за выдающиеся личные заслуги перед Украинским государством в создании и широком внедрении высокопродуктивных сортов зерновых культур, многолетнюю плодотворную научную и общественную деятельность                            | Директор Института физиологии растений и генетики НАН Украины, доктор биологических наук, профессор, академик НАН Украины, Киев                                                         | род. 10.03.1938       |
| 201   | 179   |      | Соловьяненко Анатолий Борисович  | 03.07.2008 | Орден Государства — за значительный личный вклад в развитие украинской культуры и искусства, весомые творческие достижения и по случаю 140-летия со дня основания Национального академического театра оперы и балета Украины имени Т. Г. Шевченко | Народный артист СССР | 25.09.1932—29.07.1999 |
| 202   | 180   |      | Стефюк Мария Юрьевна             | 03.07.2008 | Орден Государства — за значительный личный вклад в развитие украинской культуры и искусства, весомые творческие достижения и по случаю 140-летия со дня основания Национального академического театра оперы и балета Украины имени Т. Г. Шевченко | Солистка оперы, Народная артистка СССР | род. 16.07.1948       |
| 203   | 181   |      | Хоришко Владимир Дмитриевич      | 20.08.2008 | Орден Государства — за выдающийся личный вклад в укрепление потенциала агропромышленного комплекса Украины, внедрение инновационных технологий в сельскохозяйственное производство, весомые трудовые достижения                                   | Директор общества «Корпорация „Агро-Союз“», Днепропетровская область | род. 03.12.1958       |
| 204   | 182   |      | Дзензерский Виктор Александрович | 20.08.2008 | Орден Государства — за выдающиеся личные заслуги перед Украинским государством в укреплении отечественного промышленного потенциала, многолетнюю плодотворную научную деятельность                                                                | Директор Институт транспортных систем и технологий НАН Украины, президент Международной научно-промышленной корпорации «ВЕСТА», доктор технических наук, профессор, Днепропетровск      | род. 20.08.1944       |
| 205   | 183   |      | Крюкова Нила Валериевна          | 20.08.2008 | Орден Государства — за выдающиеся личные заслуги перед Украинским государством в развитии национальной культуры, вдохновенную творческую и жизнеутверждающую художественную деятельность                                                          | Народная артистка Украины, Киев | 14.11.1943—05.10.2018 |
| 206   | 184   |      | Косюк Юрий Анатольевич           | 20.08.2008 | Орден Государства — за выдающиеся личные заслуги перед Украинским государством в развитии аграрной отрасли, внедрение современных высокоэффективных технологий в производство и переработку сельскохозяйственной продукции                        | Председатель правления акционерного общества «Мироновский хлебопродукт», Киевская область                                                                                               | род. 27.05.1968       |
| 207   | 185   |      | Гулый Иван Михайлович            | 20.08.2008 | Орден Государства — за выдающиеся личные заслуги перед Украинским государством в развитии агропромышленного комплекса, достижение высоких показателей по производству сельскохозяйственной продукции, многолетний самоотверженный труд            | Генеральный директор частного аграрно-арендного предприятия «Луч», Красноградский район Харьковской области                                                                             | 26.07.1940—01.05.2013 |
| 208   | 186   |      | Скорик Мирослав Михайлович       | 20.08.2008 | Орден Государства — за выдающиеся личные заслуги перед Украинским государством в развитии национального музыкального искусства, многолетнюю плодотворную композиторскую, педагогическую и общественную деятельность                               | Композитор, заведующий кафедрой Львовской национальной музыкальной академии имени Н. В. Лысенко, народный артист Украины                                                                | 13.07.1938—01.06.2020 |
| 209   | 187   |      | Гречушкин Валерий Викторович     | 27.08.2008 | Орден Государства — за весомый личный вклад в укрепление энергетического потенциала государства, многолетний самоотверженный шахтерский труд и по случаю Дня шахтера                                                                              | Начальник участка акционерного общества «Шахта „Комсомолец Донбасса“», Донецкая область                                                                                                 | род. 02.05.1971       |
| 210   | 188   |      | Грядущий Борис Абрамович         | 27.08.2008 | Орден Государства — за весомый личный вклад в укрепление энергетического потенциала государства, многолетний самоотверженный шахтерский труд и по случаю Дня шахтера                                                                              | Председатель правления акционерного общества «Научно-исследовательский институт горной механики имени М. М. Федорова», директор Донецкого научно-исследовательского угольного института | 25.09.1932—23.06.2022 |
| 211   | 189   |      | Макаров Владимир Иванович        | 27.08.2008 | Орден Государства — за весомый личный вклад в укрепление энергетического потенциала государства, многолетний самоотверженный шахтерский труд и по случаю Дня шахтера                                                                              | Начальник участка обособленного подразделения «Шахтоуправление „Луганское“» государственного предприятия «Луганскуголь»                                                                 | род. 14.04.1962       |
| 212   | 190   |      | Сушкевич Валерий Михайлович      | 13.10.2008 | Орден Государства — за выдающиеся личные заслуги в развитии паралимпийского и дефлимпийского движения на Украине, реализации государственных программ реабилитации инвалидов, многолетнюю активную общественно-политическую деятельность          | Народный депутат Украины, Президент Национального комитета спорта инвалидов Украины | род. 14.06.1954       |
| 213   | 191   |      | Коваленко Алла Арестовна         | 16.10.2008 | Орден Государства — за выдающиеся личные заслуги перед Украинским государством в развитии пищевой промышленности, обеспечение производства высококачественной отечественной кондитерской продукции, многолетний самоотверженный труд              | Генеральный директор акционерного общества «Харьковская бисквитная фабрика» | род. 16.05.1948       |
| 214   | 192   |      | Ровчак Андрей Яковлевич          | 10.11.2008 | Орден Государства — за выдающийся личный вклад в организацию и обеспечение получения высоких показателей по производству сельскохозяйственной продукции, развитие социальной сферы                                                                | Председатель сельскохозяйственного кооператива «Восток», Изюмский район Харьковской области                                                                                             | 05.02.1953—11.2024    |
| 215   | 193   |      | Жар Михаил Васильевич            | 24.11.2008 | Орден Государства — за выдающиеся личные заслуги перед Украиной в реализации государственной политики социальной защиты детей-сирот и детей, лишенных родительской опеки, многолетнюю благотворительную деятельность                              | Многодетный отец-опекун, настоятель Свято-Вознесенского мужского монастыря, Черновицкая область                                                                                         | род. 19.08.1965       |
| 216   | 194   |      | Китастый Григорий Трофимович     | 25.11.2008 | Орден Государства — за выдающийся личный вклад в дело национального и духовного возрождения Украины, распространение украинской культуры и кобзарского искусства в мире                                                                           | Бывший дирижёр и руководитель Украинской капеллы бандуристов имени Тараса Шевченко в США (посмертно)                                                                                    | 17.01.1907—06.04.1984 |

## 2009 год
Общее число награждённых: 27.
| № п/п | № п/п | Фото | Фамилия Имя Отчество              | Дата Указа | Вид награды, Основание присуждения | Род деятельности, должность | Годы жизни            |
| ----- | ----- | ---- | --------------------------------- | ---------- | --- | --- | --------------------- |
| 217   | 195   |      | Иванычук Роман Иванович           | 22.01.2009 | Орден Государства — за самоотверженное служение Украине, значительный личный вклад в духовное возрождение Украинского государства, плодотворную литературную и общественную деятельность                                                                                           | Писатель, Львов | 27.05.1929—17.09.2016 |
| 218   | 196   |      | Станкович Евгений Фёдорович       | 22.01.2009 | Орден Государства — за значительный личный вклад в приумножение мировой сокровищницы музыкального искусства, многолетнюю плодотворную творческую деятельность на ниве обогащения национальной культуры                                                                             | Композитор, Председатель правления Национального союза композиторов Украины, Киев                                                                         | род. 19.09.1942       |
| 219   | 197   |      | Ивасюк Владимир Михайлович        | 01.03.2009 | Орден Государства — за самоотверженное служение Украине на ниве национальной музыкальной культуры, создание вершинных образцов украинского песенного творчества | Композитор, поэт, исполнитель (посмертно) | 04.03.1949—24.04.1979 |
| 220   | 198   |      | Мушкетик Юрий Михайлович          | 20.03.2009 | Орден Государства — за самоотверженное служение Украине на литературной ниве, утверждение высоких моральных и художественных ценностей, многолетнюю плодотворную творческую и общественную деятельность                                                                            | Писатель, Киев | 21.03.1929—06.06.2019 |
| 221   | 199   |      | Муравский Павел Иванович          | 23.03.2009 | Орден Государства — за выдающиеся личные заслуги в утверждении высоких образцов украинского хорового пения, обогащение национального культурно-художественного наследия и многолетнюю плодотворную творческую деятельность                                                         | Народный артист Украины, профессор Национальной музыкальной академии Украины имени П. И. Чайковского, Киев                                                | 30.07.1914—06.10.2014 |
| 222   | 200   |      | Карасик Юрий Михайлович           | 23.06.2009 | Орден Государства — за выдающиеся личные заслуги перед Украинским государством в укреплении потенциала аграрного сектора экономики, развитие социальной сферы, многолетний самоотверженный труд                                                                                    | Председатель наблюдательного совета акционерного общества «Племенной завод „Агро-регион“», Киевская область                                               | род. 27.07.1939       |
| 223   | 201   |      | Порошенко Алексей Иванович        | 23.06.2009 | Орден Государства — за выдающиеся личные заслуги перед Украинским государством в развитии агропромышленного комплекса, внедрение современных технологий выращивания сельскохозяйственных культур                                                                                   | Генеральный директор акционерного общества «Укрпроминвест», Киев                                                                                          | 11.06.1936—16.06.2020 |
| 224   | 202   |      | Паламаренко Анатолий Нестерович   | 12.07.2009 | Орден Государства — за выдающиеся личные заслуги перед Украиной на ниве сохранения и приумножения национальной культурной сокровищницы, последовательную гражданскую позицию в отстаивании принципов высокой морали и духовности, многолетнюю плодотворную творческую деятельность | Народный артист Украины, Киев | род. 11.07.1939       |
| 225   | 203   |      | Зинкевич Василий Иванович         | 19.08.2009 | Орден Государства — за выдающиеся личные заслуги перед Украинским государством в развитии музыкальной культуры, многолетнюю плодотворную творческую деятельность на ниве обогащения национальной песенной сокровищницы                                                             | Певец, Народный артист УССР, Киев | род. 01.05.1945       |
| 226   | 204   |      | Войтович Станислав Андреевич      | 19.08.2009 | Орден Государства — за выдающиеся заслуги перед Украиной в развитии агропромышленного комплекса, личный вклад в увеличение производства и переработки сельскохозяйственной продукции на основе внедрения прогрессивных технологий                                                  | Председатель наблюдательного совета общества «Агрокомплекс „Зелёная долина“», Винницкая область                                                           | род. 18.09.1965       |
| 227   | 205   |      | Бойко Николай Константинович      | 19.08.2009 | Орден Государства — за выдающиеся личные заслуги перед Украиной в сохранении и приумножении лучших традиций отечественного виноградарства и виноделия, многолетний плодотворный труд                                                                                               | Генеральный директор Национального производственно-аграрного объединения «Массандра», Ялта, Автономная Республика Крым                                    | род. 02.01.1947       |
| 228   | 206   |      | Мостипан Александр Алексеевич     | 19.08.2009 | Орден Государства — за выдающиеся личные заслуги перед Украинским государством в развитии агропромышленного комплекса, высокие трудовые достижения и многолетний добросовестный труд                                                                                               | Председатель ассоциации «Нива Переяславщины», Киевская область                                                                                            | род. 09.02.1959       |
| 229   | 207   |      | Балагура Татьяна Ивановна         | 19.08.2009 | Орден Государства — за выдающийся личный вклад в развитие национального образования, внедрение инновационных методов обучения и воспитания молодого поколения, плодотворную педагогическую деятельность                                                                            | Учительница Полтавского городского лицея № 1 имени И.П. Котляревского                                                                                     | род. 12.01.1960       |
| 230   | 208   |      | Пасечник Игорь Демидович          | 19.08.2009 | Орден Государства — за выдающиеся личные заслуги перед Украиной в сохранении и приумножении национального образовательного наследия | Ректор Национального университета «Острожская академия», Ровненская область                                                                               | род. 19.10.1946       |
| 231   | 209   |      | Савчук Евгений Герасимович        | 19.08.2009 | Орден Государства — за выдающийся личный вклад в развитие национальной музыкальной культуры и сохранение лучших традиций хорового искусства | Генеральный директор − художественный руководитель Национальной заслуженной академической капеллы Украины «Думка», Киев                                   | род. 10.02.1947       |
| 232   | 210   |      | Кобзаренко Анастасия Степановна   | 19.08.2009 | Орден Государства — за многолетний самоотверженный труд по воспитанию молодежи на принципах духовности, гуманизма и высокой морали | Генеральный директор государственного учреждения «Национальная библиотека Украины для детей», Киев                                                        | 08.05.1934—01.08.2022 |
| 233   | 211   |      | Шилюк Пётр Степанович             | 21.08.2009 | Орден Государства — за выдающийся личный вклад в развитие строительной отрасли на Украине, внедрение передовых технологий и современных форм хозяйствования | Президент холдинговой компании «Киевгорстрой» | род. 03.07.1949       |
| 234   | 212   |      | Лятецкая Людмила Владимировна     | 21.08.2009 | Орден Государства — за выдающиеся личные заслуги перед Украинским государством в развитии здравоохранения, внедрение современных методов диагностики и лечения, многолетний самоотверженный труд                                                                                   | Главный врач Херсонской детской областной клинической больницы                                                                                            | 07.11.1941—16.06.2020 |
| 235   | 213   |      | Кива Дмитрий Семёнович            | 21.08.2009 | Орден Государства — за выдающийся личный вклад в укрепление экономического потенциала Украины, весомые заслуги в развитии отечественной авиационной отрасли | Генеральный конструктор государственного предприятия «Авиационный научно-технический комплекс имени О. К. Антонова», Киев                                 | 08.10.1942—24.07.2024 |
| 236   | 214   |      | Губерский Леонид Васильевич       | 27.10.2009 | Орден Государства — за выдающийся личный вклад в укрепление научно-образовательного потенциала Украины, повышение престижа национального образования, подготовку высококвалифицированных специалистов, многолетнюю плодотворную научную и педагогическую деятельность              | Ректор Киевского национального университета имени Тараса Шевченко, доктор философских наук, академик НАН Украины                                          | род. 04.10.1941       |
| 237   | 215   |      | Бобов Геннадий Борисович          | 23.11.2009 | Орден Государства — за выдающиеся личные заслуги перед Украинским государством в развитии агропромышленного комплекса, внедрение современных форм хозяйствования, многолетний самоотверженный труд                                                                                 | Генеральный директор общества «Панда», Черкасская область                                                                                                 | род. 15.11.1965       |
| 238   | 216   |      | Гута Иван Николаевич              | 23.11.2009 | Орден Государства — за выдающийся личный вклад в увеличение производства сельскохозяйственной продукции на основе внедрения достижений аграрной науки, прогрессивных интенсивных технологий и новых форм хозяйствования, развитие социальной сферы                                 | Председатель наблюдательного совета общества «Мечта Центр» Гусятинского района, Тернопольская область                                                     | род. 07.03.1956       |
| 239   | 217   |      | Мельник Юрий Фёдорович            | 23.11.2009 | Орден Государства — за выдающиеся личные заслуги в реализации государственной аграрной политики, организации обеспечения продовольственной безопасности Украинского государства | Министр аграрной политики Украины | род. 05.08.1962       |
| 240   | 218   |      | Найдёнова Вера Афанасьевна        | 23.11.2009 | Орден Государства — за выдающиеся трудовые достижения, внедрение в практику сельскохозяйственного производства новейших технологий, передового опыта, применение эффективных форм управления                                                                                       | Директор государственного предприятия «Опытное хозяйство „Асканийское“ Института масличных культур Украинской академии аграрных наук», Херсонская область | 05.08.1948—30.04.2016 |
| 241   | 219   |      | Чернышенко Владимир Ильич         | 23.11.2009 | Орден Государства — за выдающиеся личные заслуги перед Украинским государством в развитии сельского хозяйства, внедрения прогрессивных технологий и передовых форм ведения хозяйства, многолетний самоотверженный труд                                                             | Председатель правления акционерного общества «Комбинат „Тепличный“» Броварского района, Киевская область                                                  | род. 08.05.1937       |
| 242   | 220   |      | Симоненко Валентин Константинович | 03.12.2009 | Орден Государства — за выдающийся личный вклад в государственное строительство Украины, становление и утверждение Счетной палаты как конституционного органа независимого финансового контроля                                                                                     | Председатель Счётной Палаты Украины | род. 04.07.1940       |
| 243   | 221   |      | Зубец Михаил Васильевич           | 16.12.2009 | Орден Государства — за выдающийся личный вклад в развитие отечественной аграрной науки, активную общественную и политическую деятельность, многолетний самоотверженный труд по повышению эффективности агропромышленного производства                                              | Президент Украинской академии аграрных наук (УААН), академик УААН, Киев                                                                                   | 07.04.1938—07.01.2014 |

## 2010 год
Общее число награждённых: 11
| № п/п | № п/п | Фото | Фамилия Имя Отчество            | Дата Указа | Вид награды, Основание присуждения | Род деятельности, должность | Годы жизни            |
| ----- | ----- | ---- | ------------------------------- | ---------- | --- | --- | --------------------- |
| 244   | 222   |      | Бандера Степан Андреевич        | 20.01.2010 | Орден Государства — за несокрушимость духа в отстаивании национальной идеи, проявленные героизм и самопожертвование в борьбе за независимое Украинское государство                                                                                                   | Руководитель Организации украинских националистов (посмертно) | 01.01.1909—15.10.1959 |
| 245   | 223   |      | Омельченко Григорий Емельянович | 08.02.2010 | Орден Государства — за выдающиеся личные заслуги в утверждении независимого Украинского государства, самоотверженность в отстаивании конституционных прав и свобод граждан Украины, многолетнюю плодотворную законодательную и общественно-политическую деятельность | Народный депутат Украины | род. 04.05.1951       |
| 246   | 224   |      | Бондарчук Сергей Васильевич     | 18.02.2010 | Орден Государства — за выдающиеся личные заслуги перед Украинским государством в развитии военно-технического сотрудничества, повышение международного авторитета Украины, многолетний плодотворный труд                                                             | Генеральный директор Государственной компании по экспорту и импорту продукции и услуг военного и специального назначения | род. 31.10.1971       |
| 247   | 225   |      | Барьяхтар Виктор Григорьевич    | 21.08.2010 | Орден Государства — за выдающиеся личные заслуги перед Украинским государством в развитии физической науки, исключительные достижения в организации фундаментальных исследований, многолетнюю плодотворную научно-педагогическую деятельность                        | Советник Президиума Национальной академии наук Украины, директор Института магнетизма Национальной академии наук Украины и Министерства образования и науки Украины, доктор физико-математических наук, академик НАН Украины, Киев | 09.08.1930—25.08.2020 |
| 248   | 226   |      | Басистюк-Гаптар Ольга Ивановна  | 21.08.2010 | Орден Государства — за выдающиеся личные заслуги перед Украинским государством в развитии музыкальной культуры, подъём международного престижа отечественного песенного искусства, многолетнюю творческую деятельность и высокое исполнительское мастерство          | Артистка-солистка-вокалистка, ведущий мастер Национального дома органной и камерной музыки Украины, народная артистка Украины, Киев                                                                                                | род. 19.08.1950       |
| 249   | 23    |      | Воликов Владимир Николаевич     | 21.08.2010 | «Золотая Звезда» — за героический и многолетний самоотверженный шахтерский труд, достижение высоких производственных показателей в добыче угля | Проходчик отдельного подразделения «Шахта „Комсомольская“» государственного предприятия «Антрацит», Луганская область | род. 08.03.1953       |
| 250   | 227   |      | Рыженков Александр Николаевич   | 21.08.2010 | Орден Государства — за выдающийся личный вклад в укрепление промышленного потенциала Украины, производство конкурентоспособной металлургической продукции, внедрение высокоэффективных форм хозяйствования, многолетний самоотверженный труд                         | Председатель правления акционерного общества «„Донецксталь“ — металлургический завод», Донецк | род. 05.06.1950       |
| 251   | 228   |      | Шаповал Михаил Васильевич       | 21.08.2010 | Орден Государства — за выдающиеся личные заслуги перед Украинским государством в развитии сельского хозяйства, внедрения прогрессивных технологий и передовых форм ведения хозяйства, многолетний самоотверженный труд                                               | Председатель правления сельскохозяйственного кооператива «Летава» Чемеровецкого района, Хмельницкая область | род. 08.02.1946       |
| 252   | 24    |      | Юрченко Игорь Григорьевич       | 26.08.2010 | «Золотая Звезда» — за героический и многолетний самоотверженный шахтерский труд, достижение высоких производственных показателей в добыче угля | Бригадир горнорабочих очистного забоя обособленного подразделения шахты № 81 «Киевская» государственного предприятия «Ровенькиантрацит», Луганская область                                                                         | род. 21.04.1965       |
| 253   | 25    |      | Шемук Сергей Александрович      | 26.08.2010 | «Золотая Звезда» — за установление выдающегося результата в добыче угля, самоотверженный шахтерский труд и трудовую доблесть | Забойщик на отбойных молотках общества «Арендное предприятие Шахта „Новодзержинская“», Донецкая область | род. 29.06.1972       |
| 254   | 26    |      | Шевченко Иван Петрович          | 26.08.2010 | «Золотая Звезда» — за героический и многолетний самоотверженный шахтерский труд, достижение высоких производственных показателей в добыче угля | Забойщик на отбойных молотках структурного подразделения «Шахта Енакиевская» государственного предприятия «Орджоникидзеуголь», Донецкая область                                                                                    | род. 16.10.1967       |

## 2011 год
Общее число награждённых: 11
| № п/п | № п/п | Фото | Фамилия Имя Отчество                  | Дата Указа | Вид награды, Основание присуждения | Род деятельности, должность | Годы жизни            |
| ----- | ----- | ---- | ------------------------------------- | ---------- | --- | --- | --------------------- |
| 255   | 229   |      | Владимир (Сабодан Виктор Маркианович) | 09.07.2011 | Орден Государства — за выдающиеся личные заслуги в утверждении духовности, гуманизма и милосердия в обществе, многолетнее добросовестное служение Украинскому народу, по случаю 45-летия хиротонии и 20-й годовщины независимости Украины | Предстоятель Украинской Православной Церкви, митрополит Киевский и всея Украины | 23.11.1935—05.07.2014 |
| 256   | 230   |      | Билаш Борис Фёдорович                 | 23.08.2011 | Орден Государства — за выдающийся личный вклад в обогащение национального культурно-художественного наследия, многолетнюю плодотворную творческую деятельность                                                                            | Писатель, поэт, Донецк | род. 01.08.1941       |
| 257   | 231   |      | Ключников Александр Александрович     | 23.08.2011 | Орден Государства — за выдающийся личный вклад в укрепление безопасности отечественной атомной энергетики, многолетнюю плодотворную научную деятельность                                                                                  | Директор Института проблем безопасности атомных электростанций Национальной академии наук Украины, Киев                                                                                | 10.02.1945—10.01.2016 |
| 258   | 232   |      | Рыбалко Борис Андреевич               | 23.08.2011 | Орден Государства — за выдающийся личный вклад в развитие отечественного топливно-энергетического комплекса, достижение высоких показателей в производстве, многолетний самоотверженный труд                                              | Бригадир проходчиков отдельного подразделения «Шахтостроительное управление» государственного предприятия «Свердловантрацит», Луганская область                                        | род. 01.05.1952       |
| 259   | 233   |      | Степаненко Николай Семёнович          | 23.08.2011 | Орден Государства — за выдающийся личный вклад в развитие отечественного металлургического комплекса, внедрения новейших технологий в производство, многолетний самоотверженный труд                                                      | Нагревальщик металла горячего проката трубопрокатного цеха № 4 АО «Интерпайп Нижнеднепровский трубопрокатный завод», Днепропетровск                                                    | род. 06.06.1960       |
| 260   | 234   |      | Ступка Богдан Сильвестрович           | 23.08.2011 | Орден Государства — за выдающийся личный вклад в обогащение национального культурно-художественного наследия, многолетнюю плодотворную творческую деятельность и высокое профессиональное мастерство                                      | Художественный руководитель Национального академического драматического театра имени Ивана Франко, народный артист Украины, Киев                                                       | 27.08.1941—22.07.2012 |
| 261   | 27    |      | Трошин Сергей Михайлович              | 23.08.2011 | «Золотая Звезда» — за выдающийся личный вклад в развитие отечественного самолётостроения, мужество и героизм, проявленные при проведении лётных испытаний новой авиационной техники                                                       | Лётчик-испытатель 1 класса государственного предприятия «Антонов», Киев | род. 15.05.1963       |
| 262   | 235   |      | Шитикова Лариса Александровна         | 23.08.2011 | Орден Государства — за выдающийся личный вклад в развитие отечественного образования, внедрение инновационных методов обучения, многолетнюю плодотворную педагогическую деятельность                                                      | Учительница математики Харьковской гимназии № 47 Харьковского городского совета | род. 07.05.1965       |
| 263   | 236   |      | Кошельник Виктор Андреевич            | 25.08.2011 | Орден Государства — за выдающийся личный вклад в развитие отечественного топливно-энергетического комплекса, достижение высоких показателей в производстве, многолетний самоотверженный труд                                              | Бригадир горнорабочих очистного забоя обособленного подразделения «Шахта имени Ф. Э. Дзержинского» государственного предприятия «Ровенькиантрацит», Луганская область                  | род. 03.02.1963       |
| 264   | 237   |      | Лазуренко Сергей Иванович             | 25.08.2011 | Орден Государства — за выдающийся личный вклад в развитие отечественного топливно-энергетического комплекса, достижение высоких показателей в производстве, многолетний самоотверженный труд                                              | Начальник подземного участка по добыче угля № 2 производственного структурного подразделения «Шахта „Самарская“» акционерного общества «ДТЭК Павлоградуголь», Днепропетровская область | род. 23.09.1967       |
| 265   | 238   |      | Однораленко Александр Анатольевич     | 25.08.2011 | Орден Государства — за выдающийся личный вклад в развитие отечественной угольной промышленности, внедрение новейших технологий в производство, многолетний самоотверженный труд и высокое профессиональное мастерство                     | Машинист горновыемочных машин обособленного подразделения «Шахта „Холодная Балка“» государственного предприятия «Макеевуголь», Донецкая область                                        | род. 05.05.1970       |

## 2012 год
Общее число награждённых: 10
| № п/п | № п/п | Фото | Фамилия Имя Отчество                   | Дата Указа | Вид награды, Основание присуждения | Род деятельности, должность | Годы жизни            |
| ----- | ----- | ---- | -------------------------------------- | ---------- | --- | --- | --------------------- |
| 266   | 239   |      | Баталин Александр Сергеевич            | 24.08.2012 | Орден Государства — за выдающийся личный вклад в укрепление промышленного потенциала Украины, производство конкурентоспособной продукции, внедрение высокоэффективных форм хозяйствования, многолетний добросовестный труд           | Председатель правления акционерного общества «Завод „Фиолент“», Автономная Республика Крым | род. 29.07.1946       |
| 267   | 240   |      | Гадз Пётр Иванович                     | 24.08.2012 | Орден Государства — за выдающиеся личные заслуги перед Украинским государством в развитии сельскохозяйственного производства, внедрение прогрессивных технологий и современных форм хозяйствования, многолетний самоотверженный труд | Председатель наблюдательного совета общества «Бучачагрохлебпром», Тернопольская область | род. 21.08.1960       |
| 268   | 241   |      | Голубенко Александр Леонидович         | 24.08.2012 | Орден Государства — за выдающийся личный вклад в укрепление образовательного потенциала Украины, многолетнюю плодотворную научно-педагогическую деятельность                                                                         | Ректор Восточноукраинского национального университета имени Владимира Даля, Луганск | род. 18.02.1942       |
| 269   | 242   |      | Заклунная-Мироненко Валерия Гавриловна | 24.08.2012 | Орден Государства — за выдающийся личный вклад в обогащение национального культурно-художественного наследия, многолетнюю плодотворную творческую деятельность и высокое профессиональное мастерство                                 | Ведущий мастер сцены Национального академического театра русской драмы имени Леси Украинки, народная артистка Украины, Киев                                                                            | 15.08.1942—22.10.2016 |
| 270   | 243   |      | Короленко Михаил Константинович        | 24.08.2012 | Орден Государства — за выдающийся личный вклад в развитие отечественного горно-металлургического комплекса, внедрение современных технологий в производство, многолетний самоотверженный труд                                        | Председатель правления акционерного общества «Южный горно-обогатительный комбинат», Кривой Рог | род. 20.04.1962       |
| 271   | 244   |      | Минаев Александр Анатольевич           | 24.08.2012 | Орден Государства — за выдающиеся личные заслуги перед Украинским государством в укреплении научно-технического потенциала, весомый вклад в развитие национального образования, многолетний добросовестный труд                      | Ректор Донецкого национального технического университета | 17.07.1942—26.10.2021 |
| 272   | 245   |      | Романенко Дмитрий Васильевич           | 24.08.2012 | Орден Государства — за выдающийся личный вклад в развитие отечественной угольной промышленности, укрепление энергетического потенциала государства, многолетний самоотверженный труд и высокое профессиональное мастерство           | Проходчик участка подготовительных работ государственного предприятия «Шахтоуправление „Южнодонбасское № 1“» Министерства энергетики и угольной промышленности Украины, Донецкая область               | род. 27.01.1962       |
| 273   | 246   |      | Слюсарь Сергей Павлович                | 24.08.2012 | Орден Государства — за самоотверженный шахтёрский труд, достижение высоких производственных показателей в добыче угля | Забойщик на отбойных молотках обособленного подразделения «Шахта „Северная“» государственного предприятия «Дзержинскуголь» Министерства энергетики и угольной промышленности Украины, Донецкая область | род. 05.03.1980       |
| 274   | 247   |      | Червонопиский Сергей Васильевич        | 24.08.2012 | Орден Государства — за выдающиеся личные заслуги перед Украиной в реализации государственной политики в сфере социальной защиты ветеранов, многолетнюю плодотворную общественную деятельность                                        | Председатель Украинского Союза ветеранов Афганистана (воинов-интернационалистов), Киев | род. 06.07.1957       |
| 275   | 248   |      | Шикула Юрий Юрьевич                    | 24.08.2012 | Орден Государства — за выдающийся личный вклад в развитие отечественной угольной промышленности, весомые достижения в профессиональной деятельности, многолетний самоотверженный шахтёрский труд                                     | Машинист горных выемочных машин участка подготовительных работ структурного подразделения «Шахтоуправление „Самсоновская-Западная“» акционерного общества «Краснодонуголь», Луганская область          | род. 29.05.1965       |

## 2013 год
Общее число награждённых: 11
| № п/п | № п/п | Фото | Фамилия Имя Отчество            | Дата Указа | Вид награды, Основание присуждения | Род деятельности, должность | Годы жизни            |
| ----- | ----- | ---- | ------------------------------- | ---------- | --- | --- | --------------------- |
| 276   | 249   |      | Богданов Александр Николаевич   | 22.08.2013 | Орден Государства — за выдающийся личный вклад в развитие отечественной угольной промышленности, укрепление энергетической безопасности государства, многолетний самоотверженный труд                                                | Генеральный директор общества «ДТЭК Ровенькиантрацит», Луганская область | род. 24.11.1956       |
| 277   | 250   |      | Мокринских Александр Михайлович | 22.08.2013 | Орден Государства — за самоотверженный шахтёрский труд, достижение высоких производственных показателей в добыче угля | Забойщик на отбойных молотках структурного подразделения «Шахта имени К. А. Румянцева» государственного предприятия «Артёмуголь», Донецкая область                                                            | род. 23.02.1972       |
| 278   | 251   |      | Обухов Сергей Иванович          | 22.08.2013 | Орден Государства — за выдающийся личный вклад в укрепление энергетического потенциала государства, многолетний самоотверженный шахтёрский труд и высокое профессиональное мастерство                                                | Бригадир горнорабочих очистного забоя обособленного подразделения «Шахта имени XIX съезда КПСС» государственного предприятия «Луганскуголь»                                                                   | род. 07.09.1957       |
| 279   | 252   |      | Приз Владимир Алексеевич        | 22.08.2013 | Орден Государства — за многолетний самоотверженный шахтёрский труд, достижение выдающихся производственных показателей, высокое профессиональное мастерство                                                                          | Горнорабочий очистного забоя производственного структурного подразделения «Шахтоуправление „Павлоградское“» акционерного общества «ДТЭК Павлоградуголь», Днепропетровская область                             | род. 23.08.1967       |
| 280   | 253   |      | Ремнёв Виктор Владимирович      | 22.08.2013 | Орден Государства — за многолетний самоотверженный шахтёрский труд и высокое профессиональное мастерство | Горнорабочий очистного забоя обособленного подразделения «Шахта 1-3 „Новогродовская“» государственного предприятия «Селидовуголь», Донецкая область                                                           | род. 01.08.1958       |
| 281   | 254   |      | Боримский Иван Арсеньевич       | 24.08.2013 | Орден Государства — за выдающиеся личные заслуги перед Украинским государством в развитии сельскохозяйственного производства, внедрение прогрессивных технологий и современных форм хозяйствования, многолетний самоотверженный труд | Директор сельскохозяйственного общества «Луч» Калиновского района Винницкой области | род. 23.01.1951       |
| 282   | 255   |      | Матрунчик Николай Иванович      | 24.08.2013 | Орден Государства — за выдающийся личный вклад в развитие отечественной промышленности, внедрение современных технологий в производство, весомые трудовые достижения                                                                 | Директор государственного предприятия «Луцкий ремонтный завод „Мотор“», Волынская область | 13.01.1955—22.09.2018 |
| 283   | 256   |      | Шиман Леонид Николаевич         | 24.08.2013 | Орден Государства — за выдающийся личный вклад в укрепление промышленного потенциала Украины, внедрение высокоэффективных современных технологий производства, многолетний добросовестный труд                                       | Генеральный директор государственного предприятия «Научно-производственное объединение „Павлоградский химический завод“» — главный конструктор ракетных двигателей твёрдого топлива, Днепропетровская область | род. 13.10.1959       |
| 284   | 257   |      | Дейч Борис Давыдович            | 24.08.2013 | Орден Государства — за выдающийся личный вклад в государственное строительство, многолетнюю плодотворную общественно-политическую деятельность, высокий профессионализм                                                              | Народный депутат Украины, г. Киев | 23.08.1938—07.02.2022 |
| 285   | 258   |      | Поважный Станислав Фёдорович    | 24.08.2013 | Орден Государства — за выдающийся личный вклад в развитие национального образования, укрепление научного потенциала Украинского государства, многолетний добросовестный труд                                                         | Ректор Донецкого государственного университета управления в 1992—2007 годах, доктор экономических наук, профессор                                                                                             | 21.01.1938—03.08.2014 |
| 286   | 259   |      | Резникович Михаил Иерухимович   | 24.08.2013 | Орден Государства — за выдающийся личный вклад в обогащение национального культурно-художественного наследия, многолетнюю плодотворную творческую деятельность и высокое профессиональное мастерство                                 | Генеральный директор — художественный руководитель Национального академического театра русской драмы имени Леси Украинки, народный артист Украины, г. Киев                                                    | род. 26.04.1938       |

## 2014 год
Общее число награждённых: 110
| № п/п | № п/п | Фото | Фамилия Имя Отчество              | Дата Указа | Вид награды, Основание присуждения | Род деятельности, должность   | Годы жизни            |
| ----- | ----- | ---- | --------------------------------- | ---------- | --- | ----------------------------- | --------------------- |
| 287   | 28    |      | Кульчицкий Сергей Петрович        | 20.06.2014 | «Золотая Звезда» — за исключительные военные заслуги перед Украинским государством, героизм и самопожертвование, проявленные при защите государственного суверенитета Украины                                                                 | Генерал-майор (посмертно)     | 17.12.1963—29.05.2014 |
| 288   | 29    |      | Могилко Константин Викторович     | 20.06.2014 | «Золотая Звезда» — за исключительное мужество и героизм, несломленность духа в борьбе за независимое Украинское государство, верность военной присяге                                                                                         | Подполковник (посмертно)      | 27.05.1978—06.06.2014 |
| 289   | 30    |      | Сенюк Тарас Михайлович            | 20.06.2014 | «Золотая Звезда» — за исключительное мужество и героизм, проявленные при защите территориальной целостности и независимости Украины, жертвенное служение Украинскому народу                                                                   | Полковник (посмертно)         | 22.06.1980—03.06.2014 |
| 290   | 31    |      | Завада Богдан Алексеевич          | 19.07.2014 | «Золотая Звезда» — за исключительное мужество, героизм и самопожертвование, проявленные при защите государственного суверенитета и территориальной целостности Украинского государства, верность военной присяге                              | Лейтенант (посмертно)         | 26.06.1979—16.07.2014 |
| 291   | 32    |      | Забродский Михаил Витальевич      | 23.08.2014 | «Золотая Звезда» — за личное мужество, самоотверженность и высокий профессионализм, проявленные при защите государственного суверенитета и территориальной целостности Украины                                                                | Полковник                     | род. 24.01.1973       |
| 292   | 33    |      | Зеленский Евгений Александрович   | 23.08.2014 | «Золотая Звезда» — за героизм и самопожертвование, проявленные при защите территориальной целостности Украинского государства, верность военной присяге                                                                                       | Старший лейтенант (посмертно) | 28.01.1991—24.06.2014 |
| 293   | 34    |      | Гордийчук Игорь Владимирович      | 21.10.2014 | «Золотая Звезда» — за исключительное мужество и героизм, проявленные при защите государственного суверенитета и территориальной целостности Украины, верность военной присяге                                                                 | Полковник                     | род. 12.11.1972       |
| 294   | 35    |      | Лужевский Руслан Михайлович       | 03.11.2014 | «Золотая Звезда» — за исключительное мужество, героизм и самопожертвование, проявленные при защите государственного суверенитета и территориальной целостности Украины, верность военной присяге                                              | Майор (посмертно)             | 31.08.1975—05.05.2014 |
| 295   | 36    |      | Аксенин Василий Степанович        | 21.11.2014 | «Золотая Звезда» — за гражданское мужество, патриотизм, героическое отстаивание конституционных основ демократии, прав и свобод человека, самоотверженное служение Украинскому народу, проявленные во время Революции достоинства (посмертно) | Герои Небесной Сотни.         | 04.02.1962—12.03.2014 |
| 296   | 37    |      | Арутюнян Георгий Вагаршакович     | 21.11.2014 | «Золотая Звезда» — за гражданское мужество, патриотизм, героическое отстаивание конституционных основ демократии, прав и свобод человека, самоотверженное служение Украинскому народу, проявленные во время Революции достоинства (посмертно) | Герои Небесной Сотни.         | 04.07.1960—20.02.2014 |
| 297   | 38    |      | Байдовский Сергей Романович       | 21.11.2014 | «Золотая Звезда» — за гражданское мужество, патриотизм, героическое отстаивание конституционных основ демократии, прав и свобод человека, самоотверженное служение Украинскому народу, проявленные во время Революции достоинства (посмертно) | Герои Небесной Сотни.         | 21.08.1990—20.02.2014 |
| 298   | 39    |      | Балюк Александр Александрович     | 21.11.2014 | «Золотая Звезда» — за гражданское мужество, патриотизм, героическое отстаивание конституционных основ демократии, прав и свобод человека, самоотверженное служение Украинскому народу, проявленные во время Революции достоинства (посмертно) | Герои Небесной Сотни.         | 19.03.1974—20.02.2014 |
| 299   | 40    |      | Бачинский Игорь Владимирович      | 21.11.2014 | «Золотая Звезда» — за гражданское мужество, патриотизм, героическое отстаивание конституционных основ демократии, прав и свобод человека, самоотверженное служение Украинскому народу, проявленные во время Революции достоинства (посмертно) | Герои Небесной Сотни.         | 1983—25.02.2014       |
| 300   | 41    |      | Блёк Иван Иванович                | 21.11.2014 | «Золотая Звезда» — за гражданское мужество, патриотизм, героическое отстаивание конституционных основ демократии, прав и свобод человека, самоотверженное служение Украинскому народу, проявленные во время Революции достоинства (посмертно) | Герои Небесной Сотни.         | 21.07.1973—20.02.2014 |
| 301   | 42    |      | Бойков Владимир Васильевич        | 21.11.2014 | «Золотая Звезда» — за гражданское мужество, патриотизм, героическое отстаивание конституционных основ демократии, прав и свобод человека, самоотверженное служение Украинскому народу, проявленные во время Революции достоинства (посмертно) | Герои Небесной Сотни.         | 12.02.1955—19.02.2014 |
| 302   | 43    |      | Бондарев Сергей Анатольевич       | 21.11.2014 | «Золотая Звезда» — за гражданское мужество, патриотизм, героическое отстаивание конституционных основ демократии, прав и свобод человека, самоотверженное служение Украинскому народу, проявленные во время Революции достоинства (посмертно) | Герои Небесной Сотни.         | 24.11.1981—18.02.2014 |
| 303   | 44    |      | Бондарчук Сергей Михайлович       | 21.11.2014 | «Золотая Звезда» — за гражданское мужество, патриотизм, героическое отстаивание конституционных основ демократии, прав и свобод человека, самоотверженное служение Украинскому народу, проявленные во время Революции достоинства (посмертно) | Герои Небесной Сотни.         | 09.09.1961—20.02.2014 |
| 304   | 45    |      | Братушка Алексей Сергеевич        | 21.11.2014 | «Золотая Звезда» — за гражданское мужество, патриотизм, героическое отстаивание конституционных основ демократии, прав и свобод человека, самоотверженное служение Украинскому народу, проявленные во время Революции достоинства (посмертно) | Герои Небесной Сотни.         | 10.04.1975—20.02.2014 |
| 305   | 46    |      | Брезденюк Валерий Александрович   | 21.11.2014 | «Золотая Звезда» — за гражданское мужество, патриотизм, героическое отстаивание конституционных основ демократии, прав и свобод человека, самоотверженное служение Украинскому народу, проявленные во время Революции достоинства (посмертно) | Герои Небесной Сотни.         | 17.06.1963—18.02.2014 |
| 306   | 47    |      | Бура Ольга Васильевна             | 21.11.2014 | «Золотая Звезда» — за гражданское мужество, патриотизм, героическое отстаивание конституционных основ демократии, прав и свобод человека, самоотверженное служение Украинскому народу, проявленные во время Революции достоинства (посмертно) | Герои Небесной Сотни.         | 22.07.1986—10.03.2014 |
| 307   | 48    |      | Вайда Богдан Иванович             | 21.11.2014 | «Золотая Звезда» — за гражданское мужество, патриотизм, героическое отстаивание конституционных основ демократии, прав и свобод человека, самоотверженное служение Украинскому народу, проявленные во время Революции достоинства (посмертно) | Герои Небесной Сотни.         | 28.04.1965—20.02.2014 |
| 308   | 49    |      | Вареница Роман Михайлович         | 21.11.2014 | «Золотая Звезда» — за гражданское мужество, патриотизм, героическое отстаивание конституционных основ демократии, прав и свобод человека, самоотверженное служение Украинскому народу, проявленные во время Революции достоинства (посмертно) | Герои Небесной Сотни.         | 11.12.1978—20.02.2014 |
| 309   | 50    |      | Васильцов Виталий Валерьевич      | 21.11.2014 | «Золотая Звезда» — за гражданское мужество, патриотизм, героическое отстаивание конституционных основ демократии, прав и свобод человека, самоотверженное служение Украинскому народу, проявленные во время Революции достоинства (посмертно) | Герои Небесной Сотни.         | 16.11.1977—18.02.2014 |
| 310   | 51    |      | Вербицкий Юрий Тарасович          | 21.11.2014 | «Золотая Звезда» — за гражданское мужество, патриотизм, героическое отстаивание конституционных основ демократии, прав и свобод человека, самоотверженное служение Украинскому народу, проявленные во время Революции достоинства (посмертно) | Герои Небесной Сотни.         | 25.08.1963—22.01.2014 |
| 311   | 52    |      | Веремий Вячеслав Васильевич       | 21.11.2014 | «Золотая Звезда» — за гражданское мужество, патриотизм, героическое отстаивание конституционных основ демократии, прав и свобод человека, самоотверженное служение Украинскому народу, проявленные во время Революции достоинства (посмертно) | Герои Небесной Сотни.         | 22.02.1980—19.02.2014 |
| 312   | 53    |      | Войтович Назарий Юрьевич          | 21.11.2014 | «Золотая Звезда» — за гражданское мужество, патриотизм, героическое отстаивание конституционных основ демократии, прав и свобод человека, самоотверженное служение Украинскому народу, проявленные во время Революции достоинства (посмертно) | Герои Небесной Сотни.         | 02.06.1996—20.02.2014 |
| 313   | 54    |      | Ворона Вячеслав Николаевич        | 21.11.2014 | «Золотая Звезда» — за гражданское мужество, патриотизм, героическое отстаивание конституционных основ демократии, прав и свобод человека, самоотверженное служение Украинскому народу, проявленные во время Революции достоинства (посмертно) | Герои Небесной Сотни.         | 22.12.1981—09.03.2014 |
| 314   | 55    |      | Гаджа Пётр Миронович              | 21.11.2014 | «Золотая Звезда» — за гражданское мужество, патриотизм, героическое отстаивание конституционных основ демократии, прав и свобод человека, самоотверженное служение Украинскому народу, проявленные во время Революции достоинства (посмертно) | Герои Небесной Сотни.         | 03.07.1966—22.03.2014 |
| 315   | 56    |      | Голоднюк Устим Владимирович       | 21.11.2014 | «Золотая Звезда» — за гражданское мужество, патриотизм, героическое отстаивание конституционных основ демократии, прав и свобод человека, самоотверженное служение Украинскому народу, проявленные во время Революции достоинства (посмертно) | Герои Небесной Сотни.         | 12.08.1994—20.02.2014 |
| 316   | 57    |      | Городнюк Иван Владимирович        | 21.11.2014 | «Золотая Звезда» — за гражданское мужество, патриотизм, героическое отстаивание конституционных основ демократии, прав и свобод человека, самоотверженное служение Украинскому народу, проявленные во время Революции достоинства (посмертно) | Герои Небесной Сотни.         | 02.06.1984—19.02.2014 |
| 317   | 58    |      | Горошишин Максим Максимович       | 21.11.2014 | «Золотая Звезда» — за гражданское мужество, патриотизм, героическое отстаивание конституционных основ демократии, прав и свобод человека, самоотверженное служение Украинскому народу, проявленные во время Революции достоинства (посмертно) | Герои Небесной Сотни.         | 14.04.1989—20.02.2014 |
| 318   | 59    |      | Гриневич Эдуард Михайлович        | 21.11.2014 | «Золотая Звезда» — за гражданское мужество, патриотизм, героическое отстаивание конституционных основ демократии, прав и свобод человека, самоотверженное служение Украинскому народу, проявленные во время Революции достоинства (посмертно) | Герои Небесной Сотни.         | 31.05.1985—20.02.2014 |
| 319   | 60    |      | Гурик Роман Игоревич              | 21.11.2014 | «Золотая Звезда» — за гражданское мужество, патриотизм, героическое отстаивание конституционных основ демократии, прав и свобод человека, самоотверженное служение Украинскому народу, проявленные во время Революции достоинства (посмертно) | Герои Небесной Сотни.         | 02.10.1994—20.02.2014 |
| 320   | 61    |      | Дворянец Антонина Григорьевна     | 21.11.2014 | «Золотая Звезда» — за гражданское мужество, патриотизм, героическое отстаивание конституционных основ демократии, прав и свобод человека, самоотверженное служение Украинскому народу, проявленные во время Революции достоинства (посмертно) | Герои Небесной Сотни.         | 23.03.1952—18.02.2014 |
| 321   | 62    |      | Дзявульский Николай Степанович    | 21.11.2014 | «Золотая Звезда» — за гражданское мужество, патриотизм, героическое отстаивание конституционных основ демократии, прав и свобод человека, самоотверженное служение Украинскому народу, проявленные во время Революции достоинства (посмертно) | Герои Небесной Сотни.         | 01.09.1958—20.02.2014 |
| 322   | 63    |      | Дигдалович Андрей Иванович        | 21.11.2014 | «Золотая Звезда» — за гражданское мужество, патриотизм, героическое отстаивание конституционных основ демократии, прав и свобод человека, самоотверженное служение Украинскому народу, проявленные во время Революции достоинства (посмертно) | Герои Небесной Сотни.         | 03.06.1973—20.02.2014 |
| 323   | 64    |      | Дидыч Сергей Васильевич           | 21.11.2014 | «Золотая Звезда» — за гражданское мужество, патриотизм, героическое отстаивание конституционных основ демократии, прав и свобод человека, самоотверженное служение Украинскому народу, проявленные во время Революции достоинства (посмертно) | Герои Небесной Сотни.         | 03.11.1969—18.02.2014 |
| 324   | 65    |      | Дмитров Игорь Федорович           | 21.11.2014 | «Золотая Звезда» — за гражданское мужество, патриотизм, героическое отстаивание конституционных основ демократии, прав и свобод человека, самоотверженное служение Украинскому народу, проявленные во время Революции достоинства (посмертно) | Герои Небесной Сотни.         | 09.10.1983—20.02.2014 |
| 325   | 66    |      | Жаловага Анатолий Григорьевич     | 21.11.2014 | «Золотая Звезда» — за гражданское мужество, патриотизм, героическое отстаивание конституционных основ демократии, прав и свобод человека, самоотверженное служение Украинскому народу, проявленные во время Революции достоинства (посмертно) | Герои Небесной Сотни.         | 13.03.1980—20.02.2014 |
| 326   | 67    |      | Жеребный Владимир Николаевич      | 21.11.2014 | «Золотая Звезда» — за гражданское мужество, патриотизм, героическое отстаивание конституционных основ демократии, прав и свобод человека, самоотверженное служение Украинскому народу, проявленные во время Революции достоинства (посмертно) | Герои Небесной Сотни.         | 06.10.1985—20.02.2014 |
| 327   | 68    |      | Зайко Яков Яковлевич              | 21.11.2014 | «Золотая Звезда» — за гражданское мужество, патриотизм, героическое отстаивание конституционных основ демократии, прав и свобод человека, самоотверженное служение Украинскому народу, проявленные во время Революции достоинства (посмертно) | Герои Небесной Сотни.         | 04.04.1940—18.02.2014 |
| 328   | 69    |      | Зубенко Владислав Витальевич      | 21.11.2014 | «Золотая Звезда» — за гражданское мужество, патриотизм, героическое отстаивание конституционных основ демократии, прав и свобод человека, самоотверженное служение Украинскому народу, проявленные во время Революции достоинства (посмертно) | Герои Небесной Сотни.         | 22.04.1991—28.02.2014 |
| 329   | 70    |      | Ильков Богдан Иванович            | 21.11.2014 | «Золотая Звезда» — за гражданское мужество, патриотизм, героическое отстаивание конституционных основ демократии, прав и свобод человека, самоотверженное служение Украинскому народу, проявленные во время Революции достоинства (посмертно) | Герои Небесной Сотни.         | 03.07.1962—22.02.2014 |
| 330   | 71    |      | Калиняк Богдан Михайлович         | 21.11.2014 | «Золотая Звезда» — за гражданское мужество, патриотизм, героическое отстаивание конституционных основ демократии, прав и свобод человека, самоотверженное служение Украинскому народу, проявленные во время Революции достоинства (посмертно) | Герои Небесной Сотни.         | 29.01.1961—28.01.2014 |
| 331   | 72    |      | Капинос Александр Анатольевич     | 21.11.2014 | «Золотая Звезда» — за гражданское мужество, патриотизм, героическое отстаивание конституционных основ демократии, прав и свобод человека, самоотверженное служение Украинскому народу, проявленные во время Революции достоинства (посмертно) | Герои Небесной Сотни.         | 10.03.1984—19.02.2014 |
| 332   | 73    |      | Кемский Сергей Александрович      | 21.11.2014 | «Золотая Звезда» — за гражданское мужество, патриотизм, героическое отстаивание конституционных основ демократии, прав и свобод человека, самоотверженное служение Украинскому народу, проявленные во время Революции достоинства (посмертно) | Герои Небесной Сотни.         | 15.11.1981—20.02.2014 |
| 333   | 74    |      | Кищук Владимир Юрьевич            | 21.11.2014 | «Золотая Звезда» — за гражданское мужество, патриотизм, героическое отстаивание конституционных основ демократии, прав и свобод человека, самоотверженное служение Украинскому народу, проявленные во время Революции достоинства (посмертно) | Герои Небесной Сотни.         | 22.02.1956—18.02.2014 |
| 334   | 75    |      | Клитинский Александр Иванович     | 21.11.2014 | «Золотая Звезда» — за гражданское мужество, патриотизм, героическое отстаивание конституционных основ демократии, прав и свобод человека, самоотверженное служение Украинскому народу, проявленные во время Революции достоинства (посмертно) | Герои Небесной Сотни.         | 15.05.1988—18.02.2014 |
| 335   | 76    |      | Корнеев Анатолий Петрович         | 21.11.2014 | «Золотая Звезда» — за гражданское мужество, патриотизм, героическое отстаивание конституционных основ демократии, прав и свобод человека, самоотверженное служение Украинскому народу, проявленные во время Революции достоинства (посмертно) | Герои Небесной Сотни.         | 23.01.1961—20.02.2014 |
| 336   | 77    |      | Корчак Андрей Богданович          | 21.11.2014 | «Золотая Звезда» — за гражданское мужество, патриотизм, героическое отстаивание конституционных основ демократии, прав и свобод человека, самоотверженное служение Украинскому народу, проявленные во время Революции достоинства (посмертно) | Герои Небесной Сотни.         | 18.07.1964—18.02.2014 |
| 337   | 78    |      | Костенко Игорь Игоревич           | 21.11.2014 | «Золотая Звезда» — за гражданское мужество, патриотизм, героическое отстаивание конституционных основ демократии, прав и свобод человека, самоотверженное служение Украинскому народу, проявленные во время Революции достоинства (посмертно) | Герои Небесной Сотни.         | 31.12.1991—20.02.2014 |
| 338   | 79    |      | Костишин Михаил Иосифович         | 21.11.2014 | «Золотая Звезда» — за гражданское мужество, патриотизм, героическое отстаивание конституционных основ демократии, прав и свобод человека, самоотверженное служение Украинскому народу, проявленные во время Революции достоинства (посмертно) | Герои Небесной Сотни.         | 09.04.1971—26.02.2014 |
| 339   | 80    |      | Котляр Евгений Николаевич         | 21.11.2014 | «Золотая Звезда» — за гражданское мужество, патриотизм, героическое отстаивание конституционных основ демократии, прав и свобод человека, самоотверженное служение Украинскому народу, проявленные во время Революции достоинства (посмертно) | Герои Небесной Сотни.         | 14.04.1980—20.02.2014 |
| 340   | 81    |      | Коцюба Виталий Николаевич         | 21.11.2014 | «Золотая Звезда» — за гражданское мужество, патриотизм, героическое отстаивание конституционных основ демократии, прав и свобод человека, самоотверженное служение Украинскому народу, проявленные во время Революции достоинства (посмертно) | Герои Небесной Сотни.         | 07.07.1982—20.02.2014 |
| 341   | 82    |      | Кульчицкий Владимир Станиславович | 21.11.2014 | «Золотая Звезда» — за гражданское мужество, патриотизм, героическое отстаивание конституционных основ демократии, прав и свобод человека, самоотверженное служение Украинскому народу, проявленные во время Революции достоинства (посмертно) | Герои Небесной Сотни.         | 25.07.1949—18.02.2014 |
| 342   | 83    |      | Мазур Артём Анатольевич           | 21.11.2014 | «Золотая Звезда» — за гражданское мужество, патриотизм, героическое отстаивание конституционных основ демократии, прав и свобод человека, самоотверженное служение Украинскому народу, проявленные во время Революции достоинства (посмертно) | Герои Небесной Сотни.         | 06.08.1987—03.03.2014 |
| 343   | 84    |      | Мазуренко Павел Анатольевич       | 21.11.2014 | «Золотая Звезда» — за гражданское мужество, патриотизм, героическое отстаивание конституционных основ демократии, прав и свобод человека, самоотверженное служение Украинскому народу, проявленные во время Революции достоинства (посмертно) | Герои Небесной Сотни.         | 02.12.1971—21.12.2013 |
| 344   | 85    |      | Максимов Дмитрий Вячеславович     | 21.11.2014 | «Золотая Звезда» — за гражданское мужество, патриотизм, героическое отстаивание конституционных основ демократии, прав и свобод человека, самоотверженное служение Украинскому народу, проявленные во время Революции достоинства (посмертно) | Герои Небесной Сотни.         | 17.12.1994—19.02.2014 |
| 345   | 86    |      | Мельничук Владимир Валерьевич     | 21.11.2014 | «Золотая Звезда» — за гражданское мужество, патриотизм, героическое отстаивание конституционных основ демократии, прав и свобод человека, самоотверженное служение Украинскому народу, проявленные во время Революции достоинства (посмертно) | Герои Небесной Сотни.         | 22.08.1974—20.02.2014 |
| 346   | 87    |      | Мовчан Андрей Сергеевич           | 21.11.2014 | «Золотая Звезда» — за гражданское мужество, патриотизм, героическое отстаивание конституционных основ демократии, прав и свобод человека, самоотверженное служение Украинскому народу, проявленные во время Революции достоинства (посмертно) | Герои Небесной Сотни.         | 17.01.1980—20.02.2014 |
| 347   | 88    |      | Мойсей Василий Михайлович         | 21.11.2014 | «Золотая Звезда» — за гражданское мужество, патриотизм, героическое отстаивание конституционных основ демократии, прав и свобод человека, самоотверженное служение Украинскому народу, проявленные во время Революции достоинства (посмертно) | Герои Небесной Сотни.         | 23.03.1992—20.02.2014 |
| 348   | 89    |      | Наконечный Иван Максимович        | 21.11.2014 | «Золотая Звезда» — за гражданское мужество, патриотизм, героическое отстаивание конституционных основ демократии, прав и свобод человека, самоотверженное служение Украинскому народу, проявленные во время Революции достоинства (посмертно) | Герои Небесной Сотни.         | 18.10.1931—07.03.2014 |
| 349   | 90    |      | Наумов Владимир Григорьевич       | 21.11.2014 | «Золотая Звезда» — за гражданское мужество, патриотизм, героическое отстаивание конституционных основ демократии, прав и свобод человека, самоотверженное служение Украинскому народу, проявленные во время Революции достоинства (посмертно) | Герои Небесной Сотни.         | 09.03.1970—18.02.2014 |
| 350   | 91    |      | Нечипоренко Анатолий Ильич        | 21.11.2014 | «Золотая Звезда» — за гражданское мужество, патриотизм, героическое отстаивание конституционных основ демократии, прав и свобод человека, самоотверженное служение Украинскому народу, проявленные во время Революции достоинства (посмертно) | Герои Небесной Сотни.         | 01.09.1941—11.04.2014 |
| 351   | 92    |      | Нигоян Сергей Гагикович           | 21.11.2014 | «Золотая Звезда» — за гражданское мужество, патриотизм, героическое отстаивание конституционных основ демократии, прав и свобод человека, самоотверженное служение Украинскому народу, проявленные во время Революции достоинства (посмертно) | Герои Небесной Сотни.         | 02.08.1993—22.01.2014 |
| 352   | 93    |      | Опанасюк Валерий Адамович         | 21.11.2014 | «Золотая Звезда» — за гражданское мужество, патриотизм, героическое отстаивание конституционных основ демократии, прав и свобод человека, самоотверженное служение Украинскому народу, проявленные во время Революции достоинства (посмертно) | Герои Небесной Сотни.         | 20.05.1971—20.02.2014 |
| 353   | 94    |      | Пагор Дмитрий Алексеевич          | 21.11.2014 | «Золотая Звезда» — за гражданское мужество, патриотизм, героическое отстаивание конституционных основ демократии, прав и свобод человека, самоотверженное служение Украинскому народу, проявленные во время Революции достоинства (посмертно) | Герои Небесной Сотни.         | 10.04.1992—19.02.2014 |
| 354   | 95    |      | Пантелеев Иван Николаевич         | 21.11.2014 | «Золотая Звезда» — за гражданское мужество, патриотизм, героическое отстаивание конституционных основ демократии, прав и свобод человека, самоотверженное служение Украинскому народу, проявленные во время Революции достоинства (посмертно) | Герои Небесной Сотни.         | 01.12.1981—20.02.2014 |
| 355   | 96    |      | Паньков Николай Александрович     | 21.11.2014 | «Золотая Звезда» — за гражданское мужество, патриотизм, героическое отстаивание конституционных основ демократии, прав и свобод человека, самоотверженное служение Украинскому народу, проявленные во время Революции достоинства (посмертно) | Герои Небесной Сотни.         | 06.02.1975—20.02.2014 |
| 356   | 97    |      | Паращук Юрий Григорьевич          | 21.11.2014 | «Золотая Звезда» — за гражданское мужество, патриотизм, героическое отстаивание конституционных основ демократии, прав и свобод человека, самоотверженное служение Украинскому народу, проявленные во время Революции достоинства (посмертно) | Герои Небесной Сотни.         | 01.07.1966—20.02.2014 |
| 357   | 98    |      | Пасхалин Юрий Александрович       | 21.11.2014 | «Золотая Звезда» — за гражданское мужество, патриотизм, героическое отстаивание конституционных основ демократии, прав и свобод человека, самоотверженное служение Украинскому народу, проявленные во время Революции достоинства (посмертно) | Герои Небесной Сотни.         | 18.01.1984—19.02.2014 |
| 358   | 99    |      | Пехенько Игорь Александрович      | 21.11.2014 | «Золотая Звезда» — за гражданское мужество, патриотизм, героическое отстаивание конституционных основ демократии, прав и свобод человека, самоотверженное служение Украинскому народу, проявленные во время Революции достоинства (посмертно) | Герои Небесной Сотни.         | 17.08.1970—20.02.2014 |
| 359   | 100   |      | Плеханов Александр Викторович     | 21.11.2014 | «Золотая Звезда» — за гражданское мужество, патриотизм, героическое отстаивание конституционных основ демократии, прав и свобод человека, самоотверженное служение Украинскому народу, проявленные во время Революции достоинства (посмертно) | Герои Небесной Сотни.         | 07.03.1991—18.02.2014 |
| 360   | 101   |      | Подригун Александр Владимирович   | 21.11.2014 | «Золотая Звезда» — за гражданское мужество, патриотизм, героическое отстаивание конституционных основ демократии, прав и свобод человека, самоотверженное служение Украинскому народу, проявленные во время Революции достоинства (посмертно) | Герои Небесной Сотни.         | 23.01.1972—23.02.2014 |
| 361   | 102   |      | Позняк Андрей Анатольевич         | 21.11.2014 | «Золотая Звезда» — за гражданское мужество, патриотизм, героическое отстаивание конституционных основ демократии, прав и свобод человека, самоотверженное служение Украинскому народу, проявленные во время Революции достоинства (посмертно) | Герои Небесной Сотни.         | 30.04.1988—03.03.2014 |
| 362   | 103   |      | Полянский Леонид Петрович         | 21.11.2014 | «Золотая Звезда» — за гражданское мужество, патриотизм, героическое отстаивание конституционных основ демократии, прав и свобод человека, самоотверженное служение Украинскому народу, проявленные во время Революции достоинства (посмертно) | Герои Небесной Сотни.         | 24.10.1975—20.02.2014 |
| 363   | 104   |      | Прохорский Василий Петрович       | 21.11.2014 | «Золотая Звезда» — за гражданское мужество, патриотизм, героическое отстаивание конституционных основ демократии, прав и свобод человека, самоотверженное служение Украинскому народу, проявленные во время Революции достоинства (посмертно) | Герои Небесной Сотни.         | 04.05.1980—18.02.2014 |
| 364   | 105   |      | Прохорчук Виктор Александрович    | 21.11.2014 | «Золотая Звезда» — за гражданское мужество, патриотизм, героическое отстаивание конституционных основ демократии, прав и свобод человека, самоотверженное служение Украинскому народу, проявленные во время Революции достоинства (посмертно) | Герои Небесной Сотни.         | 25.05.1975—18.02.2014 |
| 365   | 106   |      | Саенко Андрей Степанович          | 21.11.2014 | «Золотая Звезда» — за гражданское мужество, патриотизм, героическое отстаивание конституционных основ демократии, прав и свобод человека, самоотверженное служение Украинскому народу, проявленные во время Революции достоинства (посмертно) | Герои Небесной Сотни.         | 26.10.1962—20.02.2014 |
| 366   | 107   |      | Сеник Роман Фёдорович             | 21.11.2014 | «Золотая Звезда» — за гражданское мужество, патриотизм, героическое отстаивание конституционных основ демократии, прав и свобод человека, самоотверженное служение Украинскому народу, проявленные во время Революции достоинства (посмертно) | Герои Небесной Сотни.         | 26.07.1968—25.01.2014 |
| 367   | 108   |      | Сергиенко Василий Николаевич      | 21.11.2014 | «Золотая Звезда» — за гражданское мужество, патриотизм, героическое отстаивание конституционных основ демократии, прав и свобод человека, самоотверженное служение Украинскому народу, проявленные во время Революции достоинства (посмертно) | Герои Небесной Сотни.         | 23.04.1956—04.04.2014 |
| 368   | 109   |      | Сердюк Игорь Николаевич           | 21.11.2014 | «Золотая Звезда» — за гражданское мужество, патриотизм, героическое отстаивание конституционных основ демократии, прав и свобод человека, самоотверженное служение Украинскому народу, проявленные во время Революции достоинства (посмертно) | Герои Небесной Сотни.         | 03.11.1969—18.02.2014 |
| 369   | 110   |      | Сидорчук Юрий Владимирович        | 21.11.2014 | «Золотая Звезда» — за гражданское мужество, патриотизм, героическое отстаивание конституционных основ демократии, прав и свобод человека, самоотверженное служение Украинскому народу, проявленные во время Революции достоинства (посмертно) | Герои Небесной Сотни.         | 02.05.1961—28.06.2014 |
| 370   | 111   |      | Синенко Сергей Петрович           | 21.11.2014 | «Золотая Звезда» — за гражданское мужество, патриотизм, героическое отстаивание конституционных основ демократии, прав и свобод человека, самоотверженное служение Украинскому народу, проявленные во время Революции достоинства (посмертно) | Герои Небесной Сотни.         | 05.03.1978—13.02.2014 |
| 371   | 112   |      | Слободян Тарас Игоревич           | 21.11.2014 | «Золотая Звезда» — за гражданское мужество, патриотизм, героическое отстаивание конституционных основ демократии, прав и свобод человека, самоотверженное служение Украинскому народу, проявленные во время Революции достоинства (посмертно) | Герои Небесной Сотни.         | 10.12.1982—?          |
| 372   | 113   |      | Смоленский Виталий Витальевич     | 21.11.2014 | «Золотая Звезда» — за гражданское мужество, патриотизм, героическое отстаивание конституционных основ демократии, прав и свобод человека, самоотверженное служение Украинскому народу, проявленные во время Революции достоинства (посмертно) | Герои Небесной Сотни.         | 05.10.1984—20.02.2014 |
| 373   | 114   |      | Сольчаник Богдан Зиновьевич       | 21.11.2014 | «Золотая Звезда» — за гражданское мужество, патриотизм, героическое отстаивание конституционных основ демократии, прав и свобод человека, самоотверженное служение Украинскому народу, проявленные во время Революции достоинства (посмертно) | Герои Небесной Сотни.         | 25.07.1985—20.02.2014 |
| 374   | 115   |      | Тарасюк Иван Николаевич           | 21.11.2014 | «Золотая Звезда» — за гражданское мужество, патриотизм, героическое отстаивание конституционных основ демократии, прав и свобод человека, самоотверженное служение Украинскому народу, проявленные во время Революции достоинства (посмертно) | Герои Небесной Сотни.         | 28.01.1993—20.02.2014 |
| 375   | 116   |      | Ткачук Игорь Михайлович           | 21.11.2014 | «Золотая Звезда» — за гражданское мужество, патриотизм, героическое отстаивание конституционных основ демократии, прав и свобод человека, самоотверженное служение Украинскому народу, проявленные во время Революции достоинства (посмертно) | Герои Небесной Сотни.         | 01.09.1975—20.02.2014 |
| 376   | 117   |      | Топий Владимир Петрович           | 21.11.2014 | «Золотая Звезда» — за гражданское мужество, патриотизм, героическое отстаивание конституционных основ демократии, прав и свобод человека, самоотверженное служение Украинскому народу, проявленные во время Революции достоинства (посмертно) | Герои Небесной Сотни.         | 26.04.1955—18.02.2014 |
| 377   | 118   |      | Точин Роман Петрович              | 21.11.2014 | «Золотая Звезда» — за гражданское мужество, патриотизм, героическое отстаивание конституционных основ демократии, прав и свобод человека, самоотверженное служение Украинскому народу, проявленные во время Революции достоинства (посмертно) | Герои Небесной Сотни.         | 06.08.1970—20.02.2014 |
| 378   | 119   |      | Ушневич Олег Михайлович           | 21.11.2014 | «Золотая Звезда» — за гражданское мужество, патриотизм, героическое отстаивание конституционных основ демократии, прав и свобод человека, самоотверженное служение Украинскому народу, проявленные во время Революции достоинства (посмертно) | Герои Небесной Сотни.         | 20.06.1982—20.02.2014 |
| 379   | 120   |      | Хомяк Виктор Борисович            | 21.11.2014 | «Золотая Звезда» — за гражданское мужество, патриотизм, героическое отстаивание конституционных основ демократии, прав и свобод человека, самоотверженное служение Украинскому народу, проявленные во время Революции достоинства (посмертно) | Герои Небесной Сотни.         | 20.02.1958—27.01.2014 |
| 380   | 121   |      | Храпаченко Александр Владимирович | 21.11.2014 | «Золотая Звезда» — за гражданское мужество, патриотизм, героическое отстаивание конституционных основ демократии, прав и свобод человека, самоотверженное служение Украинскому народу, проявленные во время Революции достоинства (посмертно) | Герои Небесной Сотни.         | 18.09.1987—20.02.2014 |
| 381   | 122   |      | Царёк Александр Николаевич        | 21.11.2014 | «Золотая Звезда» — за гражданское мужество, патриотизм, героическое отстаивание конституционных основ демократии, прав и свобод человека, самоотверженное служение Украинскому народу, проявленные во время Революции достоинства (посмертно) | Герои Небесной Сотни.         | 02.01.1959—20.02.2014 |
| 382   | 123   |      | Цепун Андрей Михайлович           | 21.11.2014 | «Золотая Звезда» — за гражданское мужество, патриотизм, героическое отстаивание конституционных основ демократии, прав и свобод человека, самоотверженное служение Украинскому народу, проявленные во время Революции достоинства (посмертно) | Герои Небесной Сотни.         | 14.10.1978—21.02.2014 |
| 383   | 124   |      | Чаплинский Владимир Владимирович  | 21.11.2014 | «Золотая Звезда» — за гражданское мужество, патриотизм, героическое отстаивание конституционных основ демократии, прав и свобод человека, самоотверженное служение Украинскому народу, проявленные во время Революции достоинства (посмертно) | Герои Небесной Сотни.         | 13.01.1970—20.02.2014 |
| 384   | 125   |      | Черненко Андрей Николаевич        | 21.11.2014 | «Золотая Звезда» — за гражданское мужество, патриотизм, героическое отстаивание конституционных основ демократии, прав и свобод человека, самоотверженное служение Украинскому народу, проявленные во время Революции достоинства (посмертно) | Герои Небесной Сотни.         | 09.12.1978—18.02.2014 |
| 385   | 126   |      | Чернец Виктор Григорьевич         | 21.11.2014 | «Золотая Звезда» — за гражданское мужество, патриотизм, героическое отстаивание конституционных основ демократии, прав и свобод человека, самоотверженное служение Украинскому народу, проявленные во время Революции достоинства (посмертно) | Герои Небесной Сотни.         | 27.05.1977—19.02.2014 |
| 386   | 127   |      | Чмиленко Виктор Иванович          | 21.11.2014 | «Золотая Звезда» — за гражданское мужество, патриотизм, героическое отстаивание конституционных основ демократии, прав и свобод человека, самоотверженное служение Украинскому народу, проявленные во время Революции достоинства (посмертно) | Герои Небесной Сотни.         | 04.02.1961—20.02.2014 |
| 387   | 128   |      | Шаповал Сергей Борисович          | 21.11.2014 | «Золотая Звезда» — за гражданское мужество, патриотизм, героическое отстаивание конституционных основ демократии, прав и свобод человека, самоотверженное служение Украинскому народу, проявленные во время Революции достоинства (посмертно) | Герои Небесной Сотни.         | 05.06.1969—18.02.2014 |
| 388   | 129   |      | Швец Виктор Николаевич            | 21.11.2014 | «Золотая Звезда» — за гражданское мужество, патриотизм, героическое отстаивание конституционных основ демократии, прав и свобод человека, самоотверженное служение Украинскому народу, проявленные во время Революции достоинства (посмертно) | Герои Небесной Сотни.         | 08.10.1955—19.02.2014 |
| 389   | 130   |      | Шеремет Людмила Александровна     | 21.11.2014 | «Золотая Звезда» — за гражданское мужество, патриотизм, героическое отстаивание конституционных основ демократии, прав и свобод человека, самоотверженное служение Украинскому народу, проявленные во время Революции достоинства (посмертно) | Герои Небесной Сотни.         | 12.01.1943—22.02.2014 |
| 390   | 131   |      | Шеремет Василий Александрович     | 21.11.2014 | «Золотая Звезда» — за гражданское мужество, патриотизм, героическое отстаивание конституционных основ демократии, прав и свобод человека, самоотверженное служение Украинскому народу, проявленные во время Революции достоинства (посмертно) | Герои Небесной Сотни.         | 21.03.1949—07.03.2014 |
| 391   | 132   |      | Шиллинг Иосиф Михайлович          | 21.11.2014 | «Золотая Звезда» — за гражданское мужество, патриотизм, героическое отстаивание конституционных основ демократии, прав и свобод человека, самоотверженное служение Украинскому народу, проявленные во время Революции достоинства (посмертно) | Герои Небесной Сотни.         | 14.03.1952—20.02.2014 |
| 392   | 133   |      | Шимко Максим Николаевич           | 21.11.2014 | «Золотая Звезда» — за гражданское мужество, патриотизм, героическое отстаивание конституционных основ демократии, прав и свобод человека, самоотверженное служение Украинскому народу, проявленные во время Революции достоинства (посмертно) | Герои Небесной Сотни.         | 21.10.1979—20.02.2014 |
| 393   | 134   |      | Щербанюк Александр Николаевич     | 21.11.2014 | «Золотая Звезда» — за гражданское мужество, патриотизм, героическое отстаивание конституционных основ демократии, прав и свобод человека, самоотверженное служение Украинскому народу, проявленные во время Революции достоинства (посмертно) | Герои Небесной Сотни.         | 02.01.1968—20.02.2014 |
| 394   | 135   |      | Кривоносов Сергей Сергеевич       | 04.12.2014 | «Золотая Звезда» — за исключительное мужество и самопожертвование, проявленные при защите государственного суверенитета и территориальной целостности Украины                                                                                 | Майор (посмертно)             | 26.06.1978—04.08.2014 |
| 395   | 136   |      | Майборода Дмитрий Александрович   | 04.12.2014 | «Золотая Звезда» — за исключительное мужество и самопожертвование, проявленные при защите государственного суверенитета и территориальной целостности Украинского государства, верность военной присяге                                       | Майор (посмертно)             | 17.04.1980—14.07.2014 |
| 396   | 137   |      | Петраковский Александр Петрович   | 04.12.2014 | «Золотая Звезда» — за исключительное мужество, героизм и стойкость духа, проявленные при защите государственного суверенитета и территориальной целостности Украины                                                                           | Майор                         | 04.06.1988—29.08.2021 |

## 2015 год
Общее число награждённых: 21
| № п/п | № п/п | Фото | Фамилия Имя Отчество             | Дата Указа | Вид награды, Основание присуждения | Род деятельности, должность   | Годы жизни            |
| ----- | ----- | ---- | -------------------------------- | ---------- | --- | ----------------------------- | --------------------- |
| 397   | 138   |      | Анищенко Александр Григорьевич   | 02.01.2015 | «Золотая Звезда» — за исключительное мужество, героизм и самопожертвование, проявленные при защите государственного суверенитета и территориальной целостности Украины, верность военной присяге                                              | Полковник (посмертно)         | 17.12.1969—05.05.2014 |
| 398   | 139   |      | Герасименко Игорь Леонидович     | 12.02.2015 | «Золотая Звезда» — за исключительное личное мужество и героизм, проявленные при защите государственного суверенитета и территориальной целостности Украины, самоотверженное служение Украинскому народу                                       | Майор                         | род. 05.01.1984       |
| 399   | 140   |      | Трепак Александр Сергеевич       | 12.02.2015 | «Золотая Звезда» — за личное мужество, героизм и высокий профессионализм, проявленные при защите государственного суверенитета и территориальной целостности Украины, самоотверженное служение Украинскому народу                             | Полковник                     | род. 15.09.1976       |
| 400   | 141   |      | Шаптала Сергей Александрович     | 18.02.2015 | «Золотая Звезда» — за личное мужество, героизм и высокий профессионализм, проявленные при защите государственного суверенитета и территориальной целостности Украины, самоотверженное служение Украинскому народу                             | Полковник                     | род. 05.02.1973       |
| 401   | 142   |      | Бадера Александр Николаевич      | 20.02.2015 | «Золотая Звезда» — за гражданское мужество, патриотизм, героическое отстаивание конституционных основ демократии, прав и свобод человека, самоотверженное служение Украинскому народу, проявленные во время Революции достоинства (посмертно) | [ прим 10 ]                   | 01.01.1948—28.01.2014 |
| 402   | 143   |      | Дяковский Юрий Иванович          | 20.02.2015 | «Золотая Звезда» — за гражданское мужество, патриотизм, героическое отстаивание конституционных основ демократии, прав и свобод человека, самоотверженное служение Украинскому народу, проявленные во время Революции достоинства (посмертно) | [ прим 10 ]                   | 27.02.1989—18.04.2014 |
| 403   | 144   |      | Поправка Юрий Юрьевич            | 20.02.2015 | «Золотая Звезда» — за гражданское мужество, патриотизм, героическое отстаивание конституционных основ демократии, прав и свобод человека, самоотверженное служение Украинскому народу, проявленные во время Революции достоинства (посмертно) | [ прим 10 ]                   | 11.09.1995—18.04.2014 |
| 404   | 145   |      | Рыбак Владимир Иванович          | 20.02.2015 | «Золотая Звезда» — за гражданское мужество, патриотизм, героическое отстаивание конституционных основ демократии, прав и свобод человека, самоотверженное служение Украинскому народу, проявленные во время Революции достоинства (посмертно) | [ прим 10 ]                   | 30.11.1971—21.04.2014 |
| 405   | 146   |      | Чернявский Дмитрий Александрович | 20.02.2015 | «Золотая Звезда» — за гражданское мужество, патриотизм, героическое отстаивание конституционных основ демократии, прав и свобод человека, самоотверженное служение Украинскому народу, проявленные во время Революции достоинства (посмертно) | [ прим 10 ]                   | 05.03.1992—13.03.2014 |
| 406   | 147   |      | Савченко Надежда Викторовна      | 02.03.2015 | «Золотая Звезда» — за несокрушимость воли, гражданское мужество, жертвенное служение Украинскому народу | [ прим 10 ]                   | род. 11.05.1981       |
| 407   | 148   |      | Зубанич Василий Иванович         | 23.03.2015 | «Золотая Звезда» — за исключительное личное мужество и героизм, проявленные при защите государственного суверенитета и территориальной целостности Украины                                                                                    | Подполковник                  | род. 09.02.1983       |
| 408   | 149   |      | Собко Сергей Станиславович       | 23.03.2015 | «Золотая Звезда» — за личное мужество, самоотверженность и высокий профессионализм, проявленные при защите государственного суверенитета и территориальной целостности Украины                                                                | Подполковник                  | род. 11.07.1984       |
| 409   | 150   |      | Порхун Александр Владимирович    | 23.03.2015 | «Золотая Звезда» — за исключительное личное мужество и героизм, проявленные при защите государственного суверенитета и территориальной целостности Украины, самоотверженное служение Украинскому народу                                       | Майор                         | род. 21.01.1987       |
| 410   | 151   |      | Гринюк Владимир Владимирович     | 23.03.2015 | «Золотая Звезда» — за исключительное мужество, героизм и стойкость духа, проявленные при защите государственного суверенитета и территориальной целостности Украины                                                                           | Старший лейтенант             | род. 14.10.1986       |
| 411   | 152   |      | Коваленко Юрий Викторович        | 31.03.2015 | «Золотая Звезда» — за исключительное мужество, героизм и самопожертвование, проявленные при защите государственного суверенитета и территориальной целостности Украинского государства, верность военной присяге                              | Подполковник (посмертно)      | 16.07.1977—15.07.2014 |
| 412   | 153   |      | Зубков Иван Иванович             | 09.06.2015 | «Золотая Звезда» — за исключительное мужество, героизм и самопожертвование, проявленные при защите государственного суверенитета и территориальной целостности Украинского государства, верность военной присяге                              | Старший лейтенант (посмертно) | 01.11.1973—20.01.2015 |
| 413   | 154   |      | Михнюк Олег Иванович             | 21.08.2015 | «Золотая Звезда» — за исключительное мужество, героизм и самопожертвование, проявленные при защите государственного суверенитета и территориальной целостности Украины, верность военной присяге                                              | Старший сержант (посмертно)   | 27.10.1965—20.08.2014 |
| 414   | 155   |      | Зиныч Игорь Викторович           | 14.10.2015 | «Золотая Звезда» — за исключительное мужество, героизм и стойкость духа, проявленные при защите государственного суверенитета и территориальной целостности Украины, жертвенное служение Украинскому народу                                   | Младший сержант (посмертно)   | 06.09.1989—20.01.2015 |
| 415   | 156   |      | Божок Василий Николаевич         | 14.10.2015 | «Золотая Звезда» — за личное мужество и героизм, проявленные при защите государственного суверенитета и территориальной целостности Украины, самоотверженное служение украинскому народу                                                      | Старший лейтенант             | род. 01.01.1991       |
| 416   | 157   |      | Межевикин Евгений Николаевич     | 14.10.2015 | «Золотая Звезда» — за личное мужество и героизм, проявленные при защите государственного суверенитета и территориальной целостности Украинского государства, верность военной присяге                                                         | Майор                         | род. 21.05.1982       |
| 417   | 158   |      | Цымбал Сергей Владимирович       | 13.11.2015 | «Золотая Звезда» — за исключительное личное мужество, героизм и самопожертвование, проявленные при защите государственного суверенитета и территориальной целостности Украины, верность военной присяге                                       | Солдат (посмертно)            | 26.02.1986—07.10.2014 |

## 2016 год
Общее число награждённых: 12
| № п/п | № п/п | Фото | Фамилия Имя Отчество          | Дата Указа | Вид награды, Основание присуждения | Род деятельности, должность                        | Годы жизни            |
| ----- | ----- | ---- | ----------------------------- | ---------- | --- | -------------------------------------------------- | --------------------- |
| 418   | 159   |      | Орленко Виктор Николаевич     | 17.02.2016 | «Золотая Звезда» — за гражданское мужество, патриотизм, героическое отстаивание конституционных основ демократии, прав и свобод человека, самоотверженное служение Украинскому народу, проявленные во время Революции Достоинства                               | (посмертно)                                        | 08.03.1961—03.06.2015 |
| 419   | 160   |      | Семёнов Вячеслав Анатольевич  | 11.03.2016 | «Золотая Звезда» — за исключительное личное мужество и героизм, проявленные при защите государственного суверенитета и территориальной целостности Украины, верность военной присяге                                                                            | Старший лейтенант (посмертно)                      | 23.07.1969—17.02.2015 |
| 420   | 161   |      | Ковальчук Андрей Трофимович   | 23.08.2016 | «Золотая Звезда» — за личное мужество, героизм и высокий профессионализм, проявленные при защите государственного суверенитета и территориальной целостности Украины, самоотверженное служение Украинскому народу                                               | Полковник                                          | род. 28.04.1974       |
| 421   | 162   |      | Чибинеев Валерий Викторович   | 23.08.2016 | «Золотая Звезда» — за мужество, героизм и высокий профессионализм, проявленные при защите государственного суверенитета и территориальной целостности Украины, верность военной присяге                                                                         | Капитан                                            | 03.03.1988—03.03.2022 |
| 422   | 163   |      | Брановицкий Игорь Евгеньевич  | 23.08.2016 | «Золотая Звезда» — за исключительное личное мужество, героизм и самопожертвование, проявленные при защите государственного суверенитета и территориальной целостности Украины, верность военной присяге                                                         | Солдат (посмертно)                                 | 25.04.1976—21.01.2015 |
| 423   | 164   |      | Колодий Сергей Владимирович   | 23.08.2016 | «Золотая Звезда» — за личное мужество, героизм, верность военной присяге, проявленные при защите государственного суверенитета и территориальной целостности Украины                                                                                            | Капитан (посмертно)                                | 04.02.1981—28.09.2014 |
| 424   | 165   |      | Лавренко Александр Николаевич | 09.09.2016 | «Золотая Звезда» — за исключительное мужество, героизм и самопожертвование, проявленные при защите государственного суверенитета и территориальной целостности Украины, верность военной присяге                                                                | Капитан (посмертно)                                | 09.03.1983—21.07.2014 |
| 425   | 166   |      | Гарматий Владимир Михайлович  | 13.10.2016 | «Золотая Звезда» — за исключительное мужество и героизм, проявленные при защите государственного суверенитета и территориальной целостности Украины, верность военной присяге                                                                                   | Младший лейтенант (посмертно)                      | 04.08.1992—26.07.2014 |
| 426   | 167   |      | Ткачук Андрей Сергеевич       | 13.10.2016 | «Золотая Звезда» — за мужество и героизм, проявленные при защите государственного суверенитета и территориальной целостности Украины, самоотверженное служение Украинскому народу                                                                               | Майор                                              | род. 21.08.1986       |
| 427   | 168   |      | Снитко Андрей Владимирович    | 21.11.2016 | «Золотая Звезда» — за личное мужество и героизм, проявленные при защите государственного суверенитета и территориальной целостности Украины, самоотверженное служение Украинскому народу                                                                        | Участник антитеррористической операции (посмертно) | 25.01.1996—20.08.2014 |
| 428   | 169   |      | Табала Сергей Александрович   | 21.11.2016 | «Золотая Звезда» — за личное мужество, героическое отстаивание прав и свобод человека, самоотверженное служение Украинскому народу, проявленные во время Революции достоинства и при защите государственного суверенитета и территориальной целостности Украины | (посмертно)                                        | 16.12.1995—06.11.2014 |
| 429   | 170   |      | Яровой Никита Александрович   | 30.12.2016 | «Золотая Звезда» — за исключительное мужество и героизм, проявленные при защите государственного суверенитета и территориальной целостности Украины, верность военной присяге                                                                                   | Лейтенант (посмертно)                              | 02.02.1995—18.12.2016 |

## 2017 год
Общее число награждённых: 10
| № п/п | № п/п | Фото | Фамилия Имя Отчество          | Дата Указа | Вид награды, Основание присуждения | Род деятельности, должность                        | Годы жизни            |
| ----- | ----- | ---- | ----------------------------- | ---------- | --- | -------------------------------------------------- | --------------------- |
| 430   | 171   |      | Жемчугов Владимир Павлович    | 21.01.2017 | «Золотая Звезда» — за личное мужество и героизм, несокрушимость духа, проявленные при защите государственного суверенитета и территориальной целостности Украины, самоотверженное служение Украинскому народу                                                           | [ прим 10 ]                                        | род. 07.09.1970       |
| 431   | 172   |      | Кизило Андрей Александрович   | 01.02.2017 | «Золотая Звезда» — за исключительное мужество и героизм, проявленные при защите государственного суверенитета и территориальной целостности Украины, самоотверженное служение народу Украины                                                                            | Капитан (посмертно)                                | 02.05.1993—29.01.2017 |
| 432   | 173   |      | Слипак Василий Ярославович    | 20.02.2017 | «Золотая Звезда» — за исключительное мужество и героизм, проявленные при защите государственного суверенитета и территориальной целостности Украины, самоотверженное служение народу Украины                                                                            | Участник антитеррористической операции (посмертно) | 20.12.1974—29.06.2016 |
| 433   | 174   |      | Тельнов Евгений Львович       | 27.03.2017 | «Золотая Звезда» — за исключительное мужество и героизм, проявленные при защите государственного суверенитета и территориальной целостности Украины, верность военной присяге                                                                                           | Солдат (посмертно)                                 | 20.11.1961—15.02.2015 |
| 434   | 175   |      | Аметов Решат Мидатович        | 18.05.2017 | «Золотая Звезда» — за гражданское мужество, героизм и самопожертвование, проявленные при защите государственного суверенитета и территориальной целостности Украины во время акций протеста против оккупации Российской Федерацией Крымского полуострова (посмертно)    | [ прим 10 ]                                        | 24.01.1975—15.03.2014 |
| 435   | 176   |      | Жизневский Михаил Михайлович  | 13.06.2017 | «Золотая Звезда» — за личное мужество и героическое отстаивание основ демократии, прав и свобод человека, самоотверженное служение Украинскому народу, проявленные во время Революции достоинства (посмертно)                                                           | [ прим 10 ]                                        | 26.01.1988—22.01.2014 |
| 436   | 177   |      | Лоскот Евгений Александрович  | 23.08.2017 | «Золотая Звезда» — за исключительное мужество, героизм и самопожертвование, проявленные при защите государственного суверенитета и территориальной целостности Украины, верность военной присяге                                                                        | Капитан (посмертно)                                | 22.05.1983—07.09.2014 |
| 437   | 178   |      | Тарасюк Василий Александрович | 23.08.2017 | «Золотая Звезда» — за личное мужество и героизм, проявленные при защите государственного суверенитета и территориальной целостности Украины, самоотверженное служение Украинскому народу                                                                                | Лейтенант                                          | род. 14.01.1994       |
| 438   | 179   |      | Шаповал Максим Михайлович     | 07.09.2017 | «Золотая Звезда» — за мужество и героизм, проявленные при защите государственного суверенитета и территориальной целостности Украины, значительный личный вклад в укрепление обороноспособности и безопасности государства, самоотверженное служение Украинскому народу | Генерал-майор (посмертно)                          | 06.07.1978—27.06.2017 |
| 439   | 180   |      | Капуш Александр Васильевич    | 12.10.2017 | «Золотая Звезда» — за исключительное мужество и героизм, проявленные при защите государственного суверенитета и территориальной целостности Украины, верность военной присяге                                                                                           | Старший солдат (посмертно)                         | 27.07.1991—06.02.2015 |

## 2018 год
Общее число награждённых: 4
| № п/п | № п/п | Фото | Фамилия Имя Отчество        | Дата Указа | Вид награды, Основание присуждения | Род деятельности, должность | Годы жизни            |
| ----- | ----- | ---- | --------------------------- | ---------- | --- | --------------------------- | --------------------- |
| 440   | 181   |      | Пикус Евгений Михайлович    | 26.04.2018 | «Золотая Звезда» — за исключительное личное мужество и героизм, проявленные при защите государственного суверенитета и территориальной целостности Украины, верность военной присяге                    | Полковник (посмертно)       | 14.09.1979—25.08.2014 |
| 441   | 182   |      | Довгий Олег Иванович        | 23.08.2018 | «Золотая Звезда» — за личное мужество, героизм и самопожертвование, проявленные при защите государственного суверенитета и территориальной целостности Украины, верность военной присяге                | Лейтенант (посмертно)       | 06.01.1993—31.01.2015 |
| 442   | 183   |      | Соснин Владимир Николаевич  | 23.08.2018 | «Золотая Звезда» — за личное мужество и героизм, проявленные при защите государственного суверенитета и территориальной целостности Украины, самоотверженное служение Украинскому народу                | Лейтенант                   | род. 15.05.1983       |
| 443   | 184   |      | Коноплёв Андрей Анатольевич | 12.12.2018 | «Золотая Звезда» — за исключительное личное мужество, героизм и самопожертвование, проявленные при защите государственного суверенитета и территориальной целостности Украины, верность военной присяге | Старший сержант (посмертно) | 29.04.1977—24.01.2015 |

## 2019 год
Общее число награждённых: 14
| № п/п | № п/п | Фото | Фамилия Имя Отчество                          | Дата Указа | Вид награды, Основание присуждения | Род деятельности, должность | Годы жизни            |
| ----- | ----- | ---- | --------------------------------------------- | ---------- | --- | --- | --------------------- |
| 444   | 260   |      | Патриарх Филарет (Денисенко Михаил Антонович) | 08.01.2019 | Орден Государства — за выдающуюся историческую роль в становлении независимой Православной церкви Украины, деятельность, направленную на возрождение духовности украинского народа, подъём авторитета православия, утверждение идеалов милосердия и межконфессионального согласия | [ прим 10 ] | род. 23.01.1929       |
| 445   | 185   |      | Винник Иван Иванович                          | 06.03.2019 | «Золотая Звезда» — за личное мужество и героизм, проявленные при защите государственного суверенитета и территориальной целостности Украины, самоотверженное служение Украинскому народу                                                                                          | Подполковник | род. 18.06.1985       |
| 446   | 186   |      | Момот Игорь Фёдорович                         | 29.04.2019 | «Золотая Звезда» — за исключительное личное мужество, героизм и самопожертвование, проявленные при защите государственного суверенитета и территориальной целостности Украины | Генерал-майор (посмертно) | 18.08.1965—11.07.2014 |
| 447   | 187   |      | Соколенко Андрей Аполлинариевич               | 09.05.2019 | «Золотая Звезда» — за исключительное личное мужество и героизм, проявленные при защите государственного суверенитета и территориальной целостности Украины, верность военной присяге                                                                                              | Полковник (посмертно) | 31.08.1973—17.05.2015 |
| 448   | 188   |      | Гончаренко Дмитрий Валерьевич                 | 09.05.2019 | «Золотая Звезда» — за гражданское мужество и патриотизм, героическое отстаивание конституционных принципов демократии, прав и свобод человека, суверенитета и территориальной целостности Украины, жертвенное служение Украинскому народу                                         | Гражданский деятель, волонтёр, участник Революции Достоинства (посмертно)                                                       | 14.10.1986—июль 2014  |
| 449   | 189   |      | Грицак Василий Сергеевич                      | 09.05.2019 | «Золотая Звезда» — за самоотверженное служение Украинскому народу, выдающийся личный вклад в защиту государственного суверенитета и территориальной целостности Украины | Глава Службы безопасности Украины                                                                                               | род. 14.01.1967       |
| 450   | 190   |      | Волос Андрей Александрович                    | 27.06.2019 | «Золотая Звезда» — за личное мужество и героизм, проявленные при защите государственного суверенитета и территориальной целостности Украины, верность военной присяге | Старший солдат (посмертно) | 13.12.1995—28.06.2018 |
| 451   | 191   |      | Ананенко Алексей Михайлович                   | 27.06.2019 | «Золотая Звезда» — за героизм и самоотверженные действия, проявленные во время ликвидации аварии на Чернобыльской АЭС | Старший инженер-механик реакторного цеха государственного специализированного предприятия «Чернобыльская АЭС» в 1983—1989 годах | род. 13.10.1959       |
| 452   | 192   |      | Беспалов Валерий Алексеевич                   | 27.06.2019 | «Золотая Звезда» — за героизм и самоотверженные действия, проявленные во время ликвидации аварии на Чернобыльской АЭС | Старший инженер турбинного цеха государственного специализированного предприятия «Чернобыльская АЭС» в 1986 году                | род. 21.09.1957       |
| 453   | 193   |      | Баранов Борис Александрович                   | 27.06.2019 | «Золотая Звезда» — за героизм и самоотверженные действия, проявленные во время ликвидации аварии на Чернобыльской АЭС | Начальник смены государственного специализированного предприятия «Чернобыльская АЭС» в 1976—2005 годах (посмертно)              | 11.11.1940—06.04.2005 |
| 454   | 194   |      | Волочаев Денис Александрович                  | 03.12.2019 | «Золотая Звезда» — за героизм и личное мужество, проявленные при защите территориальной целостности и государственного суверенитета Украины, самоотверженное служение Украинскому народу                                                                                          | Полковник (посмертно) | 23.12.1981—01.12.2019 |
| 455   | 195   |      | Каплунов Дмитрий Витальевич                   | 03.12.2019 | «Золотая Звезда» — за героизм и личное мужество, проявленные при защите территориальной целостности и государственного суверенитета Украины, самоотверженное служение Украинскому народу                                                                                          | Полковник (посмертно) | 04.12.1980—01.12.2019 |
| 456   | 196   |      | Жук Андрей Сергеевич                          | 04.12.2019 | «Золотая Звезда» — за исключительное мужество и героизм, проявленные при защите государственного суверенитета и территориальной целостности Украины, верность военной присяге | Майор (посмертно) | 03.05.1984—27.05.2016 |
| 457   | 197   |      | Матвиец Роман Михайлович                      | 05.12.2019 | «Золотая Звезда» — за личное мужество и героизм, проявленные при защите государственного суверенитета и территориальной целостности Украины | Старшина (посмертно) | 13.06.1989—23.07.2016 |

## 2020 год
Общее число награждённых: 22
| № п/п | № п/п | Фото | Фамилия Имя Отчество           | Дата Указа | Вид награды, Основание присуждения | Род деятельности, должность | Годы жизни            |
| ----- | ----- | ---- | ------------------------------ | ---------- | --- | --- | --------------------- |
| 458   | 198   |      | Бортюк Анна Леонидовна         | 25.01.2020 | «Золотая Звезда» — за героизм и самопожертвование, проявленные при спасении людей во время пожара | преподаватель высшей математики и информационных дисциплин государственного высшего учебного заведения «Одесский колледж экономики, права и гостинично-ресторанного бизнеса» (посмертно) | 13.08.1976—04.12.2019 |
| 459   | 199   |      | Шатохин Сергей Николаевич      | 25.01.2020 | «Золотая Звезда» — за героизм и самопожертвование, проявленные при спасении людей во время пожара | командир отделения государственного пожарно-спасательного отряда ГУ ГСЧС Украины в Одесской области, прапорщик службы гражданской защиты. (посмертно)                                    | 10.11.1976—07.12.2019 |
| 460   | 200   |      | Михальчук Сергей Александрович | 25.03.2020 | «Золотая Звезда» — за личное мужество и героизм, проявленные при защите государственного суверенитета и территориальной целостности Украины, верность военной присяге                                                                   | сержант (посмертно) | 27.05.1998—14.12.2019 |
| 461   | 201   |      | Губанов Сергей Леонидович      | 21.05.2020 | «Золотая Звезда» — за личное мужество, проявленное при защите государственного суверенитета и территориальной целостности Украины, самоотверженное служение Украинскому народу                                                          | полковник полиции (посмертно) | 21.06.1975—20.05.2020 |
| 462   | 202   |      | Матвеев Тарас Тарасович        | 13.07.2020 | «Золотая Звезда» — за героизм и личное мужество, проявленные при защите государственного суверенитета и территориальной целостности Украины, самоотверженное служение Украинскому народу                                                | младший лейтенант (посмертно) | 18.02.1989—10.07.2020 |
| 463   | 261   |      | Кузьменко Андрей Викторович    | 17.08.2020 | Орден Государства — за выдающиеся личные заслуги в формировании отечественного культурного пространства, весомый вклад в развитие национального музыкального искусства, многолетнюю плодотворную творческую и общественную деятельность | певец, телеведущий, продюсер (посмертно) | 17.08.1968—02.02.2015 |
| 464   | 203   |      | Кубрак Вячеслав Анатольевич    | 22.08.2020 | «Золотая Звезда» — за личное мужество и героизм, проявленные при защите государственного суверенитета и территориальной целостности Украины, самоотверженное служение Украинскому народу                                                | прапорщик (посмертно) | 11.04.1986—11.10.2019 |
| 465   | 262   |      | Коростелёв Олег Петрович       | 22.08.2020 | Орден Государства — за выдающиеся личные заслуги в укреплении обороноспособности и промышленного потенциала Украинского государства, разработку новейших образцов вооружения                                                            | генеральный конструктор — генеральный директор государственного предприятия «Государственное Киевское конструкторское бюро „Луч“»                                                        | род. 09.11.1949       |
| 466   | 263   |      | Рыбчинский Юрий Евгеньевич     | 22.08.2020 | Орден Государства — за выдающиеся личные заслуги в обогащении украинской культуры и искусства, формировании национальной идентичности, многолетнюю плодотворную творческую деятельность                                                 | поэт, драматург, народный артист Украины | род. 22.05.1945       |
| 467   | 204   |      | Горайский Юрий Владимирович    | 15.09.2020 | «Золотая Звезда» — за личное мужество и героизм, проявленные при защите государственного суверенитета и территориальной целостности Украины, самоотверженное служение Украинскому народу                                                | солдат (посмертно) | 31.07.1977—04.03.2016 |
| 468   | 205   |      | Атрашкевич Эдуард Юрьевич      | 20.10.2020 | «Золотая Звезда» — за личное мужество, проявленное при защите государственного суверенитета и территориальной целостности Украины, самоотверженное служение Украинскому народу                                                          | старший прапорщик | род. 04.06.1974       |
| 469   | 264   |      | Дегтярёв Александр Викторович  | 27.11.2020 | Орден Государства — за выдающийся личный вклад в развитие ракетно-космической отрасли Украины, укрепление научно-технического потенциала государства, разработку новейших образцов ракетно-космической техники                          | генеральный директор государственного предприятия «Конструкторское бюро „Южное“ имени М. К. Янгеля» (посмертно)                                                                          | 31.10.1951—24.11.2020 |
| 470   | 206   |      | Филипчук Игорь Ярославович     | 03.12.2020 | «Золотая Звезда» — за личное мужество и героизм, проявленные при защите государственного суверенитета и территориальной целостности Украины, самоотверженное служение Украинскому народу                                                | солдат (посмертно) | 11.10.1982—14.08.2014 |
| 471   | 207   |      | Гапоненко Владимир Иванович    | 29.12.2020 | «Золотая Звезда» — за героизм и самоотверженные действия, проявленные при выполнении служебного долга (посмертно) | член экипажа рейса PS752 акционерного общества «Авиакомпания „Международные Авиалинии Украины“», командир воздушного судна                                                               | 20.12.1969—08.01.2020 |
| 472   | 208   |      | Лыхно Денис Михайлович         | 29.12.2020 | «Золотая Звезда» — за героизм и самоотверженные действия, проявленные при выполнении служебного долга (посмертно) | член экипажа рейса PS752 акционерного общества «Авиакомпания „Международные Авиалинии Украины“», бортпроводник                                                                           | 08.09.1995—08.01.2020 |
| 473   | 209   |      | Матьков Игорь Валерьевич       | 29.12.2020 | «Золотая Звезда» — за героизм и самоотверженные действия, проявленные при выполнении служебного долга (посмертно) | член экипажа рейса PS752 акционерного общества «Авиакомпания „Международные Авиалинии Украины“», старший бортпроводник                                                                   | 14.10.1985—08.01.2020 |
| 474   | 210   |      | Микитюк Мария Михайловна       | 29.12.2020 | «Золотая Звезда» — за героизм и самоотверженные действия, проявленные при выполнении служебного долга (посмертно) | член экипажа рейса PS752 акционерного общества «Авиакомпания „Международные Авиалинии Украины“», бортпроводник                                                                           | 17.09.1995—08.01.2020 |
| 475   | 211   |      | Наумкин Алексей Евгеньевич     | 29.12.2020 | «Золотая Звезда» — за героизм и самоотверженные действия, проявленные при выполнении служебного долга (посмертно) | член экипажа рейса PS752 акционерного общества «Авиакомпания „Международные Авиалинии Украины“», командир воздушного судна, пилот-инструктор                                             | 27.10.1977—08.01.2020 |
| 476   | 212   |      | Овчарук Валерия Евгеньевна     | 29.12.2020 | «Золотая Звезда» — за героизм и самоотверженные действия, проявленные при выполнении служебного долга (посмертно) | член экипажа рейса PS752 акционерного общества «Авиакомпания „Международные Авиалинии Украины“», бортпроводник                                                                           | 30.07.1991—08.01.2020 |
| 477   | 213   |      | Сологуб Юлия Николаевна        | 29.12.2020 | «Золотая Звезда» — за героизм и самоотверженные действия, проявленные при выполнении служебного долга (посмертно) | член экипажа рейса PS752 акционерного общества «Авиакомпания „Международные Авиалинии Украины“», бортпроводник                                                                           | 16.12.1994—08.01.2020 |
| 478   | 214   |      | Статник Екатерина Олеговна     | 29.12.2020 | «Золотая Звезда» — за героизм и самоотверженные действия, проявленные при выполнении служебного долга (посмертно) | член экипажа рейса PS752 акционерного общества «Авиакомпания „Международные Авиалинии Украины“», старший бортпроводник                                                                   | 21.01.1992—08.01.2020 |
| 479   | 215   |      | Хоменко Сергей Анатольевич     | 29.12.2020 | «Золотая Звезда» — за героизм и самоотверженные действия, проявленные при выполнении служебного долга (посмертно) | член экипажа рейса PS752 акционерного общества «Авиакомпания „Международные Авиалинии Украины“», второй пилот                                                                            | 22.08.1971—08.01.2020 |

## 2021 год
Общее число награждённых: 17
| № п/п | № п/п | Фото | Фамилия Имя Отчество          | Дата Указа | Вид награды, Основание присуждения | Род деятельности, должность | Годы жизни            |
| ----- | ----- | ---- | ----------------------------- | ---------- | --- | --- | --------------------- |
| 480   | 216   |      | Билоус Сергей Степанович      | 22.08.2021 | «Золотая Звезда» — за личное мужество и героизм, проявленные при защите государственного суверенитета и территориальной целостности Украины, верность военной присяге                                                                                                  | солдат (посмертно) | 24.08.1974—20.08.2014 |
| 481   | 217   |      | Ридзанич Максим Владимирович  | 22.08.2021 | «Золотая Звезда» — за личное мужество и героизм, проявленные при защите государственного суверенитета и территориальной целостности Украины, самоотверженное служение Украинскому народу                                                                               | старшина (посмертно) | 28.12.1977—20.03.2015 |
| 482   | 218   |      | Сидоренко Евгений Анатольевич | 22.08.2021 | «Золотая Звезда» — за личное мужество и героизм, проявленные при защите государственного суверенитета и территориальной целостности Украины | полковник | род. 05.11.1971       |
| 483   | 265   |      | Яремчук Назарий Назарович     | 22.08.2021 | Орден Государства — за выдающиеся личные заслуги перед Украинским государством в развитии музыкальной культуры, формировании национальной идентичности, многолетнюю плодотворную творческую деятельность и высокое исполнительское мастерство                          | певец, народный артист Украины (посмертно)                                                                                                | 30.11.1951—30.06.1995 |
| 484   | 266   |      | Горбулин Владимир Павлович    | 22.08.2021 | Орден Государства — за выдающиеся личные заслуги в развитии украинской государственности, укреплении системы национальной безопасности и обороны, многолетнюю плодотворную научную деятельность                                                                        | первый вице-президент Национальной академии наук Украины, доктор технических наук, академик НАН Украины                                   | род. 17.01.1939       |
| 485   | 267   |      | Гельфгат Илья Маркович        | 22.08.2021 | Орден Государства — за выдающиеся личные заслуги перед Украинским государством в развитии национального образования, внедрение инновационных методов обучения, многолетнюю плодотворную педагогическую деятельность                                                    | учитель физики коммунального учреждения «Харьковский физико-математический лицей № 27 Харьковского городского совета Харьковской области» | род. 03.08.1951       |
| 486   | 219   |      | Горбенко Святослав Сергеевич  | 28.08.2021 | «Золотая Звезда» — за личное мужество, проявленное при защите государственного суверенитета и территориальной целостности Украины, самоотверженное служение Украинскому народу                                                                                         | доброволец Добровольческого Украинского Корпуса «Правый сектор» (посмертно)                                                               | 26.12.1994—03.10.2014 |
| 487   | 220   |      | Гурняк Виктор Петрович        | 28.08.2021 | «Золотая Звезда» — за личное мужество и героизм, проявленные при защите государственного суверенитета и территориальной целостности Украины | солдат (посмертно) | 08.06.1987—19.10.2014 |
| 488   | 268   |      | Крипак Максим Сергеевич       | 16.09.2021 | Орден Государства — за выдающиеся спортивные достижения на XVI летних Паралимпийских играх в городе Токио (Япония), проявленные самоотверженность и волю к победе, утверждение международного авторитета Украины                                                       | пятикратный чемпион, серебряный и бронзовый призёр по плаванию                                                                            | род. 23.05.1995       |
| 489   | 269   |      | Левитас Илья Михайлович       | 29.09.2021 | Орден Государства — за выдающийся личный вклад в возрождение и развитие национальных культур Украины, сохранение и чествование памяти о трагедии Бабьего Яра, консолидацию украинского общества, многолетнюю плодотворную общественную и просветительскую деятельность | президент Совета национальных обществ Украины в 1989—2014 годах (посмертно)                                                               | 11.12.1931—03.08.2014 |
| 490   | 221   |      | Верхогляд Николай Яковлевич   | 14.10.2021 | «Золотая Звезда» — за личное мужество и героизм, проявленные во время выполнения боевых и специальных заданий, верность военной присяге | полковник (посмертно) | 20.07.1954—30.05.2021 |
| 491   | 222   |      | Хамраев Рустам Шаниязович     | 14.10.2021 | «Золотая Звезда» — за личное мужество и героизм, проявленные при защите государственного суверенитета и территориальной целостности Украины | солдат (посмертно) | 29.11.1975—17.06.2014 |
| 492   | 223   |      | Коцюбайло Дмитрий Иванович    | 30.11.2021 | «Золотая Звезда» — за личное мужество, проявленное при защите государственного суверенитета и территориальной целостности Украины | доброволец Добровольческого Украинского корпуса «Правый сектор»                                                                           | 01.11.1995—07.03.2023 |
| 493   | 224   |      | Полицяк Пётр Петрович         | 03.12.2021 | «Золотая Звезда» — за личное мужество и героизм, проявленные при защите государственного суверенитета и территориальной целостности Украины | солдат (посмертно) | 05.07.1992—20.01.2015 |
| 494   | 270   |      | Поклад Игорь Дмитриевич       | 09.12.2021 | Орден Государства — за выдающиеся личные заслуги в развитии национального музыкального искусства, высокое профессиональное мастерство и многолетнюю плодотворную творческую деятельность                                                                               | композитор, народный артист Украины | 10.12.1941—09.07.2025 |
| 495   | 225   |      | Пивоваренко Павел Васильевич  | 10.12.2021 | «Золотая Звезда» — за личное мужество и героизм, проявленные при защите государственного суверенитета и территориальной целостности Украины, верность военной присяге                                                                                                  | полковник (посмертно) | 02.09.1975—29.08.2014 |
| 496   | 271   |      | Киндзельский Леонид Петрович  | 14.12.2021 | Орден Государства — за выдающиеся личные заслуги перед Украинским государством в развитии медицинской науки, разработку и внедрение методов диагностики и лечения острой лучевой болезни                                                                               | врач-онколог, радиолог (посмертно) | 05.08.1932—19.04.1999 |

## 2022 год
| № п/п | № п/п | Фото | Фамилия Имя Отчество              | Дата Указа | Вид награды, Основание присуждения | Род деятельности, должность   | Годы жизни            |
| ----- | ----- | ---- | --------------------------------- | ---------- | --- | ----------------------------- | --------------------- |
| 497   | 226   |      | Скакун Виталий Владимирович       | 26.02.2022 | «Золотая Звезда» | матрос (посмертно)            | 19.08.1996—24.02.2022 |
| 498   | 227   |      | Вагоровский Эдуард Николаевич     | 28.02.2022 | «Золотая Звезда» — за особое мужество и героизм, проявленные при защите государственного суверенитета и территориальной целостности Украины, верность воинской присяге | подполковник (посмертно)      | 26.02.1965—24.02.2022 |
| 499   | 228   |      | Коломиец Дмитрий Валерьевич       | 28.02.2022 | «Золотая Звезда» — за особое мужество и героизм, проявленные при защите государственного суверенитета и территориальной целостности Украины, верность воинской присяге | майор (посмертно)             | 05.12.1973—24.02.2022 |
| 500   | 229   |      | Матуляк Геннадий Васильевич       | 28.02.2022 | «Золотая Звезда» — за особое мужество и героизм, проявленные при защите государственного суверенитета и территориальной целостности Украины, верность воинской присяге | подполковник (посмертно)      | 29.04.1977—25.02.2022 |
| 501   | 230   |      | Мовчан Виталий Анатольевич        | 28.02.2022 | «Золотая Звезда» — за особое мужество и героизм, проявленные при защите государственного суверенитета и территориальной целостности Украины, верность воинской присяге | лейтенант (посмертно)         | 17.03.1998—24.02.2022 |
| 502   | 231   |      | Оксанченко Александр Яковлевич    | 28.02.2022 | «Золотая Звезда» — за особое мужество и героизм, проявленные при защите государственного суверенитета и территориальной целостности Украины, верность воинской присяге | полковник (посмертно)         | 26.04.1968—25.02.2022 |
| 503   | 232   |      | Радионов Вячеслав Денисович       | 28.02.2022 | «Золотая Звезда» — за особое мужество и героизм, проявленные при защите государственного суверенитета и территориальной целостности Украины, верность воинской присяге | старший лейтенант (посмертно) | 16.01.1997—24.02.2022 |
| 504   | 233   |      | Герус Андрей Андреевич            | 28.02.2022 | «Золотая Звезда» — за особое мужество и героизм, проявленные при защите государственного суверенитета и территориальной целостности Украины, верность воинской присяге | старший лейтенант             | род. 10.11.1995       |
| 505   | 234   |      | Красильников Дмитрий Сергеевич    | 28.02.2022 | «Золотая Звезда» — за особое мужество и героизм, проявленные при защите государственного суверенитета и территориальной целостности Украины, верность воинской присяге | бригадный генерал             | род. 03.07.1978       |
| 506   | 235   |      | Круглов Андрей Николаевич         | 28.02.2022 | «Золотая Звезда» — за особое мужество и героизм, проявленные при защите государственного суверенитета и территориальной целостности Украины, верность воинской присяге | подполковник                  | род. 08.06.1979       |
| 507   | 236   |      | Мостовой Александр Владимирович   | 28.02.2022 | «Золотая Звезда» — за особое мужество и героизм, проявленные при защите государственного суверенитета и территориальной целостности Украины, верность воинской присяге | полковник                     | род. 1978             |
| 508   | 237   |      | Содоль Юрий Иванович              | 28.02.2022 | «Золотая Звезда» — за особое мужество и героизм, проявленные при защите государственного суверенитета и территориальной целостности Украины, верность воинской присяге | генерал-лейтенант             | род. 26.12.1970       |
| 509   | 238   |      | Хорошун Эдуард Николаевич         | 28.02.2022 | «Золотая Звезда» — за особое мужество и героизм, проявленные при защите государственного суверенитета и территориальной целостности Украины, верность воинской присяге | полковник медицинской службы  | род. 31.08.1973       |
| 510   | 239   |      | Белоконь Максим Витальевич        | 02.03.2022 | «Золотая Звезда» — за особое мужество и героизм, проявленные при защите государственного суверенитета и территориальной целостности Украины, верность воинской присяге | старший лейтенант (посмертно) | 01.04.1996—27.02.2022 |
| 511   | 240   |      | Капичун Александр Валерьевич      | 02.03.2022 | «Золотая Звезда» — за особое мужество и героизм, проявленные при защите государственного суверенитета и территориальной целостности Украины, верность воинской присяге | подполковник (посмертно)      | 7.12.1986—27.02.2022  |
| 512   | 241   |      | Лукьянович Александр Владимирович | 02.03.2022 | «Золотая Звезда» — за особое мужество и героизм, проявленные при защите государственного суверенитета и территориальной целостности Украины, верность воинской присяге | подполковник (посмертно)      | 20.02.1989—25.02.2022 |
| 513   | 242   |      | Несолёный Михаил Михайлович       | 02.03.2022 | «Золотая Звезда» — за особое мужество и героизм, проявленные при защите государственного суверенитета и территориальной целостности Украины, верность воинской присяге |                               |                       |
| 513   | 242   |      | Несолёный Михаил Михайлович       | 02.03.2022 | «Золотая Звезда» — за особое мужество и героизм, проявленные при защите государственного суверенитета и территориальной целостности Украины, верность воинской присяге | младший сержант (посмертно)   | 08.06.1988—24.02.2022 |
| 514   | 243   |      | Никончук Андрей Валерьевич        | 02.03.2022 | «Золотая Звезда» — за особое мужество и героизм, проявленные при защите государственного суверенитета и территориальной целостности Украины, верность воинской присяге | солдат (посмертно)            | 27.09.1993―24.02.2022 |
| 515   | 244   |      | Сапило Виталий Романович          | 02.03.2022 | «Золотая Звезда» — за особое мужество и героизм, проявленные при защите государственного суверенитета и территориальной целостности Украины, верность воинской присяге | лейтенант (посмертно)         | 03.09.2000—25.02.2022 |
| 516   | 245   |      | Сенюк Алексей Александрович       | 02.03.2022 | «Золотая Звезда» — за особое мужество и героизм, проявленные при защите государственного суверенитета и территориальной целостности Украины, верность воинской присяге | главный сержант (посмертно)   | 24.12.1974—27.02.2022 |
| 517   | 246   |      | Украинец Владислав Петрович       | 02.03.2022 | «Золотая Звезда» — за особое мужество и героизм, проявленные при защите государственного суверенитета и территориальной целостности Украины, верность воинской присяге | лейтенант (посмертно)         | 05.12.1999—24.02.2022 |
| 518   | 247   |      | Чобану Степан Иванович            | 02.03.2022 | «Золотая Звезда» — за особое мужество и героизм, проявленные при защите государственного суверенитета и территориальной целостности Украины, верность воинской присяге | майор (посмертно)             | 21.12.1963—28.02.2022 |
| 519   | 248   |      | Дикий Денис Леонидович            | 02.03.2022 | «Золотая Звезда» — за особое мужество и героизм, проявленные при защите государственного суверенитета и территориальной целостности Украины, верность воинской присяге | полковник                     | 14.10.1980            |
| 520   | 249   |      | Михальчук Игорь Васильевич        | 02.03.2022 | «Золотая Звезда» — за особое мужество и героизм, проявленные при защите государственного суверенитета и территориальной целостности Украины, верность воинской присяге | майор                         | ?                     |
| 521   | 250   |      | Мусиенко Сергей Николаевич        | 02.03.2022 | «Золотая Звезда» — за особое мужество и героизм, проявленные при защите государственного суверенитета и территориальной целостности Украины, верность воинской присяге | полковник                     | ?                     |
| 522   | 251   |      | Пальченко Евгений Михайлович      | 02.03.2022 | «Золотая Звезда» — за особое мужество и героизм, проявленные при защите государственного суверенитета и территориальной целостности Украины, верность воинской присяге | лейтенант                     | 22.01.1999            |
| 523   | 252   |      | Прокопенко Владислав Юрьевич      | 02.03.2022 | «Золотая Звезда» — за особое мужество и героизм, проявленные при защите государственного суверенитета и территориальной целостности Украины, верность воинской присяге | майор                         | 08.06.1990            |
| 524   | 253   |      | Федосенко Павел Юрьевич           | 02.03.2022 | «Золотая Звезда» — за особое мужество и героизм, проявленные при защите государственного суверенитета и территориальной целостности Украины, верность воинской присяге | подполковник                  | 10.10.1974            |
| 525   | 254   |      | Чавалах Дмитрий Петрович          | 02.03.2022 | «Золотая Звезда» — за особое мужество и героизм, проявленные при защите государственного суверенитета и территориальной целостности Украины, верность воинской присяге | старший лейтенант             | 19.08.1994            |
| 526   | 255   |      | Павлюк Александр Алексеевич       | 04.03.2022 | «Золотая Звезда» — за особое мужество и героизм, проявленные при защите государственного суверенитета и территориальной целостности Украины                            | генерал-лейтенант             | 20.08.1970            |
| 527   | 256   |      | Блоха Юрий Игоревич               | 04.03.2022 | «Золотая Звезда» — за особое мужество и героизм, проявленные при защите государственного суверенитета и территориальной целостности Украины                            | младший лейтенант (посмертно) | 22.07.1988—01.03.2022 |
| 528   | 257   |      | Волков Евгений Владимирович       | 04.03.2022 | «Золотая Звезда» — за особое мужество и героизм, проявленные при защите государственного суверенитета и территориальной целостности Украины                            | младший сержант (посмертно)   | 29.07.1999—03.03.2022 |
| 529   | 258   |      | Ивашко Андрей Александрович       | 04.03.2022 | «Золотая Звезда» — за особое мужество и героизм, проявленные при защите государственного суверенитета и территориальной целостности Украины                            | старший сержант (посмертно)   | 29.06.1980―24.02.2022 |
| 530   | 259   |      | Корпан Александр Богданович       | 04.03.2022 | «Золотая Звезда» — за особое мужество и героизм, проявленные при защите государственного суверенитета и территориальной целостности Украины                            | капитан (посмертно)           | 08.09.1994—02.03.2022 |
| 531   | 260   |      | Литун Андрей Николаевич           | 04.03.2022 | «Золотая Звезда» — за особое мужество и героизм, проявленные при защите государственного суверенитета и территориальной целостности Украины                            | подполковник (посмертно)      | 11.07.1984—06.03.2022 |
| 532   | 261   |      | Бова Евгений Петрович             | 04.03.2022 | «Золотая Звезда» — за особое мужество и героизм, проявленные при защите государственного суверенитета и территориальной целостности Украины                            | майор                         | 11.03.1993            |
| 533   | 262   |      | Боечко Василий Васильевич         | 04.03.2022 | «Золотая Звезда» — за особое мужество и героизм, проявленные при защите государственного суверенитета и территориальной целостности Украины                            | капитан                       | 04.01.1975            |
| 534   | 263   |      | Мороз Олег Романович              | 04.03.2022 | «Золотая Звезда» — за особое мужество и героизм, проявленные при защите государственного суверенитета и территориальной целостности Украины                            | сержант                       | 08.06.1993—10.06.2022 |
| 535   | 264   |      | Николюк Виктор Дмитриевич         | 04.03.2022 | «Золотая Звезда» — за особое мужество и героизм, проявленные при защите государственного суверенитета и территориальной целостности Украины                            | Генерал-майор                 | 19.10.1975            |
| 536   | 265   |      | Пономаренко Вячеслав Анатольевич  | 04.03.2022 | «Золотая Звезда» — за особое мужество и героизм, проявленные при защите государственного суверенитета и территориальной целостности Украины                            | подполковник                  | 27.09.1982            |
| 537   | 266   |      | Самофалов Валерий Михайлович      | 04.03.2022 | «Золотая Звезда» — за особое мужество и героизм, проявленные при защите государственного суверенитета и территориальной целостности Украины                            | матрос                        | 08.01.2000—18.03.2022 |
| 538   | 267   |      | Хода Леонид Алексеевич            | 10.03.2022 | «Золотая Звезда» — за особое мужество и героизм, проявленные при защите государственного суверенитета и территориальной целостности Украины, верность воинской присяге | полковник                     | 29.08.1975            |
| 539   | 268   |      | Яковенко Александр Алексеевич     | 10.03.2022 | «Золотая Звезда» — за особое мужество и героизм, проявленные при защите государственного суверенитета и территориальной целостности Украины, верность воинской присяге | подполковник                  | ?                     |
| 540   | 269   |      | Васич Сергей Викторович           | 12.03.2022 | «Золотая Звезда» — за личное мужество и героизм, проявленные при защите государственного суверенитета и территориальной целостности Украины, верность воинской присяге | старший сержант (посмертно    | 30.04.1971—08.05.2022 |
| 541   | 270   |      | Дерусова Инна Николаевна          | 12.03.2022 | «Золотая Звезда» — за личное мужество и героизм, проявленные при защите государственного суверенитета и территориальной целостности Украины, верность воинской присяге | сержант (посмертно)           | 05.02.1970—26.02.2022 |
| 542   | 271   |      | Мрочко Константин Васильевич      | 12.03.2022 | «Золотая Звезда» — за личное мужество и героизм, проявленные при защите государственного суверенитета и территориальной целостности Украины, верность воинской присяге | солдат (посмертно)            | 09.04.1984—08.03.2022 |
| 543   | 272   |      | Пархомук Виталий Васильевич       | 12.03.2022 | «Золотая Звезда» — за личное мужество и героизм, проявленные при защите государственного суверенитета и территориальной целостности Украины, верность воинской присяге | старший солдат (посмертно)    | 05.06.1984—08.03.2022 |
| 544   | 273   |      | Свинчук Олег Анатольевич          | 12.03.2022 | «Золотая Звезда» — за личное мужество и героизм, проявленные при защите государственного суверенитета и территориальной целостности Украины, верность воинской присяге | солдат (посмертно)            | 12.09.1993—08.03.2022 |
| 545   | 274   |      | Ханин Андрей Павлович             | 12.03.2022 | «Золотая Звезда» — за личное мужество и героизм, проявленные при защите государственного суверенитета и территориальной целостности Украины, верность воинской присяге | сержант (посмертно)           | 19.03.1988—26.02.2022 |
| 546   | 275   |      | Гуцул Владимир Александрович      | 12.03.2022 | «Золотая Звезда» — за личное мужество и героизм, проявленные при защите государственного суверенитета и территориальной целостности Украины, верность воинской присяге | старший лейтенант             | 1995                  |
| 547   | 276   |      | Чёрный Владимир Владимирович      | 12.03.2022 | «Золотая Звезда» — за личное мужество и героизм, проявленные при защите государственного суверенитета и территориальной целостности Украины, верность воинской присяге | старший лейтенант             | 20.01.1996            |

## 2023 год
| № п/п | № п/п | Фото | Фамилия Имя Отчество            | Дата Указа | Вид награды, Основание присуждения | Род деятельности, должность    | Годы жизни             |
| ----- | ----- | ---- | ------------------------------- | ---------- | --- | ------------------------------ | ---------------------- |
|       |       |      | Оноприенко Виталий Сергеевич    | 23.02.2023 | «Золотая Звезда» — за особое мужество и героизм, проявленные при защите государственного суверенитета и территориальной целостности Украины, верность воинской присяге | младший сержант                | ?                      |
|       |       |      | Шарков Артём Владимирович       | 23.02.2023 | «Золотая Звезда» — за особое мужество и героизм, проявленные при защите государственного суверенитета и территориальной целостности Украины, верность воинской присяге | подполковник                   | ?                      |
|       |       |      | Кушнир Дмитрий Владимирович     | 23.02.2023 | «Золотая Звезда» — за особое мужество и героизм, проявленные при защите государственного суверенитета и территориальной целостности Украины, верность воинской присяге | штаб-сержант                   | ?                      |
|       |       |      | Юрчик Юрий Александрович        | 23.02.2023 | «Золотая Звезда» — за особое мужество и героизм, проявленные при защите государственного суверенитета и территориальной целостности Украины, верность воинской присяге | полковник (посмертно)          | 24.06.1985— 08.01.2023 |
|       |       |      | Лакуста Олег Корнеевич          | 23.02.2023 | «Золотая Звезда» — за особое мужество и героизм, проявленные при защите государственного суверенитета и территориальной целостности Украины, верность воинской присяге | полковник Национальной полиции | ?                      |
|       |       |      | Кошевец Андрей Витальевич       | 23.02.2023 | «Золотая Звезда» — за особое мужество и героизм, проявленные при защите государственного суверенитета и территориальной целостности Украины, верность воинской присяге | старший сержант                | ?                      |
|       |       |      | Ахметгареев Илья Шамильевич     | 23.02.2023 | «Золотая Звезда» — за особое мужество и героизм, проявленные при защите государственного суверенитета и территориальной целостности Украины, верность воинской присяге | младший сержант (посмертно)    | ? —16.09.2022          |
|       |       |      | Чехун Роман Георгиевич          | 23.02.2023 | «Золотая Звезда» — за особое мужество и героизм, проявленные при защите государственного суверенитета и территориальной целостности Украины, верность воинской присяге | майор (посмертно)              | 02.07.1976—12.03.2022  |
|       |       |      | Мищенко Сергей Алексеевич       | 23.02.2023 | «Золотая Звезда» — за особое мужество и героизм, проявленные при защите государственного суверенитета и территориальной целостности Украины, верность воинской присяге | младший сержант (посмертно)    | 21.05.1974—01.12.2022  |
|       |       |      | Ошкало Валерий Николаевич       | 23.02.2023 | «Золотая Звезда» — за особое мужество и героизм, проявленные при защите государственного суверенитета и территориальной целостности Украины, верность воинской присяге | подполковник (посмертно)       | 24.11.1967—12.03.2022  |
|       |       |      | Рихтер Денис Сергеевич          | 23.02.2023 | «Золотая Звезда» — за особое мужество и героизм, проявленные при защите государственного суверенитета и территориальной целостности Украины, верность воинской присяге | старший сержант (посмертно)    | 15.07.1987— 25.05.2022 |
|       |       |      | Черноморец Олег Васильевич      | 23.02.2023 | «Золотая Звезда» — за особое мужество и героизм, проявленные при защите государственного суверенитета и территориальной целостности Украины, верность воинской присяге | майор (посмертно)              | 25.04.1965— 11.03.2022 |
|       |       |      | Стрелков Георгий Николаевич     | 23.02.2023 | «Золотая Звезда» — за особое мужество и героизм, проявленные при защите государственного суверенитета и территориальной целостности Украины, верность воинской присяге | майор (посмертно)              | ?                      |
|       |       |      | Коваленко Алексей Александрович | 23.02.2023 | «Золотая Звезда» — за особое мужество и героизм, проявленные при защите государственного суверенитета и территориальной целостности Украины, верность воинской присяге | майор (посмертно)              | 08.02.1981—22.03.2022  |
|       |       |      | Ткаченко Олег Сергеевич         | 23.02.2023 | «Золотая Звезда» — за особое мужество и героизм, проявленные при защите государственного суверенитета и территориальной целостности Украины, верность воинской присяге | подполковник                   | 16.01.1998             |

## 2024 год
| № п/п | № п/п | Фото | Фамилия Имя Отчество       | Дата Указа | Вид награды, Основание присуждения | Род деятельности, должность | Годы жизни |
| ----- | ----- | ---- | -------------------------- | ---------- | --- | --------------------------- | ---------- |
|       |       |      | Банацкий Анатолий Фотеевич | 02.02.2024 | «Золотая Звезда» — за личное мужество и героизм, проявленные в защите государственного суверенитета и территориальной целостности Украины, самоотверженное служение украинскому народу | старший сержант             | ?          |
|       |       |      | Агеев Вячеслав Игоревич    | 08.02.2024 | «Золотая Звезда» — за личное мужество и героизм, проявленные в защите государственного суверенитета и территориальной целостности Украины, самоотверженное служение украинскому народу | подполковник                | ?          |
|       |       |      | Буданов Кирилл Алексеевеч  | 08.02.2024 | «Золотая Звезда» — за личное мужество и героизм, проявленные в защите государственного суверенитета и территориальной целостности Украины, самоотверженное служение украинскому народу | генерал-лейтенант           | 04.01.1986 |
|       |       |      | Залужный Валерий Фёдорович | 08.02.2024 | «Золотая Звезда» — за выдающиеся личные заслуги в защите государственного суверенитета и территориальной целостности Украины, самоотверженное служение украинскому народу              | генерал                     | 08.07.1973 |

## 2025 год
| № п/п | № п/п | Фото | Фамилия Имя Отчество     | Дата Указа | Вид награды, Основание присуждения | Род деятельности, должность | Годы жизни      |
| ----- | ----- | ---- | ------------------------ | ---------- | --- | --------------------------- | --------------- |
|       |       |      | Устименко Максим Юрьевич | 29.06.2025 | «Золотая Звезда» — за личное мужество и героизм, проявленные в защите государственного суверенитета и территориальной целостности Украины, самоотверженное служение украинскому народу | полковник (посмертно)       | 1993—29.06.2025 |

## Указы о награждении
1. ↑  Указ Президента Украины от 26.11.1998 года № 1317/98 «Про нагородження відзнакою Президента України „Герой України“» (укр.). Управління комп'ютеризованих систем Апарату Верховної Ради України (26.11.1998). Дата обращения: 25 января 2010. Архивировано 19 июля 2021 года.
2. ↑  Указ Президента Украины от 12.01.1999 года № 7/99 «Про нагородження відзнакою Президента України „Герой України“» (укр.). Управління комп'ютеризованих систем Апарату Верховної Ради України (12.01.1999). Дата обращения: 28 января 2010. Архивировано 14 октября 2022 года.
3. ↑  Указ Президента Украины от 28.01.1999 года № 97/99 «Про нагородження відзнакою Президента України „Герой України“» (укр.). Управління комп'ютеризованих систем Апарату Верховної Ради України (28.01.1999). Дата обращения: 28 января 2010. Архивировано 5 июня 2023 года.
4. ↑  Указ Президента Украины от 08.05.1999 года № 480/99 «Про нагородження відзнакою Президента України „Герой України“» (укр.). Управління комп'ютеризованих систем Апарату Верховної Ради України (08.05.1999). Дата обращения: 28 января 2010. Архивировано 7 июня 2023 года.
5. ↑  Указ Президента Украины от 21.08.1999 года № 1042/99 «Про нагородження відзнакою Президента України „Герой України“» (укр.). Управління комп'ютеризованих систем Апарату Верховної Ради України (21.08.1999). Дата обращения: 28 января 2010. Архивировано 6 июня 2023 года.
6. ↑  Указ Президента Украины от 21.08.1999 года № 1043/99 «Про нагородження відзнакою Президента України „Герой України“» (укр.). Управління комп'ютеризованих систем Апарату Верховної Ради України (21.08.1999). Дата обращения: 28 января 2010. Архивировано 10 августа 2022 года.
7. ↑  Указ Президента Украины от 21.08.1999 года № 1044/99 «Про нагородження відзнакою Президента України „Герой України“» (укр.). Управління комп'ютеризованих систем Апарату Верховної Ради України (21.08.1999). Дата обращения: 28 января 2010. Архивировано 4 июня 2023 года.
8. ↑  Указ Президента Украины от 21.08.1999 года № 1045/99 «Про нагородження відзнакою Президента України „Герой України“» (укр.). Управління комп'ютеризованих систем Апарату Верховної Ради України (21.08.1999). Дата обращения: 28 января 2010. Архивировано 4 июня 2023 года.
9. ↑  Указ Президента Украины от 21.08.1999 года № 1046/99 «Про нагородження відзнакою Президента України „Герой України“» (укр.). Управління комп'ютеризованих систем Апарату Верховної Ради України (21.08.1999). Дата обращения: 28 января 2010. Архивировано 6 июня 2023 года.
10. ↑  Указ Президента Украины от 21.08.1999 года № 1047/99 «Про нагородження відзнакою Президента України „Герой України“» (укр.). Управління комп'ютеризованих систем Апарату Верховної Ради України (21.08.1999). Дата обращения: 28 января 2010. Архивировано 6 июня 2023 года.
11. ↑  Указ Президента Украины от 21.08.1999 года № 1058/99 «Про нагородження відзнакою Президента України „Герой України“» (укр.). Управління комп'ютеризованих систем Апарату Верховної Ради України (21.08.1999). Дата обращения: 28 января 2010. Архивировано 4 июня 2023 года.
12. ↑  Указ Президента Украины от 14.09.1999 года № 1163/99 «Про нагородження відзнакою Президента України „Герой України“» (укр.). Управління комп'ютеризованих систем Апарату Верховної Ради України (14.09.1999). Дата обращения: 28 января 2010. Архивировано 6 июня 2023 года.
13. ↑  Указ Президента Украины от 14.09.1999 года № 1169/99 «Про нагородження відзнакою Президента України „Герой України“» (укр.). Управління комп'ютеризованих систем Апарату Верховної Ради України (14.09.1999). Дата обращения: 28 января 2010. Архивировано 27 августа 2022 года.
14. ↑  Указ Президента Украины от 23.09.1999 года № 1213/99 «Про нагородження відзнакою Президента України „Герой України“» (укр.). Управління комп'ютеризованих систем Апарату Верховної Ради України (23.09.1999). Дата обращения: 28 января 2010. Архивировано 13 марта 2022 года.
15. ↑  Указ Президента Украины от 08.10.1999 года № 1301/99 «Про нагородження відзнакою Президента України „Герой України“» (укр.). Управління комп'ютеризованих систем Апарату Верховної Ради України (08.10.1999). Дата обращения: 28 января 2010. Архивировано 10 ноября 2020 года.
16. ↑  Указ Президента Украины от 27.10.1999 года № 1394/99 «Про нагородження відзнакою Президента України „Герой України“» (укр.). Управління комп'ютеризованих систем Апарату Верховної Ради України (27.10.1999). Дата обращения: 28 января 2010. Архивировано 4 июня 2023 года.
17. ↑  Указ Президента Украины от 27.10.1999 года № 1403/99 «Про нагородження відзнакою Президента України „Герой України“» (укр.). Управління комп'ютеризованих систем Апарату Верховної Ради України (27.10.1999). Дата обращения: 28 января 2010. Архивировано 4 июня 2023 года.
18. ↑  Указ Президента Украины от 03.12.1999 года № 1526/99 «Про нагородження відзнакою Президента України „Герой України“» (укр.). Управління комп'ютеризованих систем Апарату Верховної Ради України (03.12.1999). Дата обращения: 28 января 2010. Архивировано 22 мая 2019 года.
19. ↑  Указ Президента Украины от 30.12.1999 года № 1634/99 «Про нагородження відзнакою Президента України „Герой України“» (укр.). Управління комп'ютеризованих систем Апарату Верховної Ради України (30.12.1999). Дата обращения: 28 января 2010. Архивировано 4 июня 2023 года.
20. ↑  Указ Президента Украины от 30.12.1999 года № 1635/99 «Про нагородження відзнакою Президента України „Герой України“» (укр.). Управління комп'ютеризованих систем Апарату Верховної Ради України (30.12.1999). Дата обращения: 28 января 2010. Архивировано 4 июня 2023 года.
21. ↑  Указ Президента Украины от 14.01.2000 года № 63/2000 «Про нагородження відзнакою Президента України „Герой України“» (укр.). Управління комп'ютеризованих систем Апарату Верховної Ради України (14.01.2000). Дата обращения: 28 января 2010. Архивировано 4 июня 2023 года.
22. ↑  Указ Президента Украины от 19.01.2000 года № 72/2000 «Про нагородження відзнакою Президента України „Герой України“» (укр.). Управління комп'ютеризованих систем Апарату Верховної Ради України (19.01.2000). Дата обращения: 28 января 2010. Архивировано 4 июня 2023 года.
23. ↑  Указ Президента Украины от 07.07.2000 года № 864/2000 «Про присвоєння звання Герой України» (укр.). Управління комп'ютеризованих систем Апарату Верховної Ради України (07.07.2000). Дата обращения: 28 января 2010. Архивировано 10 июля 2022 года.
24. ↑  Указ Президента Украины от 03.08.2000 года № 955/2000 «Про присвоєння звання Герой України» (укр.). Управління комп'ютеризованих систем Апарату Верховної Ради України (03.08.2000). Дата обращения: 28 января 2010. Архивировано 4 июня 2023 года.
25. ↑  Указ Президента Украины от 21.08.2000 года № 997/2000 «Про присвоєння звання Герой України» (укр.). Управління комп'ютеризованих систем Апарату Верховної Ради України (21.08.2000). Дата обращения: 28 января 2010. Архивировано 19 марта 2023 года.
26. ↑  Указ Президента Украины от 21.08.2000 года № 998/2000 «Про присвоєння звання Герой України» (укр.). Управління комп'ютеризованих систем Апарату Верховної Ради України (21.08.2000). Дата обращения: 28 января 2010. Архивировано 7 июня 2023 года.
27. ↑  Указ Президента Украины от 21.08.2000 года № 999/2000 «Про присвоєння звання Герой України» (укр.). Управління комп'ютеризованих систем Апарату Верховної Ради України (21.08.2000). Дата обращения: 28 января 2010. Архивировано 4 июня 2023 года.
28. ↑  Указ Президента Украины от 22.08.2000 года № 1009/2000 «Про присвоєння звання Герой України» (укр.). Управління комп'ютеризованих систем Апарату Верховної Ради України (22.08.2000). Дата обращения: 28 января 2010. Архивировано 7 июня 2023 года.
29. ↑  Указ Президента Украины от 19.12.2000 года № 1347/2000 «Про присвоєння звання Герой України» (укр.). Управління комп'ютеризованих систем Апарату Верховної Ради України (19.12.2000). Дата обращения: 28 января 2010. Архивировано 5 июня 2023 года.
30. ↑  Указ Президента Украины от 04.02.2001 года № 72/2001 «Про присвоєння звання Герой України» (укр.). Управління комп'ютеризованих систем Апарату Верховної Ради України (04.02.2001). Дата обращения: 1 февраля 2010. Архивировано 5 апреля 2022 года.
31. ↑  Указ Президента Украины от 03.03.2001 года № 140/2001 «Про присвоєння звання Герой України» (укр.). Управління комп'ютеризованих систем Апарату Верховної Ради України (03.03.2001). Дата обращения: 26 февраля 2010. Архивировано 23 ноября 2023 года.
32. ↑  Указ Президента Украины от 06.03.2001 года № 157/2001 «Про присвоєння звання Герой України» (укр.). Управління комп'ютеризованих систем Апарату Верховної Ради України (06.03.2001). Дата обращения: 26 февраля 2010. Архивировано 2 января 2020 года.
33. ↑  Указ Президента Украины от 26.07.2001 года № 567/2001 «Про присвоєння звання Герой України» (укр.). Управління комп'ютеризованих систем Апарату Верховної Ради України (26.07.2001). Дата обращения: 26 февраля 2010. Архивировано 25 декабря 2021 года.
34. ↑  Указ Президента Украины от 21.08.2001 года № 699/2001 «Про присвоєння звання Герой України» (укр.). Управління комп'ютеризованих систем Апарату Верховної Ради України (21.08.2001). Дата обращения: 26 февраля 2010. Архивировано 2 августа 2022 года.
35. ↑  Указ Президента Украины от 21.08.2001 года № 700/2001 «Про присвоєння звання Герой України» (укр.). Управління комп'ютеризованих систем Апарату Верховної Ради України (21.08.2001). Дата обращения: 26 февраля 2010. Архивировано 7 ноября 2018 года.
36. ↑  Указ Президента Украины от 21.08.2001 года № 701/2001 «Про присвоєння звання Герой України» (укр.). Управління комп'ютеризованих систем Апарату Верховної Ради України (21.08.2001). Дата обращения: 26 февраля 2010. Архивировано 28 июня 2020 года.
37. ↑  Указ Президента Украины от 21.08.2001 года № 702/2001 «Про присвоєння звання Герой України» (укр.). Управління комп'ютеризованих систем Апарату Верховної Ради України (21.08.2001). Дата обращения: 26 февраля 2010. Архивировано 4 июня 2023 года.
38. ↑  Указ Президента Украины от 21.08.2001 года № 703/2001 «Про присвоєння звання Герой України» (укр.). Управління комп'ютеризованих систем Апарату Верховної Ради України (21.08.2001). Дата обращения: 26 февраля 2010. Архивировано 2 августа 2022 года.
39. ↑  Указ Президента Украины от 21.08.2001 года № 704/2001 «Про присвоєння звання Герой України» (укр.). Управління комп'ютеризованих систем Апарату Верховної Ради України (21.08.2001). Дата обращения: 26 февраля 2010. Архивировано 5 июня 2023 года.
40. ↑  Указ Президента Украины от 21.08.2001 года № 705/2001 «Про присвоєння звання Герой України» (укр.). Управління комп'ютеризованих систем Апарату Верховної Ради України (21.08.2001). Дата обращения: 26 февраля 2010. Архивировано 7 июня 2023 года.
41. ↑  Указ Президента Украины от 23.08.2001 года № 729/2001 «Про присвоєння звання Герой України» (укр.). Управління комп'ютеризованих систем Апарату Верховної Ради України (23.08.2001). Дата обращения: 26 февраля 2010. Архивировано 6 июня 2023 года.
42. ↑  Указ Президента Украины от 23.08.2001 года № 730/2001 «Про присвоєння звання Герой України» (укр.). Управління комп'ютеризованих систем Апарату Верховної Ради України (23.08.2001). Дата обращения: 26 февраля 2010. Архивировано 7 июня 2023 года.
43. ↑  Указ Президента Украины от 23.08.2001 года № 733/2001 «Про присвоєння звання Герой України» (укр.). Управління комп'ютеризованих систем Апарату Верховної Ради України (23.08.2001). Дата обращения: 26 февраля 2010. Архивировано 7 июня 2023 года.
44. ↑  Указ Президента Украины от 13.11.2001 года № 1075/2001 «Про присвоєння звання Герой України» (укр.). Управління комп'ютеризованих систем Апарату Верховної Ради України (13.11.2001). Дата обращения: 26 февраля 2010. Архивировано 15 марта 2022 года.
45. ↑  Указ Президента Украины от 13.11.2001 года № 1076/2001 «Про присвоєння звання Герой України» (укр.). Управління комп'ютеризованих систем Апарату Верховної Ради України (13.11.2001). Дата обращения: 26 февраля 2010. Архивировано 4 июня 2023 года.
46. ↑  Указ Президента Украины от 13.11.2001 года № 1077/2001 «Про присвоєння звання Герой України» (укр.). Управління комп'ютеризованих систем Апарату Верховної Ради України (13.11.2001). Дата обращения: 26 февраля 2010. Архивировано 4 июня 2023 года.
47. ↑  Указ Президента Украины от 13.11.2001 года № 1087/2001 «Про присвоєння звання Герой України» (укр.). Управління комп'ютеризованих систем Апарату Верховної Ради України (13.11.2001). Дата обращения: 26 февраля 2010. Архивировано 12 апреля 2022 года.
48. ↑  Указ Президента Украины от 19.12.2001 года № 1228/2001 «Про присвоєння звання Герой України» (укр.). Управління комп'ютеризованих систем Апарату Верховної Ради України (19.12.2001). Дата обращения: 26 февраля 2010. Архивировано 5 июня 2023 года.
49. ↑  Указ Президента Украины от 19.12.2001 года № 1229/2001 «Про присвоєння звання Герой України» (укр.). Управління комп'ютеризованих систем Апарату Верховної Ради України (19.12.2001). Дата обращения: 26 февраля 2010. Архивировано 6 июня 2023 года.
50. ↑  Указ Президента Украины от 19.01.2002 года № 46/2002 «Про присвоєння звання Герой України» (укр.). Управління комп'ютеризованих систем Апарату Верховної Ради України (19.01.2002). Дата обращения: 28 февраля 2010. Архивировано 4 сентября 2022 года.
51. ↑  Указ Президента Украины от 19.01.2002 года № 47/2002 «Про присвоєння звання Герой України» (укр.). Управління комп'ютеризованих систем Апарату Верховної Ради України (19.01.2002). Дата обращения: 28 февраля 2010. Архивировано 4 июня 2023 года.
52. ↑  Указ Президента Украины от 21.01.2002 года № 56/2002 «Про присвоєння звання Герой України» (укр.). Управління комп'ютеризованих систем Апарату Верховної Ради України (21.01.2002). Дата обращения: 28 февраля 2010. Архивировано 4 июня 2023 года.
53. ↑  Указ Президента Украины от 15.03.2002 года № 246/2002 «Про присвоєння звання Герой України» (укр.). Управління комп'ютеризованих систем Апарату Верховної Ради України (15.03.2002). Дата обращения: 28 февраля 2010. Архивировано 4 июня 2023 года.
54. ↑  Указ Президента Украины от 15.03.2002 года № 256/2002 «Про присвоєння звання Герой України» (укр.). Управління комп'ютеризованих систем Апарату Верховної Ради України (15.03.2002). Дата обращения: 28 февраля 2010. Архивировано 4 июня 2023 года.
55. ↑  Указ Президента Украины от 15.03.2002 года № 257/2002 «Про присвоєння звання Герой України» (укр.). Управління комп'ютеризованих систем Апарату Верховної Ради України (15.03.2002). Дата обращения: 28 февраля 2010. Архивировано 30 мая 2020 года.
56. ↑  Указ Президента Украины от 18.03.2002 года № 260/2002 «Про присвоєння звання Герой України» (укр.). Управління комп'ютеризованих систем Апарату Верховної Ради України (18.03.2002). Дата обращения: 28 февраля 2010. Архивировано 29 сентября 2022 года.
57. ↑  Указ Президента Украины от 15.04.2002 года № 338/2002 «Про присвоєння звання Герой України» (укр.). Управління комп'ютеризованих систем Апарату Верховної Ради України (15.04.2002). Дата обращения: 28 февраля 2010. Архивировано 27 августа 2022 года.
58. ↑  Указ Президента Украины от 22.04.2002 года № 365/2002 «Про присвоєння звання Герой України» (укр.). Управління комп'ютеризованих систем Апарату Верховної Ради України (22.04.2002). Дата обращения: 28 февраля 2010. Архивировано 5 июня 2023 года.
59. ↑  Указ Президента Украины от 23.04.2002 года № 367/2002 «Про присвоєння звання Герой України» (укр.). Управління комп'ютеризованих систем Апарату Верховної Ради України (23.04.2002). Дата обращения: 28 февраля 2010. Архивировано 6 июня 2023 года.
60. ↑  Указ Президента Украины от 15.05.2002 года № 458/2002 «Про присвоєння звання Герой України» (укр.). Управління комп'ютеризованих систем Апарату Верховної Ради України (15.05.2002). Дата обращения: 28 февраля 2010. Архивировано 1 августа 2021 года.
61. ↑  Указ Президента Украины от 23.05.2002 года № 483/2002 «Про присвоєння звання Герой України» (укр.). Управління комп'ютеризованих систем Апарату Верховної Ради України (23.05.2002). Дата обращения: 28 февраля 2010. Архивировано 6 июня 2023 года.
62. ↑  Указ Президента Украины от 07.08.2002 года № 691/2002 «Про присвоєння звання Герой України» (укр.). Управління комп'ютеризованих систем Апарату Верховної Ради України (07.08.2002). Дата обращения: 28 февраля 2010. Архивировано 2 января 2020 года.
63. ↑  Указ Президента Украины от 22.08.2002 года № 734/2002 «Про присвоєння звання Герой України» (укр.). Управління комп'ютеризованих систем Апарату Верховної Ради України (22.08.2002). Дата обращения: 28 февраля 2010. Архивировано 4 июня 2023 года.
64. ↑  Указ Президента Украины от 22.08.2002 года № 735/2002 «Про присвоєння звання Герой України» (укр.). Управління комп'ютеризованих систем Апарату Верховної Ради України (22.08.2002). Дата обращения: 28 февраля 2010. Архивировано 5 июня 2023 года.
65. ↑  Указ Президента Украины от 22.08.2002 года № 736/2002 «Про присвоєння звання Герой України» (укр.). Управління комп'ютеризованих систем Апарату Верховної Ради України (22.08.2002). Дата обращения: 28 февраля 2010. Архивировано 5 июня 2023 года.
66. ↑  Указ Президента Украины от 29.08.2002 года № 778/2002 «Про присвоєння звання Герой України» (укр.). Управління комп'ютеризованих систем Апарату Верховної Ради України (29.08.2002). Дата обращения: 1 марта 2010. Архивировано 7 июня 2023 года.
67. ↑  Указ Президента Украины от 19.09.2002 года № 838/2002 «Про присвоєння звання Герой України» (укр.). Управління комп'ютеризованих систем Апарату Верховної Ради України (19.09.2002). Дата обращения: 1 марта 2010. Архивировано 4 июня 2023 года.
68. ↑  Указ Президента Украины от 01.10.2002 года № 890/2002 «Про присвоєння звання Герой України» (укр.). Управління комп'ютеризованих систем Апарату Верховної Ради України (01.10.2002). Дата обращения: 1 марта 2010. Архивировано 4 июня 2023 года.
69. ↑  Указ Президента Украины от 02.10.2002 года № 972/2002 «Про присвоєння звання Герой України» (укр.). Управління комп'ютеризованих систем Апарату Верховної Ради України (02.10.2002). Дата обращения: 1 марта 2010. Архивировано 5 июня 2023 года.
70. ↑  Указ Президента Украины от 13.11.2002 года № 1018/2002 «Про присвоєння звання Герой України» (укр.). Управління комп'ютеризованих систем Апарату Верховної Ради України (13.11.2002). Дата обращения: 11 марта 2010. Архивировано 7 июня 2023 года.
71. ↑  Указ Президента Украины от 13.11.2002 года № 1019/2002 «Про присвоєння звання Герой України» (укр.). Управління комп'ютеризованих систем Апарату Верховної Ради України (13.11.2002). Дата обращения: 11 марта 2010. Архивировано 4 июня 2023 года.
72. ↑  Указ Президента Украины от 13.11.2002 года № 1020/2002 «Про присвоєння звання Герой України» (укр.). Управління комп'ютеризованих систем Апарату Верховної Ради України (13.11.2002). Дата обращения: 11 марта 2010. Архивировано 5 июня 2023 года.
73. ↑  Указ Президента Украины от 13.11.2002 года № 1021/2002 «Про присвоєння звання Герой України» (укр.). Управління комп'ютеризованих систем Апарату Верховної Ради України (13.11.2002). Дата обращения: 11 марта 2010. Архивировано 6 июня 2023 года.
74. ↑  Указ Президента Украины от 28.12.2002 года № 1237/2002 «Про присвоєння звання Герой України» (укр.). Управління комп'ютеризованих систем Апарату Верховної Ради України (28.12.2002). Дата обращения: 11 марта 2010. Архивировано 4 июня 2023 года.
75. ↑  Указ Президента Украины от 20.02.2003 года № 144/2003 «Про присвоєння звання Герой України» (укр.). Управління комп'ютеризованих систем Апарату Верховної Ради України (20.02.2003). Дата обращения: 11 марта 2010. Архивировано 6 июня 2023 года.
76. ↑  Указ Президента Украины от 20.02.2003 года № 145/2003 «Про присвоєння звання Герой України» (укр.). Управління комп'ютеризованих систем Апарату Верховної Ради України (20.02.2003). Дата обращения: 11 марта 2010. Архивировано 4 июня 2023 года.
77. ↑  Указ Президента Украины от 22.05.2003 года № 433/2003 «Про присвоєння звання Герой України» (укр.). Управління комп'ютеризованих систем Апарату Верховної Ради України (22.05.2003). Дата обращения: 11 марта 2010. Архивировано 4 июня 2023 года.
78. ↑  Указ Президента Украины от 18.07.2003 года № 703/2003 «Про присвоєння звання Герой України» (укр.). Управління комп'ютеризованих систем Апарату Верховної Ради України (18.07.2003). Дата обращения: 11 марта 2010. Архивировано 5 июня 2023 года.
79. ↑  Указ Президента Украины от 14.08.2003 года № 835/2003 «Про присвоєння звання Герой України» (укр.). Управління комп'ютеризованих систем Апарату Верховної Ради України (14.08.2003). Дата обращения: 11 марта 2010. Архивировано 4 июня 2023 года.
80. ↑  Указ Президента Украины от 16.08.2003 года № 839/2003 «Про присвоєння звання Герой України» (укр.). Управління комп'ютеризованих систем Апарату Верховної Ради України (16.08.2003). Дата обращения: 18 апреля 2010. Архивировано 4 июня 2023 года.
81. ↑  Указ Президента Украины от 21.08.2003 года № 866/2003 «Про присвоєння звання Герой України» (укр.). Управління комп'ютеризованих систем Апарату Верховної Ради України (21.08.2003). Дата обращения: 18 апреля 2010. Архивировано 6 июня 2023 года.
82. ↑  Указ Президента Украины от 21.08.2003 года № 867/2003 «Про присвоєння звання Герой України» (укр.). Управління комп'ютеризованих систем Апарату Верховної Ради України (21.08.2003). Дата обращения: 18 апреля 2010. Архивировано 4 июня 2023 года.
83. ↑  Указ Президента Украины от 21.08.2003 года № 875/2003 «Про присвоєння звання Герой України» (укр.). Управління комп'ютеризованих систем Апарату Верховної Ради України (21.08.2003). Дата обращения: 18 апреля 2010. Архивировано 14 февраля 2022 года.
84. ↑  Указ Президента Украины от 27.08.2003 года № 931/2003 «Про присвоєння звання Герой України» (укр.). Управління комп'ютеризованих систем Апарату Верховної Ради України (27.08.2003). Дата обращения: 18 апреля 2010. Архивировано 17 октября 2022 года.
85. ↑  Указ Президента Украины от 31.10.2003 года № 1236/2003 «Про присвоєння Р. Кириченко звання Герой України» (укр.). Управління комп'ютеризованих систем Апарату Верховної Ради України (31.10.2003). Дата обращения: 18 апреля 2010. Архивировано 4 июня 2023 года.
86. ↑  Указ Президента Украины от 05.11.2003 года № 1266/2003 «Про присвоєння Д. Мельничуку звання Герой України» (укр.). Управління комп'ютеризованих систем Апарату Верховної Ради України (05.11.2003). Дата обращения: 18 апреля 2010. Архивировано 6 июня 2023 года.
87. ↑  Указ Президента Украины от 12.11.2003 года № 1294/2003 «Про присвоєння М. Васильченку звання Герой України» (укр.). Управління комп'ютеризованих систем Апарату Верховної Ради України (12.11.2003). Дата обращения: 18 апреля 2010. Архивировано 6 июня 2023 года.
88. ↑  Указ Президента Украины от 12.11.2003 года № 1295/2003 «Про присвоєння В. Сілецькому звання Герой України» (укр.). Управління комп'ютеризованих систем Апарату Верховної Ради України (12.11.2003). Дата обращения: 18 апреля 2010. Архивировано 4 июня 2023 года.
89. ↑  Указ Президента Украины от 12.11.2003 года № 1296/2003 «Про присвоєння В. Синякову звання Герой України» (укр.). Управління комп'ютеризованих систем Апарату Верховної Ради України (12.11.2003). Дата обращения: 18 апреля 2010. Архивировано 7 июня 2023 года.
90. ↑  Указ Президента Украины от 20.11.2003 года № 1319/2003 «Про присвоєння М. Сургаю звання Герой України» (укр.). Управління комп'ютеризованих систем Апарату Верховної Ради України (20.11.2003). Дата обращения: 18 апреля 2010. Архивировано 6 июня 2023 года.
91. ↑  Указ Президента Украины от 26.02.2004 года № 231/2004 «Про присвоєння В. Лук'яненку звання Герой України» (укр.). Управління комп'ютеризованих систем Апарату Верховної Ради України (26.02.2004). Дата обращения: 18 апреля 2010. Архивировано 5 июня 2023 года.
92. ↑  Указ Президента Украины от 01.04.2004 года № 384/2004 «Про присвоєння Я. Микитину звання Герой України» (укр.). Управління комп'ютеризованих систем Апарату Верховної Ради України (01.04.2004). Дата обращения: 18 апреля 2010. Архивировано 22 ноября 2021 года.
93. ↑  Указ Президента Украины от 12.04.2004 года № 422/2004 «Про присвоєння звання Герой України» (укр.). Управління комп'ютеризованих систем Апарату Верховної Ради України (12.04.2004). Дата обращения: 18 апреля 2010. Архивировано 4 июня 2023 года.
94. ↑  Указ Президента Украины от 18.05.2004 года № 544/2004 «Про присвоєння М. Орленку звання Герой України» (укр.). Управління комп'ютеризованих систем Апарату Верховної Ради України (18.05.2004). Дата обращения: 18 апреля 2010. Архивировано 7 июня 2023 года.
95. ↑  Указ Президента Украины от 18.05.2004 года № 555/2004 «Про присвоєння Ю. Бондіну звання Герой України» (укр.). Управління комп'ютеризованих систем Апарату Верховної Ради України (18.05.2004). Дата обращения: 18 апреля 2010. Архивировано 6 июня 2023 года.
96. ↑  Указ Президента Украины от 07.07.2004 года № 764/2004 «Про присвоєння Л. Литвинову звання Герой України» (укр.). Управління комп'ютеризованих систем Апарату Верховної Ради України (07.07.2004). Дата обращения: 18 апреля 2010. Архивировано 27 августа 2022 года.
97. ↑  Указ Президента Украины от 22.07.2004 года № 841/2004 «Про присвоєння В. Щеголю звання Герой України» (укр.). Управління комп'ютеризованих систем Апарату Верховної Ради України (22.07.2004). Дата обращения: 19 апреля 2010. Архивировано 4 июня 2023 года.
98. ↑  Указ Президента Украины от 04.08.2004 года № 841/2004 «Про присвоєння М. Костюченку звання Герой України» (укр.). Управління комп'ютеризованих систем Апарату Верховної Ради України (04.08.2004). Дата обращения: 19 апреля 2010. Архивировано 4 июня 2023 года.
99. ↑  Указ Президента Украины от 04.08.2004 года № 863/2004 «Про присвоєння О. Владимиренку звання Герой України» (укр.). Управління комп'ютеризованих систем Апарату Верховної Ради України (04.08.2004). Дата обращения: 19 апреля 2010. Архивировано 6 июня 2023 года.
100. ↑  Указ Президента Украины от 06.08.2004 года № 871/2004 «Про присвоєння С. Тулубу звання Герой України» (укр.). Управління комп'ютеризованих систем Апарату Верховної Ради України (06.08.2004). Дата обращения: 19 апреля 2010. Архивировано 4 июня 2023 года.
101. ↑  Указ Президента Украины от 18.08.2004 года № 916/2004 «Про присвоєння Я. Клочковій звання Герой України» (укр.). Управління комп'ютеризованих систем Апарату Верховної Ради України (18.08.2004). Дата обращения: 19 апреля 2010. Архивировано 2 января 2020 года.
102. ↑  Указ Президента Украины от 19.08.2004 года № 927/2004 «О присвоении В. Тацию звания Герой Украины» (укр.). Президент України. Iнтернет-представництво (19.08.2004). Дата обращения: 13 июля 2010. Архивировано 27 января 2014 года.
103. ↑  Указ Президента Украины от 19.08.2004 года № 928/2004 «Про присвоєння О. Жданову звання Герой України» (укр.). Президент України. Iнтернет-представництво (19.08.2004). Дата обращения: 13 июля 2010. Архивировано 27 января 2014 года.
104. ↑  Указ Президента Украины от 21.08.2004 года № 952/2004 «Про присвоєння П. Іващуку звання Герой України» (укр.). Президент України. Iнтернет-представництво (21.08.2004). Дата обращения: 13 июля 2010. Архивировано 27 января 2014 года.
105. ↑  Указ Президента Украины от 21.08.2004 года № 953/2004 «Про присвоєння М. Вантуху звання Герой України» (укр.). Президент України. Iнтернет-представництво (21.08.2004). Дата обращения: 13 июля 2010. Архивировано 27 января 2014 года.
106. ↑  Указ Президента Украины от 22.08.2004 года № 972/2004 «Про присвоєння Я. Шведу звання Герой України» (укр.). Президент України. Iнтернет-представництво (22.08.2004). Дата обращения: 13 июля 2010. Архивировано 27 января 2014 года.
107. ↑  Указ Президента Украины от 22.08.2004 года № 975/2004 «Про присвоєння Т. Молчановій звання Герой України» (укр.). Президент України. Iнтернет-представництво (22.08.2004). Дата обращения: 13 июля 2010. Архивировано 27 января 2014 года.
108. ↑  Указ Президента Украины от 22.08.2004 года № 976/2004 «Про присвоєння Л. Яковишину звання Герой України» (укр.). Президент України. Iнтернет-представництво (22.08.2004). Дата обращения: 13 июля 2010. Архивировано 27 января 2014 года.
109. ↑  Указ Президента Украины от 22.08.2004 года № 977/2004 «Про присвоєння О. Бартєнєву звання Герой України» (укр.). Президент України. Iнтернет-представництво (22.08.2004). Дата обращения: 13 июля 2010. Архивировано 27 января 2014 года.
110. ↑  Указ Президента Украины от 22.08.2004 года № 978/2004 «Про присвоєння Ю. Бойку звання Герой України» (укр.). Президент України. Iнтернет-представництво (22.08.2004). Дата обращения: 13 июля 2010. Архивировано 27 января 2014 года.
111. ↑  Указ Президента Украины от 25.08.2004 года № 996/2004 «Про присвоєння П. Загребельному звання Герой України» (укр.). Президент України. Iнтернет-представництво (25.08.2004). Дата обращения: 13 июля 2010. Архивировано 27 января 2014 года.
112. ↑  Указ Президента Украины от 27.08.2004 года № 1007/2004 «Про присвоєння Л. Байсарову звання Герой України» (укр.). Президент України. Iнтернет-представництво (27.08.2004). Дата обращения: 13 июля 2010. Архивировано 27 января 2014 года.
113. ↑  Указ Президента Украины от 27.09.2004 года № 1139/2004 «Про присвоєння звання Ю. Білоброву Герой України» (укр.). Президент України. Iнтернет-представництво (27.09.2004). Дата обращения: 14 июля 2010. Архивировано 27 января 2014 года.
114. ↑  Указ Президента Украины от 27.09.2004 года № 1140/2004 «О присвоении Д. Павлычко звания Герой Украины» (укр.). Президент України. Iнтернет-представництво (27.09.2004). Дата обращения: 14 июля 2010. Архивировано 27 января 2014 года.
115. ↑  Указ Президента Украины от 04.10.2004 года № 1166/2004 «Про присвоєння Ф. Якубову звання Герой України» (укр.). Президент України. Iнтернет-представництво (04.10.2004). Дата обращения: 14 июля 2010. Архивировано 27 января 2014 года.
116. ↑  Указ Президента Украины от 08.10.2004 года № 1194/2004 «Про присвоєння Л. Венедиктову звання Герой України» (укр.). Президент України. Iнтернет-представництво (08.10.2004). Дата обращения: 14 июля 2010. Архивировано 27 января 2014 года.
117. ↑  Указ Президента Украины от 13.10.2004 года № 1235/2004 «Про присвоєння В. Петренку звання Герой України» (укр.). Президент України. Iнтернет-представництво (13.10.2004). Дата обращения: 14 июля 2010. Архивировано 27 января 2014 года.
118. ↑  Указ Президента Украины от 19.10.2004 года № 1259/2004 «Про присвоєння В. Смирнову звання Герой України» (укр.). Президент України. Iнтернет-представництво (19.10.2004). Дата обращения: 14 июля 2010. Архивировано 27 января 2014 года.
119. ↑  Указ Президента Украины от 20.10.2004 года № 1279/2004 «Про присвоєння В. Матвієнку звання Герой України» (укр.). Президент України. Iнтернет-представництво (20.10.2004). Дата обращения: 14 июля 2010. Архивировано 27 января 2014 года.
120. ↑  Указ Президента Украины от 21.10.2004 года № 1293/2004 «Про присвоєння І. Вужинському звання Герой України» (укр.). Президент України. Iнтернет-представництво (21.10.2004). Дата обращения: 14 июля 2010. Архивировано 27 января 2014 года.
121. ↑  Указ Президента Украины от 21.10.2004 года № 1294/2004 «Про присвоєння В. Остапчуку звання Герой України» (укр.). Президент України. Iнтернет-представництво (21.10.2004). Дата обращения: 14 июля 2010. Архивировано 27 января 2014 года.
122. ↑  Указ Президента Украины от 10.11.2004 года № 1391/2004 «Про присвоєння Г. Книшову звання Герой України» (укр.). Управління комп'ютеризованих систем Апарату Верховної Ради України (10.11.2004). Дата обращения: 14 июля 2010. Архивировано 6 июня 2023 года.
123. ↑  Указ Президента Украины от 16.11.2004 года № 1412/2004 «О присвоении А. Головко звания Герой Украины» (укр.). Президент України. Iнтернет-представництво (16.11.2004). Дата обращения: 14 июля 2010. Архивировано 27 января 2014 года.
124. ↑  Указ Президента Украины от 16.11.2004 года № 1413/2004 «Про присвоєння О. Кудревичу звання Герой України» (укр.). Президент України. Iнтернет-представництво (16.11.2004). Дата обращения: 14 июля 2010. Архивировано 27 января 2014 года.
125. ↑  Указ Президента Украины от 16.11.2004 года № 1414/2004 «Про присвоєння П. Саблуку звання Герой України» (укр.). Президент України. Iнтернет-представництво (16.11.2004). Дата обращения: 14 июля 2010. Архивировано 27 января 2014 года.
126. ↑  Указ Президента Украины от 16.11.2004 года № 1415/2004 «Про присвоєння Т. Корост звання Герой України» (укр.). Президент України. Iнтернет-представництво (16.11.2004). Дата обращения: 14 июля 2010. Архивировано 27 января 2014 года.
127. ↑  Указ Президента Украины от 16.11.2004 года № 1416/2004 «Про присвоєння В. Видоборі звання Герой України» (укр.). Президент України. Iнтернет-представництво (16.11.2004). Дата обращения: 14 июля 2010. Архивировано 27 января 2014 года.
128. ↑  Указ Президента Украины от 19.11.2004 года № 1430/2004 «Про присвоєння М. Гавриленкову звання Герой України» (укр.). Управління комп'ютеризованих систем Апарату Верховної Ради України (19.11.2004). Дата обращения: 14 июля 2010. Архивировано 7 июня 2023 года.
129. ↑  Указ Президента Украины от 09.12.2004 года № 1459/2004 «Про присвоєння В. Литвину звання Герой України» (укр.). Президент України. Iнтернет-представництво (09.12.2004). Дата обращения: 14 июля 2010. Архивировано 27 января 2014 года.
130. ↑  Указ Президента Украины от 31.12.2004 года № 1591/2004 «О присвоении А. Шевченко звания Герой Украины» (укр.). Президент України. Iнтернет-представництво (31.12.2004). Дата обращения: 14 июля 2010. Архивировано 28 января 2014 года.
131. ↑  Указ Президента Украины от 31.12.2004 года № 1602/2004 «Про присвоєння В.Кличку звання Герой України» (укр.). Президент України. Iнтернет-представництво (31.12.2004). Дата обращения: 14 июля 2010. Архивировано 27 января 2014 года.
132. ↑  Указ Президента Украины от 19.01.2005 года № 50/2005 «Про присвоєння І.Даниленку звання Герой України» (укр.). Управління комп'ютеризованих систем Апарату Верховної Ради України (19.01.2005). Дата обращения: 14 июля 2010. Архивировано 5 июня 2023 года.
133. ↑  Указ Президента Украины от 03.03.2005 года № 408/2005 «Про присвоєння М. Гулому звання Герой України» (укр.). Президент України. Iнтернет-представництво (03.03.2005). Дата обращения: 14 июля 2010. Архивировано 28 января 2014 года.
134. ↑  Указ Президента Украины от 11.03.2005 года № 459/2005 «Про присвоєння М. Сікорському звання Герой України» (укр.). Президент України. Iнтернет-представництво (11.03.2005). Дата обращения: 14 июля 2010. Архивировано 28 января 2014 года.
135. ↑  Указ Президента Украины от 28.03.2005 года № 537/2005 «Про присвоєння Д. Гнатюку звання Герой України» (укр.). Президент України. Iнтернет-представництво (28.03.2005). Дата обращения: 14 июля 2010. Архивировано 28 января 2014 года.
136. ↑  Указ Президента Украины от 19.04.2005 года № 665/2005 «О присвоении Л. Лукьяненко звания Герой Украины». Президент Украины. Официальное интернет-представительство (19.04.2005). Дата обращения: 23 августа 2010. Архивировано 28 января 2014 года.
137. ↑  Указ Президента України № 753/2005 від 6 травня 2005 року «Про присвоєння О. Бересту звання Герой України» (укр.). Управління комп'ютеризованих систем Апарату Верховної Ради України (06.05.2005). Дата обращения: 2 сентября 2012. Архивировано 7 января 2019 года.
138. ↑  Указ Президента Украины от 07.05.2005 года № 755/2005 «О присвоении А.Момотенко звания Герой Украины». Президент Украины. Официальное интернет-представительство (07.05.2005). Дата обращения: 23 августа 2010. Архивировано 28 января 2014 года.
139. ↑  Указ Президента Украины от 16.05.2005 года № 806/2005 «О присвоении Б. Возницкому звания Герой Украины». Президент Украины. Официальное интернет-представительство (16.05.2005). Дата обращения: 23 августа 2010. Архивировано 28 января 2014 года.
140. ↑  Указ Президента Украины от 20.06.2005 года № 974/2005 «О присвоении А.Шалимову звания Герой Украины». Президент Украины. Официальное интернет-представительство (20.06.2005). Дата обращения: 23 августа 2010. Архивировано 28 января 2014 года.
141. ↑  Указ Президента Украины от 11.07.2005 года № 1072/2005 «О присвоении В. Гетьману звания Герой Украины». Президент Украины. Официальное интернет-представительство (11.07.2005). Дата обращения: 23 августа 2010. Архивировано 27 сентября 2011 года.
142. ↑  Указ Президента Украины от 14.07.2005 года № 1106/2005 «О присвоении А. Гончару звания Герой Украины». Президент Украины. Официальное интернет-представительство (14.07.2005). Дата обращения: 23 августа 2010. Архивировано 28 января 2014 года.
143. ↑  Указ Президента Украины от 23.08.2005 года № 1194/2005 «О присвоении М.Дорошко звания Герой Украины». Президент Украины. Официальное интернет-представительство (23.08.2005). Дата обращения: 23 августа 2010. Архивировано 28 января 2014 года.
144. ↑  Указ Президента Украины от 23.08.2005 года № 1195/2005 «О присвоении И. Юхновскому звания Герой Украины». Президент Украины. Официальное интернет-представительство (23.08.2005). Дата обращения: 23 августа 2010. Архивировано 28 января 2014 года.
145. ↑  Указ Президента Украины от 23.08.2005 года № 1202/2005 «О присвоении Г. Гонгадзе звания Герой Украины». Президент Украины. Официальное интернет-представительство (23.08.2005). Дата обращения: 23 августа 2010. Архивировано 28 января 2014 года.
146. ↑  Указ Президента Украины от 21.10.2005 года № 1503/2005 «О присвоении Б.Олийныку звания Герой Украины». Президент Украины. Официальное интернет-представительство (21.10.2005). Дата обращения: 23 августа 2010. Архивировано 28 января 2014 года.
147. ↑  Указ Президента Украины от 26.11.2005 года № 1652/2005 «О присвоении В.Стусу звания Герой Украины». Президент Украины. Официальное интернет-представительство (26.11.2005). Дата обращения: 23 августа 2010. Архивировано 28 января 2014 года.
148. ↑  Указ Президента Украины от 30.12.2005 года № 1883/2005 «О присвоении А.Силину звания Герой Украины». Президент Украины. Официальное интернет-представительство (30.12.2005). Дата обращения: 23 августа 2010. Архивировано 28 января 2014 года.
149. ↑  Указ Президента Украины от 21.01.2006 года № 54/2006 «О присвоении Н.Матвиенко звания Герой Украины». Президент Украины. Официальное интернет-представительство (21.01.2006). Дата обращения: 23 августа 2010. Архивировано 28 января 2014 года.
150. ↑  Указ Президента Украины от 23.01.2006 года № 60/2006 «О присвоении И.Сподаренко звания Герой Украины». Президент Украины. Официальное интернет-представительство (23.01.2006). Дата обращения: 23 августа 2010. Архивировано 28 января 2014 года.
151. ↑  Указ Президента Украины от 03.04.2006 года № 287/2006 «О присвоении Е.Юрковской звания Герой Украины». Президент Украины. Официальное интернет-представительство (03.04.2006). Дата обращения: 23 августа 2010. Архивировано 28 января 2014 года.
152. ↑  Указ Президента Украины от 21.04.2006 года № 328/2006 «О присвоении звания Герой Украины». Коллективный указ. Награждённые приведены в том порядке, который дан в указе. Президент Украины. Официальное интернет-представительство (21.04.2006). Дата обращения: 23 августа 2010. Архивировано 28 января 2014 года.
153. ↑  Указ Президента Украины от 03.05.2006 года № 335/2006 «О присвоении М.Василишину звания Герой Украины». Президент Украины. Официальное интернет-представительство (03.05.2006). Дата обращения: 23 августа 2010. Архивировано 28 января 2014 года.
154. ↑  Указ Президента Украины от 26.06.2006 года № 577/2006 «О присвоении Е.Мирошниченко звания Герой Украины». Президент Украины. Официальное интернет-представительство (26.06.2006). Дата обращения: 23 августа 2010. Архивировано 28 января 2014 года.
155. ↑  Указ Президента Украины от 19.08.2006 года № 699/2006 «О присвоении В.Николаеву звания Герой Украины». Президент Украины. Официальное интернет-представительство (19.08.2006). Дата обращения: 23 августа 2010. Архивировано 28 января 2014 года.
156. ↑  Указ Президента Украины от 19.08.2006 года № 700/2006 «О присвоении В.Роик звания Герой Украины». Президент Украины. Официальное интернет-представительство (19.08.2006). Дата обращения: 23 августа 2010. Архивировано 28 января 2014 года.
157. ↑  Указ Президента Украины от 19.08.2006 года № 701/2006 «О присвоении В.Бондареву звания Герой Украины». Президент Украины. Официальное интернет-представительство (19.08.2006). Дата обращения: 23 августа 2010. Архивировано 28 января 2014 года.
158. ↑  Указ Президента Украины от 19.08.2006 года № 702/2006 «О присвоении В.Шевченко звания Герой Украины». Президент Украины. Официальное интернет-представительство (19.08.2006). Дата обращения: 23 августа 2010. Архивировано 28 января 2014 года.
159. ↑  Указ Президента Украины от 19.08.2006 года № 703/2006 «О присвоении Ю.Шухевичу звания Герой Украины». Президент Украины. Официальное интернет-представительство (19.08.2006). Дата обращения: 23 августа 2010. Архивировано 28 января 2014 года.
160. ↑  Указ Президента Украины от 19.08.2006 года № 704/2006 «О присвоении С.Хмаре звания Герой Украины». Президент Украины. Официальное интернет-представительство (19.08.2006). Дата обращения: 23 августа 2010. Архивировано 28 января 2014 года.
161. ↑  Указ Президента Украины от 19.08.2006 года № 705/2006 «О присвоении И.Драчу звания Герой Украины». Президент Украины. Официальное интернет-представительство (19.08.2006). Дата обращения: 23 августа 2010. Архивировано 28 января 2014 года.
162. ↑  Указ Президента Украины от 19.08.2006 года № 706/2006 «О присвоении А.Павленко звания Герой Украины». Президент Украины. Официальное интернет-представительство (19.08.2006). Дата обращения: 23 августа 2010. Архивировано 28 января 2014 года.
163. ↑  Указ Президента Украины от 19.08.2006 года № 707/2006 «О присвоении В.Оробею звания Герой Украины». Президент Украины. Официальное интернет-представительство (19.08.2006). Дата обращения: 23 августа 2010. Архивировано 28 января 2014 года.
164. ↑  Указ Президента Украины от 21.09.2006 года № 768/2006 «Про присвоєння звання Герой України» (укр.). Коллективный указ. Награждённые приведены в том порядке, который дан в указе. Президент України. Iнтернет-представництво (21.09.2006). Дата обращения: 14 июля 2010. Архивировано 28 января 2014 года.
165. ↑  Указ Президента Украины от 25.09.2006 года № 787/2006 «О присвоении Е.Пронюку звания Герой Украины». Президент Украины. Официальное интернет-представительство (25.09.2006). Дата обращения: 23 августа 2010. Архивировано 28 января 2014 года.
166. ↑  Указ Президента Украины от 01.11.2006 года № 925/2006 «О присвоении В.Сташису звания Герой Украины». Президент Украины. Официальное интернет-представительство (01.11.2006). Дата обращения: 23 августа 2010. Архивировано 28 января 2014 года.
167. ↑  Указ Президента Украины от 21.11.2006 года № 989/2006 «О присвоении В.Ландыку звания Герой Украины». Президент Украины. Официальное интернет-представительство (21.11.2006). Дата обращения: 23 августа 2010. Архивировано 28 января 2014 года.
168. ↑  Указ Президента Украины от 05.12.2006 года № 1030/2006 «Про присвоєння О.Масельському звання Герой України». Президент Украины. Официальное интернет-представительство (05.12.2006). Дата обращения: 23 августа 2010. Архивировано 28 января 2014 года.
169. ↑  Указ Президента Украины от 18.01.2007 года № 28/2007 «О присвоении А.Гирныку звания Герой Украины». Президент Украины. Официальное интернет-представительство (18.01.2007). Дата обращения: 23 августа 2010. Архивировано 28 января 2014 года.
170. ↑  Указ Президента Украины от 18.01.2007 года № 29/2007 «О присвоении Ю.Оробцу звания Герой Украины». Президент Украины. Официальное интернет-представительство (18.01.2007). Дата обращения: 23 августа 2010. Архивировано 28 января 2014 года.
171. ↑  Указ Президента Украины от 18.01.2007 года № 30/2007 «О присвоении Ю.Митропольскому звания Герой Украины». Президент Украины. Официальное интернет-представительство (18.01.2007). Дата обращения: 23 августа 2010. Архивировано 28 января 2014 года.
172. ↑  Указ Президента Украины от 05.03.2007 года № 175/2007 «О присвоении И.Вакарчуку звания Герой Украины». Президент Украины. Официальное интернет-представительство (05.03.2007). Дата обращения: 23 августа 2010. Архивировано 28 января 2014 года.
173. ↑  Указ Президента Украины от 07.05.2007 года № 387/2007 «О присвоении К.Деревянко звания Герой Украины». Президент Украины. Официальное интернет-представительство (07.05.2007). Дата обращения: 23 августа 2010. Архивировано 28 мая 2010 года.
174. ↑  Указ Президента Украины от 16.05.2007 года № 409/2007 «О присвоении П.Костюку звания Герой Украины». Президент Украины. Официальное интернет-представительство (16.05.2007). Дата обращения: 23 августа 2010. Архивировано 28 января 2014 года.
175. ↑  Указ Президента Украины от 25.06.2007 года № 559/2007 «О присвоении В.Брюховецкому звания Герой Украины». Президент Украины. Официальное интернет-представительство (25.06.2007). Дата обращения: 17 июля 2011. Архивировано 30 августа 2013 года.
176. ↑  Указ Президента Украины от 02.07.2007 года № 581/2007 «Про присвоєння М.Жаурову звання Герой України» (укр.). Президент України. Iнтернет-представництво (02.07.2007). Дата обращения: 14 июля 2010. Архивировано 31 августа 2013 года.
177. ↑  Указ Президента Украины от 12.07.2007 года № 635/2007 «О присвоении А.Роговцевой звания Герой Украины». Президент Украины. Официальное интернет-представительство (12.07.2007). Дата обращения: 23 августа 2010. Архивировано 30 августа 2013 года.
178. ↑  Указ Президента Украины от 21.08.2007 года № 732/2007 «О присвоении Г.Вороновскому звания Герой Украины». Президент Украины. Официальное интернет-представительство (21.08.2007). Дата обращения: 23 августа 2010. Архивировано 28 января 2014 года.
179. ↑  Указ Президента Украины от 21.08.2007 года № 733/2007 «О присвоении Б.Литваку звания Герой Украины». Президент Украины. Официальное интернет-представительство (21.08.2007). Дата обращения: 23 августа 2010. Архивировано 28 января 2014 года.
180. ↑  Указ Президента Украины от 21.08.2007 года № 734/2007 «О присвоении И.Балюку звания Герой Украины». Президент Украины. Официальное интернет-представительство (21.08.2007). Дата обращения: 23 августа 2010. Архивировано 28 января 2014 года.
181. ↑  Указ Президента Украины от 21.08.2007 года № 735/2007 «О присвоении Г.Березовскому звания Герой Украины». Президент Украины. Официальное интернет-представительство (21.08.2007). Дата обращения: 23 августа 2010. Архивировано 28 января 2014 года.
182. ↑  Указ Президента Украины от 21.08.2007 года № 736/2007 «О присвоении В.Стельмаху звания Герой Украины». Президент Украины. Официальное интернет-представительство (21.08.2007). Дата обращения: 23 августа 2010. Архивировано 28 января 2014 года.
183. ↑  Указ Президента Украины от 21.08.2007 года № 737/2007 «О присвоении Н.Романчуку звания Герой Украины». Президент Украины. Официальное интернет-представительство (21.08.2007). Дата обращения: 23 августа 2010. Архивировано 28 января 2014 года.
184. ↑  Указ Президента Украины от 21.08.2007 года № 738/2007 «О присвоении Н.Багрову звания Герой Украины». Президент Украины. Официальное интернет-представительство (21.08.2007). Дата обращения: 23 августа 2010. Архивировано 28 января 2014 года.
185. ↑  Указ Президента Украины от 23.08.2007 года № 765/2007 «О присвоении О.Крижовачуку звания Герой Украины». Президент Украины. Официальное интернет-представительство (23.08.2007). Дата обращения: 23 августа 2010. Архивировано 28 января 2014 года.
186. ↑  Указ Президента Украины от 23.08.2007 года № 766/2007 «О присвоении С.Руденко звания Герой Украины». Президент Украины. Официальное интернет-представительство (23.08.2007). Дата обращения: 23 августа 2010. Архивировано 28 января 2014 года.
187. ↑  Указ Президента Украины от 23.08.2007 года № 767/2007 «О присвоении С.Быстрову звания Герой Украины». Президент Украины. Официальное интернет-представительство (23.08.2007). Дата обращения: 23 августа 2010. Архивировано 28 января 2014 года.
188. ↑  Указ Президента Украины от 10.09.2007 года № 844/2007 «О присвоении Ю.Гречихе звания Герой Украины». Президент Украины. Официальное интернет-представительство (10.09.2007). Дата обращения: 23 августа 2010. Архивировано 28 января 2014 года.
189. ↑  Указ Президента Украины от 12.10.2007 года № 965/2007 «О присвоении Р.Шухевичу звания Герой Украины». Президент Украины. Официальное интернет-представительство (12.10.2007). Дата обращения: 23 августа 2010. Архивировано 22 ноября 2011 года.
190. ↑  Указ Президента Украины от 15.11.2007 года № 1098/2007 «О присвоении А.Вадатурскому звания Герой Украины». Президент Украины. Официальное интернет-представительство (15.11.2007). Дата обращения: 23 августа 2010. Архивировано 28 января 2014 года.
191. ↑  Указ Президента Украины от 21.11.2007 года № 1132/2007 «Про відзначення державними нагородами України» (укр.). Коллективный указ. Награждённые приведены в том порядке, который дан в указе. Президент України. Iнтернет-представництво (21.11.2007). Дата обращения: 14 июля 2010. Архивировано 28 января 2014 года.
192. ↑  Указ Президента Украины от 21.11.2007 года № 1133/2007 «О присвоении В.Ивчуку звания Герой Украины». Президент Украины. Официальное интернет-представительство (21.11.2007). Дата обращения: 23 августа 2010. Архивировано 28 января 2014 года.
193. ↑  Указ Президента Украины от 14.01.2008 года № 15/2008 «О присвоении В.Казакову звания Герой Украины». Президент Украины. Официальное интернет-представительство (14.01.2008). Дата обращения: 23 августа 2010. Архивировано 28 января 2014 года.
194. ↑  Указ Президента Украины от 07.03.2008 года № 201/2008 «Про присвоєння В.Моргуну звання Герой України» (укр.). Президент України. Iнтернет-представництво (07.03.2008). Дата обращения: 14 июля 2010. Архивировано 28 января 2014 года.
195. ↑  Указ Президента Украины от 03.07.2008 года № 615/2008 «Про відзначення державними нагородами України» (укр.). Коллективный указ. Награждённые приведены в том порядке, который дан в указе. Президент України. Iнтернет-представництво (03.07.2008). Дата обращения: 14 июля 2010. Архивировано 28 января 2014 года.
196. ↑  Указ Президента Украины от 20.08.2008 года № 749/2008 «О присвоении В.Хоришко звания Герой Украины». Президент Украины. Официальное интернет-представительство (20.08.2008). Дата обращения: 23 августа 2010. Архивировано 28 января 2014 года.
197. ↑  Указ Президента Украины от 20.08.2008 года № 750/2008 «О присвоении В.Дзензерскому звания Герой Украины». Президент Украины. Официальное интернет-представительство (20.08.2008). Дата обращения: 23 августа 2010. Архивировано 28 января 2014 года.
198. ↑  Указ Президента Украины от 20.08.2008 года № 751/2008 «О присвоении Н.Крюковой звания Герой Украины». Президент Украины. Официальное интернет-представительство (20.08.2008). Дата обращения: 23 августа 2010. Архивировано 28 января 2014 года.
199. ↑  Указ Президента Украины от 20.08.2008 года № 754/2008 «О присвоении Ю.Косюку звания Герой Украины». Президент Украины. Официальное интернет-представительство (20.08.2008). Дата обращения: 23 августа 2010. Архивировано 28 января 2014 года.
200. ↑  Указ Президента Украины от 20.08.2008 года № 757/2008 «О присвоении И.Гулому звания Герой Украины». Президент Украины. Официальное интернет-представительство (20.08.2008). Дата обращения: 23 августа 2010. Архивировано 28 января 2014 года.
201. ↑  Указ Президента Украины от 20.08.2008 года № 758/2008 «О присвоении М.Скорику звания Герой Украины». Президент Украины. Официальное интернет-представительство (20.08.2008). Дата обращения: 23 августа 2010. Архивировано 28 января 2014 года.
202. ↑  Указ Президента Украины от 27.08.2008 года № 770/2008 «Про відзначення державними нагородами України працівників вугільної промисловості» (укр.). Коллективный указ. Награждённые приведены в том порядке, который дан в указе. Президент України. Iнтернет-представництво (27.08.2008). Дата обращения: 14 июля 2010. Архивировано 28 января 2014 года.
203. ↑  Указ Президента Украины от 13.10.2008 года № 925/2008 «Про присвоєння В.Сушкевичу звання Герой України» (укр.). Президент України. Iнтернет-представництво (13.10.2008). Дата обращения: 14 июля 2010. Архивировано 28 января 2014 года.
204. ↑  Указ Президента Украины от 16.10.2008 года № 938/2008 «О присвоении А.Коваленко звания Герой Украины». Президент Украины. Официальное интернет-представительство (16.10.2008). Дата обращения: 23 августа 2010. Архивировано 28 января 2014 года.
205. ↑  Указ Президента Украины от 10.11.2008 года № 1026/2008 «Про присвоєння А.Ровчаку звання Герой України» (укр.). Президент України. Iнтернет-представництво (10.11.2008). Дата обращения: 14 июля 2010. Архивировано 28 января 2014 года.
206. ↑  Указ Президента Украины от 24.11.2008 года № 1071/2008 «О присвоении М.Жару звания Герой Украины». Президент Украины. Официальное интернет-представительство (24.11.2008). Дата обращения: 23 августа 2010. Архивировано 28 января 2014 года.
207. ↑  Указ Президента Украины от 25.11.2008 года № 1077/2008 «Про присвоєння Г.Китастому звання Герой України» (укр.). Президент України. Iнтернет-представництво (25.11.2008). Дата обращения: 14 июля 2010. Архивировано 28 января 2014 года.
208. ↑  Указ Президента Украины от 16.01.2009 года № 27/2009 «Про присвоєння Р.Іваничуку звання Герой України» (укр.). Президент України. Iнтернет-представництво (16.01.2009). Дата обращения: 14 июля 2010. Архивировано 28 января 2014 года.
209. ↑  Указ Президента Украины от 16.01.2009 года № 28/2009 «Про присвоєння Є.Станковичу звання Герой України» (укр.). Президент України. Iнтернет-представництво (16.01.2009). Дата обращения: 14 июля 2010. Архивировано 28 января 2014 года.
210. ↑  Указ Президента Украины от 01.03.2009 года № 110/2009 «Про присвоєння В.Івасюку звання Герой України» (укр.). Президент України. Iнтернет-представництво (01.03.2009). Дата обращения: 14 июля 2010. Архивировано 28 января 2014 года.
211. ↑  Указ Президента Украины от 20.03.2009 года № 174/2009 «Про присвоєння Ю.Мушкетику звання Герой України» (укр.). Президент України. Iнтернет-представництво (20.03.2009). Дата обращения: 14 июля 2010. Архивировано 28 января 2014 года.
212. ↑  Указ Президента Украины от 23.03.2009 года № 178/2009 «Про присвоєння П.Муравському звання Герой України» (укр.). Президент України. Iнтернет-представництво (23.03.2009). Дата обращения: 14 июля 2010. Архивировано 28 января 2014 года.
213. ↑  Указ Президента Украины от 23.06.2009 года № 480/2009 «О присвоении Ю.Карасику звания Герой Украины». Президент Украины. Официальное интернет-представительство (23.02.2009). Дата обращения: 23 августа 2010. Архивировано 28 января 2014 года.
214. ↑  Указ Президента Украины от 23.06.2009 года № 481/2009 «О присвоении А.Порошенко звания Герой Украины». Президент Украины. Официальное интернет-представительство (23.06.2009). Дата обращения: 23 августа 2010. Архивировано 28 января 2014 года.
215. ↑  Указ Президента Украины от 12.07.2009 года № 535/2009 «Про присвоєння А.Паламаренку звання Герой України» (укр.). Президент України. Iнтернет-представництво (12.07.2009). Дата обращения: 14 июля 2010. Архивировано 28 января 2014 года.
216. ↑  Указ Президента Украины от 19.08.2009 года № 631/2009 «Про присвоєння В.Зінкевичу звання Герой України» (укр.). Президент України. Iнтернет-представництво (19.08.2009). Дата обращения: 14 июля 2010. Архивировано 28 января 2014 года.
217. ↑  Указ Президента Украины от 19.08.2009 года № 632/2009 «Про присвоєння С.Войтовичу звання Герой України» (укр.). Президент України. Iнтернет-представництво (19.08.2009). Дата обращения: 14 июля 2010. Архивировано 28 января 2014 года.
218. ↑  Указ Президента Украины от 19.08.2009 года № 633/2009 «Про присвоєння М.Бойку звання Герой України» (укр.). Президент України. Iнтернет-представництво (19.08.2009). Дата обращения: 14 июля 2010. Архивировано 28 января 2014 года.
219. ↑  Указ Президента Украины от 19.08.2009 года № 634/2009 «Про присвоєння О.Мостіпану звання Герой України» (укр.). Президент України. Iнтернет-представництво (19.08.2009). Дата обращения: 14 июля 2010. Архивировано 15 января 2012 года.
220. ↑  Указ Президента Украины от 19.08.2009 года № 635/2009 «Про присвоєння Т.Балагурі звання Герой України» (укр.). Президент України. Iнтернет-представництво (19.08.2009). Дата обращения: 14 июля 2010. Архивировано 28 января 2014 года.
221. ↑  Указ Президента Украины от 19.08.2009 года № 636/2009 «Про присвоєння І.Пасічнику звання Герой України» (укр.). Президент України. Iнтернет-представництво (19.08.2009). Дата обращения: 14 июля 2010. Архивировано 28 января 2014 года.
222. ↑  Указ Президента Украины от 19.08.2009 года № 637/2009 «Про присвоєння Є.Савчуку звання Герой України» (укр.). Президент України. Iнтернет-представництво (19.08.2009). Дата обращения: 14 июля 2010. Архивировано 28 января 2014 года.
223. ↑  Указ Президента Украины от 19.08.2009 года № 638/2009 «Про присвоєння А.Кобзаренко звання Герой України» (укр.). Президент України. Iнтернет-представництво (19.08.2009). Дата обращения: 14 июля 2010. Архивировано 28 января 2014 года.
224. ↑  Указ Президента Украины от 21.08.2009 года № 668/2009 «Про присвоєння П.Шилюку звання Герой України» (укр.). Президент України. Iнтернет-представництво (21.08.2009). Дата обращения: 14 июля 2010. Архивировано 28 января 2014 года.
225. ↑  Указ Президента Украины от 21.08.2009 года № 669/2009 «Про присвоєння Л.Лятецькій звання Герой України» (укр.). Президент України. Iнтернет-представництво (21.08.2009). Дата обращения: 14 июля 2010. Архивировано 28 января 2014 года.
226. ↑  Указ Президента Украины от 21.08.2009 года № 670/2009 «Про присвоєння Д.Ківі звання Герой України» (укр.). Президент України. Iнтернет-представництво (21.08.2009). Дата обращения: 14 июля 2010. Архивировано 28 января 2014 года.
227. ↑  Указ Президента Украины от 27.10.2009 года № 868/2009 «Про присвоєння Л.Губерському звання Герой України» (укр.). Президент України. Iнтернет-представництво (27.10.2009). Дата обращения: 14 июля 2010. Архивировано 28 января 2014 года.
228. ↑  Указ Президента Украины от 23.11.2009 года № 951/2009 «Про присвоєння Г.Бобову звання Герой України» (укр.). Президент України. Iнтернет-представництво (23.11.2009). Дата обращения: 14 июля 2010. Архивировано 28 января 2014 года.
229. ↑  Указ Президента Украины от 23.11.2009 года № 952/2009 «Про присвоєння І.Гуті звання Герой України» (укр.). Президент України. Iнтернет-представництво (23.11.2009). Дата обращения: 14 июля 2010. Архивировано 28 января 2014 года.
230. ↑  Указ Президента Украины от 23.11.2009 года № 953/2009 «Про присвоєння Ю.Мельнику звання Герой України» (укр.). Президент України. Iнтернет-представництво (23.11.2009). Дата обращения: 14 июля 2010. Архивировано 28 января 2014 года.
231. ↑  Указ Президента Украины от 23.11.2009 года № 954/2009 «Про присвоєння В.Найдьоновій звання Герой України» (укр.). Президент України. Iнтернет-представництво (23.11.2009). Дата обращения: 14 июля 2010. Архивировано 28 января 2014 года.
232. ↑  Указ Президента Украины от 23.11.2009 года № 955/2009 «Про присвоєння В.Чернишенку звання Герой України» (укр.). Президент України. Iнтернет-представництво (23.11.2009). Дата обращения: 14 июля 2010. Архивировано 28 января 2014 года.
233. ↑  Указ Президента Украины от 03.12.2009 года № 1008/2009 «Про присвоєння В.Симоненку звання Герой України» (укр.). Президент України. Iнтернет-представництво (03.12.2009). Дата обращения: 14 июля 2010. Архивировано 28 января 2014 года.
234. ↑  Указ Президента Украины от 16.12.2009 года № 1063/2009 «О присвоении М.Зубцу звания Герой Украины». Президент Украины. Официальное интернет-представительство (16.12.2009). Дата обращения: 23 августа 2010. Архивировано 28 января 2014 года.
235. ↑  Указ Президента Украины от 20.01.2010 года № 46/2010 «Про присвоєння С.Бандері звання Герой України» (укр.). Управління комп'ютеризованих систем Апарату Верховної Ради України (20.01.2010). Дата обращения: 13 января 2011. Архивировано 21 февраля 2020 года.
236. ↑  Указ Президента Украины от 08.02.2010 года № 136/2010 «Про присвоєння Г.Омельченку звання Герой України» (укр.). Президент України. Iнтернет-представництво (08.02.2010). Дата обращения: 14 июля 2010. Архивировано 20 марта 2012 года.
237. ↑  Указ Президента Украины от 18.02.2010 года № 192/2010 «Про присвоєння С.Бондарчуку звання Герой України» (укр.). Президент України. Iнтернет-представництво (18.02.2010). Дата обращения: 14 июля 2010. Архивировано 20 марта 2012 года.
238. ↑  Указ Президента Украины от 21.08.2010 года № 855/2010 «Про присвоєння В. Бар’яхтару звання Герой України» (укр.). Президент України. Iнтернет-представництво (21.08.2010). Дата обращения: 24 августа 2010. Архивировано 20 марта 2012 года.
239. ↑  Указ Президента Украины от 21.08.2010 года № 856/2010 «Про присвоєння О. Басистюк-Гаптар звання Герой України» (укр.). Президент України. Iнтернет-представництво (21.08.2010). Дата обращения: 24 августа 2010. Архивировано 20 марта 2012 года.
240. ↑  Указ Президента Украины от 21.08.2010 года № 857/2010 «Про присвоєння В. Волікову звання Герой України» (укр.). Президент України. Iнтернет-представництво (21.08.2010). Дата обращения: 24 августа 2010. Архивировано 20 марта 2012 года.
241. ↑  Указ Президента Украины от 21.08.2010 года № 858/2010 «Про присвоєння О. Риженкову звання Герой України» (укр.). Президент України. Iнтернет-представництво (21.08.2010). Дата обращения: 24 августа 2010. Архивировано 20 марта 2012 года.
242. ↑  Указ Президента Украины от 21.08.2010 года № 859/2010 «Про присвоєння М. Шаповалу звання Герой України» (укр.). Президент України. Iнтернет-представництво (21.08.2010). Дата обращения: 24 августа 2010. Архивировано 20 марта 2012 года.
243. ↑  Указ Президента Украины от 26.08.2010 года № 870/2010 «Про присвоєння І.Юрченку звання Герой України» (укр.). Президент України. Iнтернет-представництво (26.08.2010). Дата обращения: 11 сентября 2010. Архивировано 20 марта 2012 года.
244. ↑  Указ Президента Украины от 26.08.2010 года № 871/2010 «Про присвоєння С.Шемуку звання Герой України» (укр.). Президент України. Iнтернет-представництво (26.08.2010). Дата обращения: 11 сентября 2010. Архивировано 20 марта 2012 года.
245. ↑  Указ Президента Украины от 26.08.2010 года № 872/2010 «Про присвоєння І.Шевченку звання Герой України» (укр.). Президент України. Iнтернет-представництво (26.08.2010). Дата обращения: 11 сентября 2010. Архивировано 20 марта 2012 года.
246. ↑  Указ Президента України від 9 липня 2011 року № 745/2011 «Про присвоєння В.Сабодану звання Герой України» (укр.). Президент України. Iнтернет-представництво (09.07.2011). Дата обращения: 10 июля 2011. Архивировано 20 марта 2012 года.
247. ↑  Указ Президента Украины от 23.08.2011 года № 834/2011 «Про присвоєння Б.Білашу звання Герой України» (укр.). Президент України. Iнтернет-представництво (23.08.2011). Дата обращения: 23 августа 2011. Архивировано 25 августа 2012 года.
248. ↑  Указ Президента Украины от 23.08.2011 года № 835/2011 «Про присвоєння О.Ключникову звання Герой України» (укр.). Президент України. Iнтернет-представництво (23.08.2011). Дата обращения: 23 августа 2011. Архивировано 25 августа 2012 года.
249. ↑  Указ Президента Украины от 23.08.2011 года № 836/2011 «Про присвоєння Б.Рибалку звання Герой України» (укр.). Президент України. Iнтернет-представництво (23.08.2011). Дата обращения: 23 августа 2011. Архивировано 25 августа 2012 года.
250. ↑  Указ Президента Украины от 23.08.2011 года № 837/2011 «Про присвоєння М.Степаненку звання Герой України» (укр.). Президент України. Iнтернет-представництво (23.08.2011). Дата обращения: 23 августа 2011. Архивировано 25 января 2014 года.
251. ↑  Указ Президента Украины от 23.08.2011 года № 838/2011 «Про присвоєння Б.Ступці звання Герой України» (укр.). Президент України. Iнтернет-представництво (23.08.2011). Дата обращения: 23 августа 2011. Архивировано 27 декабря 2014 года.
252. ↑  Указ Президента Украины от 23.08.2011 года № 839/2011 «Про присвоєння С.Трошину звання Герой України» (укр.). Президент України. Iнтернет-представництво (23.08.2011). Дата обращения: 23 августа 2011. Архивировано 25 января 2014 года.
253. ↑  Указ Президента Украины от 23.08.2011 года № 840/2011 «Про присвоєння Л.Шитиковій звання Герой України» (укр.). Президент України. Iнтернет-представництво (23.08.2011). Дата обращения: 23 августа 2011. Архивировано 25 января 2014 года.
254. ↑  Указ Президента Украины от 25.08.2011 года № 876/2011 «Про присвоєння В.Кошельнику звання Герой України» (укр.). Президент України. Iнтернет-представництво (25.08.2011). Дата обращения: 26 августа 2011. Архивировано 25 августа 2012 года.
255. ↑  Указ Президента Украины от 25.08.2011 года № 878/2011 «Про присвоєння С.Лазуренку звання Герой України» (укр.). Президент України. Iнтернет-представництво (25.08.2011). Дата обращения: 26 августа 2011. Архивировано 25 августа 2012 года.
256. ↑  Указ Президента Украины от 25.08.2011 года № 879/2011 «Про присвоєння О.Однораленку звання Герой України» (укр.). Президент України. Iнтернет-представництво (25.08.2011). Дата обращения: 26 августа 2011. Архивировано 25 августа 2012 года.
257. ↑  Указ Президента України від 24 серпня 2012 року № 486/2012 «Про присвоєння О.Баталіну звання Герой України» (укр.). Президент України. Iнтернет-представництво (24.08.2012). Дата обращения: 24 августа 2012. Архивировано 27 октября 2012 года.
258. ↑  Указ Президента України від 24 серпня 2012 року № 487/2012 «Про присвоєння П.Гадзу звання Герой України» (укр.). Президент України. Iнтернет-представництво (24.08.2012). Дата обращения: 24 августа 2012. Архивировано 27 октября 2012 года.
259. ↑  Указ Президента України від 24 серпня 2012 року № 488/2012 «Про присвоєння О.Голубенку звання Герой України» (укр.). Президент України. Iнтернет-представництво (24.08.2012). Дата обращения: 24 августа 2012. Архивировано 27 октября 2012 года.
260. ↑  Указ Президента України від 24 серпня 2012 року № 489/2012 «Про присвоєння В.Заклунній-Мироненко звання Герой України» (укр.). Президент України. Iнтернет-представництво (24.08.2012). Дата обращения: 24 августа 2012. Архивировано 27 октября 2012 года.
261. ↑  Указ Президента України від 24 серпня 2012 року № 490/2012 «Про присвоєння М.Короленку звання Герой України» (укр.). Президент України. Iнтернет-представництво (24.08.2012). Дата обращения: 24 августа 2012. Архивировано 27 октября 2012 года.
262. ↑  Указ Президента України від 24 серпня 2012 року № 491/2012 «Про присвоєння О.Мінаєву звання Герой України» (укр.). Президент України. Iнтернет-представництво (24.08.2012). Дата обращения: 24 августа 2012. Архивировано 27 октября 2012 года.
263. ↑  Указ Президента України від 24 серпня 2012 року № 492/2012 «Про присвоєння Д.Романенку звання Герой України» (укр.). Президент України. Iнтернет-представництво (24.08.2012). Дата обращения: 25 августа 2012. Архивировано 30 октября 2012 года.
264. ↑  Указ Президента України від 24 серпня 2012 року № 493/2012 «Про присвоєння С.Слюсарю звання Герой України» (укр.). Президент України. Iнтернет-представництво (24.08.2012). Дата обращения: 24 августа 2012. Архивировано 27 октября 2012 года.
265. ↑  Указ Президента України від 24 серпня 2012 року № 494/2012 «Про присвоєння С.Червонопиському звання Герой України» (укр.). Президент України. Iнтернет-представництво (24.08.2012). Дата обращения: 24 августа 2012. Архивировано 27 октября 2012 года.
266. ↑  Указ Президента України від 24 серпня 2012 року № 495/2012 «Про присвоєння Ю.Шикулі звання Герой України» (укр.). Президент України. Iнтернет-представництво (24.08.2012). Дата обращения: 25 августа 2012. Архивировано 30 октября 2012 года.
267. ↑  Указ Президента України від 22 серпня 2013 року № 432/2013 «Про присвоєння О.Богданову звання Герой України» (укр.). Президент України. Iнтернет-представництво (22.08.2013). Дата обращения: 22 августа 2013. Архивировано 25 января 2014 года.
268. ↑  Указ Президента України від 22 серпня 2013 року № 433/2013 «Про присвоєння О.Мокринських звання Герой України» (укр.). Президент України. Iнтернет-представництво (22.08.2013). Дата обращения: 22 августа 2013. Архивировано 25 января 2014 года.
269. ↑  Указ Президента України від 22 серпня 2013 року № 434/2013 «Про присвоєння С.Обухову звання Герой України» (укр.). Президент України. Iнтернет-представництво (22.08.2013). Дата обращения: 22 августа 2013. Архивировано из оригинала 25 января 2014 года.
270. ↑  Указ Президента України від 22 серпня 2013 року № 435/2013 «Про присвоєння В.Призу звання Герой України» (укр.). Президент України. Iнтернет-представництво (22.08.2013). Дата обращения: 22 августа 2013. Архивировано 25 января 2014 года.
271. ↑  Указ Президента України від 22 серпня 2013 року № 436/2013 «Про присвоєння В.Ремньову звання Герой України» (укр.). Президент України. Iнтернет-представництво (22.08.2013). Дата обращения: 22 августа 2013. Архивировано 25 января 2014 года.
272. ↑  Указ Президента України від 24 серпня 2013 року № 442/2013 «Про присвоєння І.Боримському звання Герой України» (укр.). Президент України. Iнтернет-представництво (24.08.2013). Дата обращения: 24 августа 2013. Архивировано 25 января 2014 года.
273. ↑  Указ Президента України від 24 серпня 2013 року № 443/2013 «Про присвоєння М.Матрунчику звання Герой України» (укр.). Президент України. Iнтернет-представництво (24.08.2013). Дата обращения: 24 августа 2013. Архивировано из оригинала 25 января 2014 года.
274. ↑  Указ Президента України від 24 серпня 2013 року № 444/2013 «Про присвоєння Л.Шиману звання Герой України» (укр.). Президент України. Iнтернет-представництво (24.08.2013). Дата обращения: 24 августа 2013. Архивировано из оригинала 29 августа 2013 года.
275. ↑  Указ Президента України від 24 серпня 2013 року № 445/2013 «Про присвоєння Б.Дейчу звання Герой України» (укр.). Президент України. Iнтернет-представництво (24.08.2013). Дата обращения: 24 августа 2013. Архивировано 25 января 2014 года.
276. ↑  Указ Президента України від 24 серпня 2013 року № 446/2013 «Про присвоєння С.Поважному звання Герой України» (укр.). Президент України. Iнтернет-представництво (24.08.2013). Дата обращения: 24 августа 2013. Архивировано из оригинала 28 августа 2013 года.
277. ↑  Указ Президента України від 24 серпня 2013 року № 447/2013 «Про присвоєння М.Резніковичу звання Герой України» (укр.). Президент України. Iнтернет-представництво (24.08.2013). Дата обращения: 24 августа 2013. Архивировано из оригинала 25 января 2014 года.
278. ↑  Указ Президента України від 20 червня 2014 року № 544/2014 «Про присвоєння С.Кульчицькому звання Герой України» (укр.). Адміністрація Президента України (20.06.2014). Дата обращения: 20 июня 2014. Архивировано 26 июня 2014 года.
279. ↑  Указ Президента України від 20 червня 2014 року № 545/2014 «Про присвоєння К.Могилку звання Герой України» (укр.). Адміністрація Президента України (20.06.2014). Дата обращения: 20 июня 2014. Архивировано 24 июня 2014 года.
280. ↑  Указ Президента України від 20 червня 2014 року № 546/2014 «Про присвоєння Т.Сенюку звання Герой України» (укр.). Адміністрація Президента України (20.06.2014). Дата обращения: 20 июня 2014. Архивировано 24 июня 2014 года.
281. ↑  Указ Президента України від 19 липня 2014 року № 600/2014 «Про присвоєння Б.Заваді звання Герой України» (укр.). Адміністрація Президента України (19.07.2014). Дата обращения: 19 июля 2014. Архивировано 26 июля 2014 года.
282. ↑  Указ Президента України від 23 серпня 2014 року № 672/2014 «Про присвоєння М. Забродському звання Герой України» (укр.). Адміністрація Президента України (24.08.2014). Дата обращения: 24 августа 2014. Архивировано 26 августа 2014 года.
283. ↑  Указ Президента України від 23 серпня 2014 року № 673/2014 «Про присвоєння Є.Зеленському звання Герой України» (укр.). Адміністрація Президента України (24.08.2014). Дата обращения: 24 августа 2014. Архивировано 11 октября 2014 года.
284. ↑  Указ Президента України від 21 жовтня 2014 року № 816/2014 «Про присвоєння І.Гордійчуку звання Герой України» (укр.). Адміністрація Президента України (21.10.2014). Дата обращения: 27 октября 2014. Архивировано 23 октября 2014 года.
285. ↑  Указ Президента України від 3 листопада 2014 року № 839/2014 «Про присвоєння Р.Лужевському звання Герой України» (укр.). Управління комп'ютеризованих систем Апарату Верховної Ради України (01.11.2014). Дата обращения: 3 ноября 2014. Архивировано 1 марта 2022 года.
286. ↑  Указ Президента України від 21 листопада 2014 року № 890/2014 «Про присвоєння звання Герой України» (укр.). Коллективный указ. Награждённые приведены в том порядке, который дан в указе. Президент Украины. Официальное интернет-представительство (21.11.2014). Дата обращения: 22 ноября 2014. Архивировано 21 ноября 2014 года.
287. ↑  Указ Президента України від 4 грудня 2014 року № 916/2014 «Про присвоєння С.Кривоносову звання Герой України» (укр.). Адміністрація Президента України (04.12.2014). Дата обращения: 6 декабря 2014. Архивировано из оригинала 9 декабря 2014 года.
288. ↑  Указ Президента України від 4 грудня 2014 року № 917/2014 «Про присвоєння Д.Майбороді звання Герой України» (укр.). Адміністрація Президента України (04.12.2014). Дата обращения: 6 декабря 2014. Архивировано из оригинала 9 декабря 2014 года.
289. ↑  Указ Президента України від 4 грудня 2014 року № 918/2014 «Про присвоєння О.Петраківському звання Герой України» (укр.). Адміністрація Президента України (04.12.2014). Дата обращения: 6 декабря 2014. Архивировано из оригинала 9 декабря 2014 года.
290. ↑  Указ Президента України від 2 січня 2015 року № 1/2015 «Про присвоєння О.Аніщенку звання Герой України» (укр.). Адміністрація Президента України (02.01.2015). Дата обращения: 2 января 2015. Архивировано 2 января 2015 года.
291. ↑  Указ Президента України від 12 лютого 2015 року № 71/2015 «Про присвоєння І.Герасименку звання Герой України» (укр.). Адміністрація Президента України (12.02.2015). Дата обращения: 14 февраля 2015. Архивировано 14 февраля 2015 года.
292. ↑  Указ Президента України від 12 лютого 2015 року № 74/2015 «Про присвоєння О.Трепаку звання Герой України» (укр.). Адміністрація Президента України (12.02.2015). Дата обращения: 14 февраля 2015. Архивировано 14 февраля 2015 года.
293. ↑  Указ Президента України від 18 лютого 2015 року № 93/2015 «Про присвоєння С.Шапталі звання Героя України» (укр.). Адміністрація Президента України (18.02.2015). Дата обращения: 19 февраля 2015. Архивировано 18 февраля 2015 года.
294. ↑  Указ Президента України від 20 лютого 2015 року № 94/2015 «Про присвоєння звання Герой України» (укр.). Коллективный указ. Награждённые приведены в том порядке, который дан в указе. Президент Украины. Официальное интернет-представительство (20.02.2015). Дата обращения: 20 февраля 2015. Архивировано 20 февраля 2015 года.
295. ↑  Указ Президента України від 2 березня 2015 року № 117/2015 «Про присвоєння Н.Савченко звання Герой України» (укр.). Адміністрація Президента України (02.03.2015). Дата обращения: 3 марта 2015. Архивировано 6 марта 2015 года.
296. ↑  Указ Президента України від 2 березня 2015 року № 163/2015 «Про присвоєння В.Зубаничу звання Герой України» (укр.). Адміністрація Президента України (23.03.2015). Дата обращения: 24 марта 2015. Архивировано 2 апреля 2015 года.
297. ↑  Указ Президента України від 2 березня 2015 року № 164/2015 «Про присвоєння С.Собку звання Герой України» (укр.). Адміністрація Президента України (23.03.2015). Дата обращения: 24 марта 2015. Архивировано из оригинала 24 марта 2015 года.
298. ↑  Указ Президента України від 2 березня 2015 року № 165/2015 «Про присвоєння О.Порхуну звання Герой України» (укр.). Адміністрація Президента України (23.03.2015). Дата обращения: 24 марта 2015. Архивировано из оригинала 8 мая 2015 года.
299. ↑  Указ Президента України від 2 березня 2015 року № 166/2015 «Про присвоєння В.Гринюку звання Герой України» (укр.). Адміністрація Президента України (23.03.2015). Дата обращения: 24 марта 2015. Архивировано из оригинала 8 мая 2015 года.
300. ↑  Указ Президента України від 31 березня 2015 року № 191/2015 «Про присвоєння Ю.Коваленку звання Герой України» (укр.). Адміністрація Президента України (31.03.2015). Дата обращения: 4 апреля 2015. Архивировано из оригинала 2 апреля 2015 года.
301. ↑  Указ Президента України від 9 червня 2015 року № 191/2015 «Про присвоєння І.Зубкову звання Герой України» (укр.). Адміністрація Президента України (09.06.2015). Дата обращения: 13 июня 2015. Архивировано 16 июня 2015 года.
302. ↑  Указ Президента України від 21 серпня 2015 року № 494/2015 «Про присвоєння О.Міхнюку звання Герой України» (укр.). Адміністрація Президента України (21.08.2015). Дата обращения: 23 августа 2015. Архивировано 23 сентября 2015 года.
303. ↑  Указ Президента України від 14 жовтня 2015 року № 582/2015 «Про присвоєння І.Зіничу звання Герой України» (укр.). Адміністрація Президента України (14.10.2015). Дата обращения: 15 октября 2015. Архивировано 4 апреля 2022 года.
304. ↑  Указ Президента України від 14 жовтня 2015 року № 583/2015 «Про присвоєння В.Божку звання Герой України» (укр.). Адміністрація Президента України (14.10.2015). Дата обращения: 15 октября 2015. Архивировано 15 октября 2015 года.
305. ↑  Указ Президента України від 14 жовтня 2015 року № 584/2015 «Про присвоєння Є.Межевікіну звання Герой України» (укр.). Адміністрація Президента України (14.10.2015). Дата обращения: 15 октября 2015.
306. ↑  Указ Президента України від 13 листопада 2015 року № 636/2015 «Про присвоєння С.Цимбалу звання Герой України» (укр.). Адміністрація Президента України (13.11.2015). Дата обращения: 1 декабря 2015. Архивировано 4 июля 2016 года.
307. ↑  Указ Президента України від 17 лютого 2016 року № 56/2016 «Про присвоєння В.Орленку звання Герой України» (укр.). Адміністрація Президента України (22.02.2016). Дата обращения: 22 февраля 2016. Архивировано 9 марта 2016 года.
308. ↑  Указ Президента України від 11 березня 2016 року № 86/2016 «Про присвоєння В.Семенову звання Герой України» (укр.). Адміністрація Президента України (28.05.2016). Дата обращения: 29 мая 2016. Архивировано 20 сентября 2016 года.
309. ↑  Указ Президента України від 23 серпня 2016 року № 347/2016 «Про присвоєння А.Ковальчуку звання Герой України» (укр.). Адміністрація Президента України (23.08.2016). Дата обращения: 24 августа 2016. Архивировано 25 августа 2016 года.
310. ↑  Указ Президента України від 23 серпня 2016 року № 348/2016 «Про присвоєння В.Чибінєєву звання Герой України» (укр.). Адміністрація Президента України (23.08.2016). Дата обращения: 24 августа 2016. Архивировано 25 августа 2016 года.
311. ↑  Указ Президента України від 23 серпня 2016 року № 349/2016 «Про присвоєння І.Брановицькому звання Герой України» (укр.). Адміністрація Президента України (23.08.2016). Дата обращения: 24 августа 2016. Архивировано 24 августа 2016 года.
312. ↑  Указ Президента України від 23 серпня 2016 року № 350/2016 «Про присвоєння С.Колодію звання Герой України» (укр.). Адміністрація Президента України (23.08.2016). Дата обращения: 24 августа 2016. Архивировано 26 августа 2016 года.
313. ↑  Указ Президента України від 9 вересня 2016 року № 388/2016 «Про присвоєння О.Лавренку звання Герой України» (укр.). Адміністрація Президента України (09.09.2016). Дата обращения: 17 сентября 2016. Архивировано 14 сентября 2016 года.
314. ↑  Указ Президента України від 13 жовтня 2016 року № 448/2016 «Про присвоєння В.Гарматію звання Герой України» (укр.). Адміністрація Президента України (14.10.2016). Дата обращения: 14 октября 2016. Архивировано 8 ноября 2016 года.
315. ↑  Указ Президента України від 13 жовтня 2016 року № 449/2016 «Про присвоєння А.Ткачуку звання Герой України» (укр.). Адміністрація Президента України (14.10.2016). Дата обращения: 14 октября 2016. Архивировано 17 октября 2016 года.
316. ↑  Указ Президента України від 21 листопада 2016 року № 515/2016 «Про присвоєння А.Снітку звання Герой України» (укр.). Адміністрація Президента України (21.11.2016). Дата обращения: 22 ноября 2016. Архивировано 21 ноября 2016 года.
317. ↑  Указ Президента України від 21 листопада 2016 року № 516/2016 «Про присвоєння С.Табалі звання Герой України» (укр.). Адміністрація Президента України (21.11.2016). Дата обращения: 22 ноября 2016. Архивировано 21 ноября 2016 года.
318. ↑  Указ Президента України від 30 грудня 2016 року № 581/2016 «Про присвоєння М.Яровому звання Герой України» (укр.). Адміністрація Президента України (30.12.2016). Дата обращения: 31 декабря 2016. Архивировано 1 января 2017 года.
319. ↑  Указ Президента України від 21 січня 2017 року № 9/2017 «Про присвоєння В.Жемчугову звання Герой України» (укр.). Адміністрація Президента України (22.01.2017). Дата обращения: 22 января 2017. Архивировано 23 января 2017 года.
320. ↑  Указ Президента України від 1 лютого 2017 року № 21/2017 «Про присвоєння А. Кизилу звання Герой України» (укр.). Адміністрація Президента України (01.02.2017). Дата обращения: 1 февраля 2017. Архивировано 3 февраля 2020 года.
321. ↑  Указ Президента України від 20 лютого 2017 року № 42/2017 «Про присвоєння В.Сліпаку звання Герой України» (укр.). Адміністрація Президента України (20.02.2017). Дата обращения: 20 февраля 2017. Архивировано 20 февраля 2017 года.
322. ↑  Указ Президента України від 27 березня 2017 року № 81/2017 «Про присвоєння Є.Тельнову звання Герой України» (укр.). Адміністрація Президента України (27.03.2017). Дата обращения: 29 марта 2017. Архивировано 28 марта 2017 года.
323. ↑  Указ Президента України від 18 травня 2017 року № 134/2017 «Про присвоєння Р.Аметову звання Герой України» (укр.). Адміністрація Президента України (19.05.2017). Дата обращения: 19 мая 2017. Архивировано 24 октября 2017 года.
324. ↑  Указ Президента України від 13 червня 2017 року № 134/2017 Про присвоєння М.Жизневському звання «Герой України» (укр.). Адміністрація Президента України (13.06.2017). Дата обращения: 14 июня 2017. Архивировано 15 июня 2017 года.
325. ↑  Указ Президента України від 23 серпня 2017 року № 235/2017 «Про присвоєння Є.Лоскоту звання Герой України» (укр.). Адміністрація Президента України (23.08.2017). Дата обращения: 27 августа 2017. Архивировано 28 августа 2017 года.
326. ↑  Указ Президента України від 23 серпня 2017 року № 236/2017 «Про присвоєння В.Тарасюку звання Герой України» (укр.). Адміністрація Президента України (23.08.2017). Дата обращения: 27 августа 2017. Архивировано 28 августа 2017 года.
327. ↑  Указ Президента України від 7 вересня 2017 року № 264/2017 «Про присвоєння М. Шаповалу звання Герой України» (укр.). Адміністрація Президента України (07.09.2017). Дата обращения: 7 сентября 2017. Архивировано 7 сентября 2017 года.
328. ↑  Указ Президента України від 12 жовтня 2017 року № 320/2017 «Про присвоєння О. Капушу звання Герой України» (укр.). Адміністрація Президента України (12.10.2017). Дата обращения: 14 октября 2017. Архивировано 13 октября 2017 года.
329. ↑  Указ Президента України від 26 квітня 2018 року № 109/2018 «Про присвоєння Є. Пікусу звання Герой України» (укр.). Адміністрація Президента України (26.04.2018). Дата обращения: 29 апреля 2018. Архивировано 27 апреля 2018 года.
330. ↑  Указ Президента України від 23 серпня 2018 року № 236/2018 «Про присвоєння О. Довгому звання Герой України» (укр.). Адміністрація Президента України (23.08.2018). Дата обращения: 24 августа 2018. Архивировано 24 августа 2018 года.
331. ↑  Указ Президента України від 23 серпня 2018 року № 237/2018 «Про присвоєння В. Сосніну звання Герой України» (укр.). Адміністрація Президента України (23.08.2018). Дата обращения: 24 августа 2018. Архивировано 24 августа 2018 года.
332. ↑  Указ Президента України від 12 грудня 2018 року № 424/2018 «Про присвоєння А. Конопльову  звання Герой України» (укр.). Адміністрація Президента України (12.12.2018). Дата обращения: 12 декабря 2018. Архивировано 24 марта 2022 года.
333. ↑  Указ Президента України від 8 січня 2019 року № 3/2019 «Про присвоєння звання Герой України» (укр.). Адміністрація Президента України (08.01.2019). Дата обращения: 9 января 2019. Архивировано 21 апреля 2019 года.
334. ↑  Указ Президента України від 6 березня 2019 року № 55/2019 «Про присвоєння І. Вінніку звання Герой України» (укр.). Адміністрація Президента України (06.03.2019). Дата обращения: 5 мая 2019. Архивировано 5 мая 2019 года.
335. ↑  Указ Президента України від 29 квітня 2019 року № 176/2019 «Про присвоєння І.Момоту звання Герой України» (укр.). Адміністрація Президента України (29.04.2019). Дата обращения: 5 мая 2019. Архивировано 5 мая 2019 года.
336. ↑  Указ Президента України від 9 травня 2019 року № 206/2019 «Про присвоєння А. Соколенку звання Герой України» (укр.). Адміністрація Президента України (09.05.2019). Дата обращения: 11 мая 2019. Архивировано 12 мая 2019 года.
337. ↑  Указ Президента України від 9 травня 2019 року № 207/2019 «Про присвоєння Д. Гончаренку звання Герой України» (укр.). Адміністрація Президента України (09.05.2019). Дата обращения: 11 мая 2019. Архивировано 9 мая 2019 года.
338. ↑  Указ Президента України від 9 травня 2019 року № 208/2019 «Про присвоєння В. Грицаку звання Герой України» (укр.). Адміністрація Президента України (09.05.2019). Дата обращения: 11 мая 2019. Архивировано 9 мая 2019 года.
339. ↑  Указ Президента України від 27 червня 2019 року № 467/2019 «Про присвоєння А. Волосу звання Герой України» (укр.). Офіційне інтернет-представництво Президента України (27.06.2019). Дата обращения: 20 июля 2019. Архивировано 1 июля 2019 года.
340. 1 2 3  Указ Президента України від 27 червня 2019 року № 468/2019 «Про присвоєння звання Герой України» (укр.). Офіційне інтернет-представництво Президента України (27.06.2019). Дата обращения: 20 июля 2019. Архивировано 28 июня 2019 года.
341. 1 2  Указ Президента України від 3 грудня 2019 року № 468/2019 «Про присвоєння звання Герой України» (укр.). Офіційне інтернет-представництво Президента України (03.12.2019). Дата обращения: 7 декабря 2019. Архивировано 6 декабря 2019 года.
342. ↑  Указ Президента України від 4 грудня 2019 року № 880/2019 «Про присвоєння А. Жуку звання Герой України» (укр.). Офіційне інтернет-представництво Президента України (04.12.2019). Дата обращения: 7 декабря 2019. Архивировано 6 декабря 2019 года.
343. ↑  Указ Президента України від 5 грудня 2019 року № 885/2019 «Про присвоєння Р.Матвійцю звання Герой України» (укр.). Офіційне інтернет-представництво Президента України (05.12.2019). Дата обращения: 7 декабря 2019.
344. ↑  Указ Президента України від 25 січня 2020 року № 20/2020 «Про присвоєння звання Герой України» (укр.). Адміністрація Президента України (25.01.2020). Дата обращения: 25 января 2020. Архивировано 28 января 2020 года.
345. ↑  Указ Президента України від 25 березня 2020 року № 111/2020 «Про присвоєння С. Михальчуку звання Герой України» (укр.). Адміністрація Президента України (26.03.2020). Дата обращения: 26 марта 2020. Архивировано 5 февраля 2021 года.
346. ↑  Указ Президента України від 21 травня 2020 року № 193/2020 «Про присвоєння С. Губанову звання Герой України» (укр.). Адміністрація Президента України (21.05.2020). Дата обращения: 1 июня 2020. Архивировано 31 мая 2020 года.
347. ↑  Указ Президента України від 13 липня 2020 року № 271/2020 «Про присвоєння звання Герой України» (укр.). Адміністрація Президента України (13.07.2020). Дата обращения: 13 июля 2020. Архивировано 13 июля 2020 года.
348. ↑  Указ Президента України від 17 серпня 2020 року № 323/2020 «Про присвоєння А. Кузьменку звання Герой України» (укр.). Адміністрація Президента України (17.08.2020). Дата обращения: 17 августа 2020. Архивировано 11 июля 2021 года.
349. ↑  Указ Президента України від 22 серпня 2020 року № 338/2020 «Про присвоєння В. Кубраку звання Герой України» (укр.). Адміністрація Президента України (22.08.2020). Дата обращения: 26 августа 2020. Архивировано 22 октября 2020 года.
350. ↑  Указ Президента України від 22 серпня 2020 року № 339/2020 «Про присвоєння О. Коростельову звання Герой України» (укр.). Адміністрація Президента України (22.08.2020). Дата обращения: 26 августа 2020. Архивировано 22 октября 2020 года.
351. ↑  Указ Президента України від 22 серпня 2020 року № 340/2020 «Про присвоєння Ю.Рибчинському звання Герой України» (укр.). Адміністрація Президента України (22.08.2020). Дата обращения: 26 августа 2020. Архивировано 23 октября 2020 года.
352. ↑  Указ Президента України від 15 вересня 2020 року № 395/2020 «Про присвоєння Ю. Горайському звання Герой України» (укр.). Адміністрація Президента України (15.09.2020). Дата обращения: 20 сентября 2020. Архивировано 25 сентября 2020 года.
353. ↑  Указ Президента України від 20 жовтня 2020 року № 456/2020 «Про присвоєння Е.Атрашкевичу звання Герой України» (укр.). Адміністрація Президента України (20.10.2020). Дата обращения: 24 сентября 2020.
354. ↑  Указ Президента України від 27 листопада 2020 року № 518/2020 «Про присвоєння О. Дегтяреву звання Герой України» (укр.). Адміністрація Президента України (27.11.2020). Дата обращения: 30 ноября 2020. Архивировано 27 ноября 2020 года.
355. ↑  Указ Президента України від 3 грудня 2020 року № 536/2020 «Про присвоєння І. Філіпчуку звання Герой України» (укр.). Адміністрація Президента України (03.12.2020). Дата обращения: 5 декабря 2020. Архивировано 10 марта 2022 года.
356. ↑  Указ Президента України від 29 грудня 2020 року № 600/2020 «Про присвоєння звання Герой України» (укр.). Адміністрація Президента України (31.12.2020). Дата обращения: 6 января 2021. Архивировано 17 июня 2021 года.
357. ↑  Указ Президента України від 22 серпня 2021 року № 381/2021 «Про присвоєння С. Білоусу звання Герой України» (укр.). Адміністрація Президента України (24.08.2021). Дата обращения: 28 августа 2021. Архивировано 25 августа 2021 года.
358. ↑  Указ Президента України від 22 серпня 2021 року № 382/2021 «Про присвоєння М.Ридзаничу звання Герой України» (укр.). Адміністрація Президента України (24.08.2021). Дата обращения: 28 августа 2021. Архивировано 24 августа 2021 года.
359. ↑  Указ Президента України від 22 серпня 2021 року № 383/2021 «Про присвоєння Є. Сидоренку звання Герой України» (укр.). Адміністрація Президента України (24.08.2021). Дата обращения: 28 августа 2021. Архивировано 24 августа 2021 года.
360. ↑  Указ Президента України від 22 серпня 2021 року № 384/2021 «Про присвоєння Н. Яремчуку звання Герой України» (укр.). Адміністрація Президента України (24.08.2021). Дата обращения: 28 августа 2021. Архивировано 24 августа 2021 года.
361. ↑  Указ Президента України від 22 серпня 2021 року № 385/2021 «Про присвоєння В.Горбуліну звання Герой України» (укр.). Адміністрація Президента України (24.08.2021). Дата обращения: 28 августа 2021. Архивировано 24 августа 2021 года.
362. ↑  Указ Президента України від 22 серпня 2021 року № 386/2021 «Про присвоєння І.Гельфгату звання Герой України» (укр.). Адміністрація Президента України (24.08.2021). Дата обращения: 28 августа 2021. Архивировано 24 августа 2021 года.
363. ↑  Указ Президента України від 28 серпня 2021 року № 449/2021 «Про присвоєння С. Горбенку звання Герой України» (укр.). Адміністрація Президента України (29.08.2021). Дата обращения: 29 августа 2021. Архивировано 29 августа 2021 года.
364. ↑  Указ Президента України від 28 серпня 2021 року № 450/2021 «Про присвоєння В. Гурняку звання Герой України» (укр.). Адміністрація Президента України (29.08.2021). Дата обращения: 29 августа 2021. Архивировано 19 декабря 2021 года.
365. ↑  Указ Президента України від 16 вересня 2021 року № 471/2021 «Про присвоєння М. Крипаку звання Герой України» (укр.). Адміністрація Президента України (17.09.2021). Дата обращения: 18 сентября 2021. Архивировано 5 октября 2021 года.
366. ↑  Указ Президента України від 29 вересня 2021 року № 494/2021 «Про присвоєння І. Левітасу звання Герой України» (укр.). Адміністрація Президента України (30.09.2021). Дата обращения: 14 октября 2021. Архивировано 14 октября 2021 года.
367. ↑  Указ Президента України від 14 жовтня 2021 року № 535/2021 «Про присвоєння М. Верхогляду звання Герой України» (укр.). Адміністрація Президента України (14.10.2021). Дата обращения: 14 октября 2021. Архивировано 14 октября 2021 года.
368. ↑  Указ Президента України від 14 жовтня 2021 року № 536/2021 «Про присвоєння Р. Хамраєву звання Герой України» (укр.). Адміністрація Президента України (14.10.2021). Дата обращения: 14 октября 2021. Архивировано 15 октября 2021 года.
369. ↑  Указ Президента України від 30 листопада 2021 року № 608/2021 «Про присвоєння Д. Коцюбайлу звання Герой України» (укр.). Адміністрація Президента України (01.12.2021). Дата обращения: 7 декабря 2021. Архивировано 2 декабря 2021 года.
370. ↑  Указ Президента України від 3 грудня 2021 року № 620/2021 «Про присвоєння П. Полицяку звання Герой України» (укр.). Адміністрація Президента України (06.12.2021). Дата обращения: 7 декабря 2021. Архивировано 6 декабря 2021 года.
371. ↑  Указ Президента України від 9 грудня 2021 року № 628/2021 «Про присвоєння І. Покладу звання Герой України» (укр.). Адміністрація Президента України (10.12.2021). Дата обращения: 10 декабря 2021. Архивировано 10 декабря 2021 года.
372. ↑  Указ Президента України від 10 грудня 2021 року № 630/2021 «Про присвоєння П. Півоваренку звання Герой України» (укр.). Адміністрація Президента України (10.12.2021). Дата обращения: 10 декабря 2021. Архивировано 10 декабря 2021 года.
373. ↑  Указ Президента України від 14 грудня 2021 року № 650/2021 «Про присвоєння Л. Кіндзельському звання Герой України» (укр.). Адміністрація Президента України (14.12.2021). Дата обращения: 17 декабря 2021. Архивировано 14 декабря 2021 года.
374. ↑  Указ президента Украины от 28 лютого 2022 года № 78/2022 «Про присвоєння звання Герой України» (укр.)
375. ↑  Указ президента Украины от 2 березня 2022 года № 78/2022 «Про присвоєння звання Герой України» (укр.)
376. ↑  Указ президента Украины от 4 березня 2022 года № 78/2022 «Про присвоєння звання Герой України» (укр.)
377. ↑  Указ президента Украины от 10 березня 2022 года № 78/2022 «Про присвоєння звання Герой України» (укр.)
378. ↑  Указ президента Украины от 12 березня 2022 года № 127/2022 «Про присвоєння звання Герой України» (укр.)
379. ↑  Указ президента Украины от 2 февраля 2024 года № 44/2024 «Про присвоєння звання Герой України» (укр.)
380. ↑  Указ президента Украины от 8 февраля 2024 года № 56/2024 «Про присвоєння звання Герой України» (укр.)
381. ↑  Указ президента Украины от 8 февраля 2024 года № 57/2024 «Про присвоєння звання Герой України» (укр.)
382. ↑  Указ президента Украины от 8 февраля 2024 года № 61/2024 «Про присвоєння звання Герой України» (укр.)
383. ↑  Указ президента Украины от 29 червня 2025 года № 444/2025 «Про присвоєння М.Устименку звання Герой України» (укр.)